# صيدا
صيدا مدينة ساحلية تقع شرقي البحر الأبيض المتوسط، ثالث أكبر المدن اللبنانية وفقاً لعدد السكان بعد بيروت وطرابلس، وعاصمة محافظة لبنان الجنوبي، وإحدى أقدم مدن العالم التي ما زالت آهلةً إلى اليوم. تقع صيدا شمال صور بحوالي أربعين كيلومتراً، وجنوبي بيروت -العاصمة اللبنانية- بخمسةٍ وأربعين كيلومتراً. ولا يتطابق موقع صيدا الحالي مع موقع صيدون الكنعانية التي كانت موغلةً إلى الشرق أكثر (يدل على ذلك أنّ معظم الآثار الكنعانية المكتشفة وُجدت في القياعة، والهلالية وأخيراً في تلة شرحبيل بن حسنة في بقسطا شرقي المدينة الحالية)، وبينما انحصرت صيدا ضمن أسوارها حتى أواسط القرن التاسعَ عشرَ فقد أخذت -فيما بعد- بالتوسع نحو الشمال والشرق عبر البساتين التي تغطي سهلها. يبلغ عدد سكانها ما يقارب الـ250 ألف نسمة حسب التقديرات المحلية لغياب الإحصاءات. 84% من السكان مسلمون سُنّة وحوالي 9% مسلمون شيعة وحوالي 6% مسيحيون عرب.
وصيدا مدينة عريقة ذات شهرة تاريخية واسعة، فقد كانت من أقدم دويلات المدن التي أسَّسها على شواطئ البحر المتوسط الكنعانيون (وهم الذين عرفهم الإغريق بالفينيقيّين في هذا السياق)، وبقيت لقرونٍ تتنافس مع صور في دورها كعاصمة سياسيةٍ واقتصاديةٍ للدويلات الكنعانية. تعرَّضتِ المدينة منذ القرن الحادي عشر قبل الميلاد لاجتياحاتٍ عديدةٍ أرهقتها سياسياً واقتصادياً وأدَّت إلى تراجع مكانتها منذ أن غزاها الملك الآشوري تغلث فلاسر الأول، ثم شعوب البحر، فالملك البابلي نبوخذ نصر، ثم الإمبراطور الأخميني الفارسي قمبيز الثاني، ثم الإسكندر الكبير المقدوني، وأخيراً الرومان الذين ورّثوا البيزنطيين، كما تعرَّضت لزلازلَ عدةٍ عبر تاريخها كان لبعضها آثار فادحة. دخل العرب المسلمون صيدا أثناء الفتح الإسلامي لبلاد الشام، وكانت معظم العهد الإسلامي بلدة صغيرة، وشهدت مناوشاتٍ ومعاركَ وانتقالاً للسيادة عدّة مراتٍ فترةَ الحروب الصليبية، وبالرغم من استعادة المماليك لها إلا أنها بقيت معرَّضةً -خاصةً في عهد المماليك البحرية (1250-1383م)- لغاراتٍ من القراصنة الأوروبيين.
لم تستعد صيدا أهميتها السياسية والاقتصادية حتى ضمها الأمير فخر الدين المعني الثاني وشاد بها نهضةً عمرانيةً واقتصاديةً، وغدت -من بعدُ- مركز إيالة صيدا لمدّة قرنٍ تقريباً، قبل أن تنتكس مجدداً بعدما نقل أحمد باشا الجزار مركز الإيالة إلى عكا، وكذلك بسبب زلازلَ عدّة. تردَّت أحوال المدينة بفعل تبعات الحربِ العالميةِ الأولى وآثارها، ثم وقعت تحت الاحتلال الفرنسي لأكثرَ من ربع قرن، ومنذ تلك الفترة توضحت مكانة صيدا كمركزٍ لجنوب لبنان. تعرَّضت المدينة لدمار كبيرٍ بسبب الاحتلال الإسرائيلي لجنوب لبنان (82-1985)، وعرفت منذ العقد الأخير من القرن العشرين بعد الحرب الأهلية اللبنانية نمواً متسارعاً أدّى إلى تضخمها وتمددها نحو العديد من القرى المجاورة، وتقلّص المساحات الزراعية حولها.
تلعب صيدا دوراً استقطابياً مهماً على مستوى جنوب لبنان، وهي اليوم مركز محافظةِ لبنان الجنوبي ثالثِ محافظات لبنان وفقاً لعدد السكان ويتبعها ثلاثة أقضيةٍ، كما يوفر لها موقعها المتميز أن تكون صلة وصل بين الجنوب وبيروت، وبين الساحل والشوف وجزين. وقد ازدادت أهميتها بعد اكتمال الطريق السريع (الأوتوستراد) الجنوبي، وتتمركز في صيدا الدوائر الرسمية والمتاجر والمصارف والمؤسسات الخدمية والتعليمية والاستشفائية والصناعية الرئيسية، كما يؤمن لها مرفؤها فرصاً إضافيةً وخاصةً بعدما يجري توسيعه. تضم صيدا في ضواحيها مخيّميْن للاجئين الفلسطينيين هما مخيم عين الحلوة (أكبر مخيمٍ في لبنان) ومخيم المية ومية.

## أصل التسمية

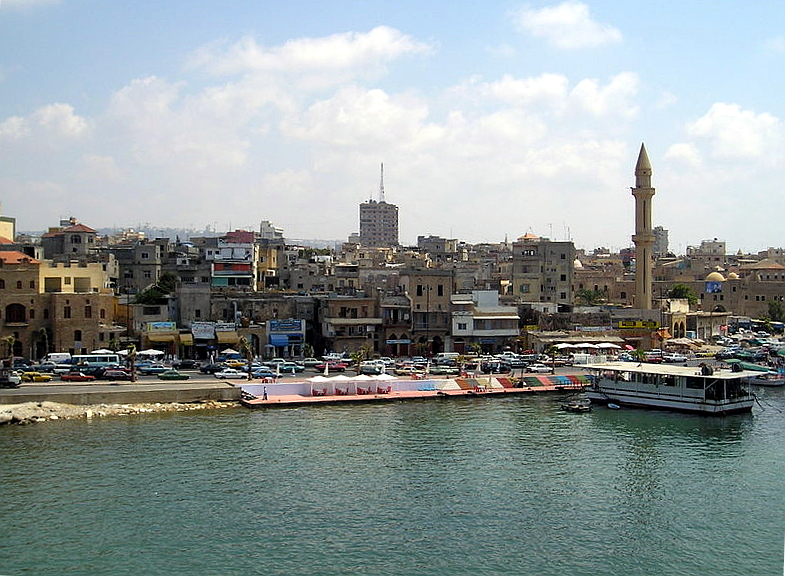
صيدا، منظر عام للمدينة من البحر (الواجهة البحرية للميناء الشمالي).

تختلف المصادر في أصل اسم مدينة «صيدا»، فبعضهم نسبه للجذر السامي «صيد» أي من صيد الأسماك، وهي المهنة التي امتهنها أهل المدينة قديماً لكثرة السمك على شواطئها. وُضِعَت نظريات أخر حول أصل الاسم، يعتقد بعضهم أنه من الجذر اللاتيني واليوناني «صيدون» -الذي يعود للجذر الكنعاني صيد- أو العبراني «صيدو»، واشتهرت المدينة باسم «صيدون العظيمة» في زمن يوشع بن نون. وينسب بعض المؤرخين التسمية لـ«صيدون بن كنعان بن حام بن نوح»، وهناك حكاية تزعم بأن باني المدينة كان الملك الآشوري الأسطوري بيلوس، والذي سمَّاها -حسب الحكاية- تيمّناً بابنته «صيد»، لكن الإغريق حرَّفوا الأسطورة ونسبوها إلى صيدوس بن إيجيبتوس زاعمين أنه من بناها. كما يُقال إن أحد أبناء كنعان ويُدعى «صيدونيوس» هو مؤسِّس المدينة وصاحب الإشادة باسمها.
يقول جاك نانتي المؤرخ الفرنسي في كتابه «تاريخ لبنان»:
أما القديس أوغسطينوس فيقول:

## التاريخ
تعد صيدا -مع جارتها صور- أقوى مدينتين من بين جميع المدن الكنعانية، وقد ازدهرتا منذ العصر البرونزي (3000-1200 ق.م في الشرق الأوسط) وأصبحتا من أهمّ المدن في شرق البحر المتوسط، إذ انطلقت من مدينة صيدا معظم السفن الكنعانية التي جابت هذا البحر ونشرت الثقافة والحضارة الكنعانية في أنحائه، وقد اشتُهِرَت -خصوصاً- بصناعة الصباغ الأرجواني هي وصور. أضحت هذه الصبغة شديدة النّدرة والغلاء حتى أمست علامةً على السلطة الملكية في بلدانٍ قديمةٍ عدة. فيما بعد تدهورت أوضاع المدينة بسبب الغزو المتكرّر لها، فأفل نجمها بعد غزو الإسكندر الكبير في القرن الرابع قبل الميلاد، وأُلْحِقَت بعدئذٍ (مثل سائر المدن الكنعانية المتآكلة) بالإمبراطورية الرومانية، ثم فتحها العرب المسلمون وظلَّت جزءاً من الدول الإسلامية حتى أصبحت مسرحاً للنزاع في الحروب الصليبية، ولو أنها لم تستعد مكانتها من بعد العصور القديمة.

### التأسيس والعهد الكنعاني
يعتقد بعض المؤرخين أن صيدا كانت أقدم المدن الكنعانية جميعاً، وهم يختلفون في تاريخ تأسيسها وإعمارها بالضَّبط، إذ يُحدِّده بعضهم بعام 2800 ق.م، لكن الراجح لديهم أنها كانت عامرةً سنة 2500 ق.م، وقد وضعتها اليونسكو  في المركز السابع ضمن قائمتها لأقدم عشر مدنٍ في العالم بتاريخ تأسيسٍ مقدرٍ عامَ 4000 ق.م، وتُعد صيدا إحدى أقدم مدن الكنعانيين أو كما دعاهم الإغريق الفينيقيين (بالإنجليزية: phoenicians). وقد شهدت صيدون عهداً من الازدهار والتألق لأكثر من ألفٍ ومئتي عامٍ قبل أن تبدأ بالتدهور قرابة القرن الخامس عشر قبل الميلاد.

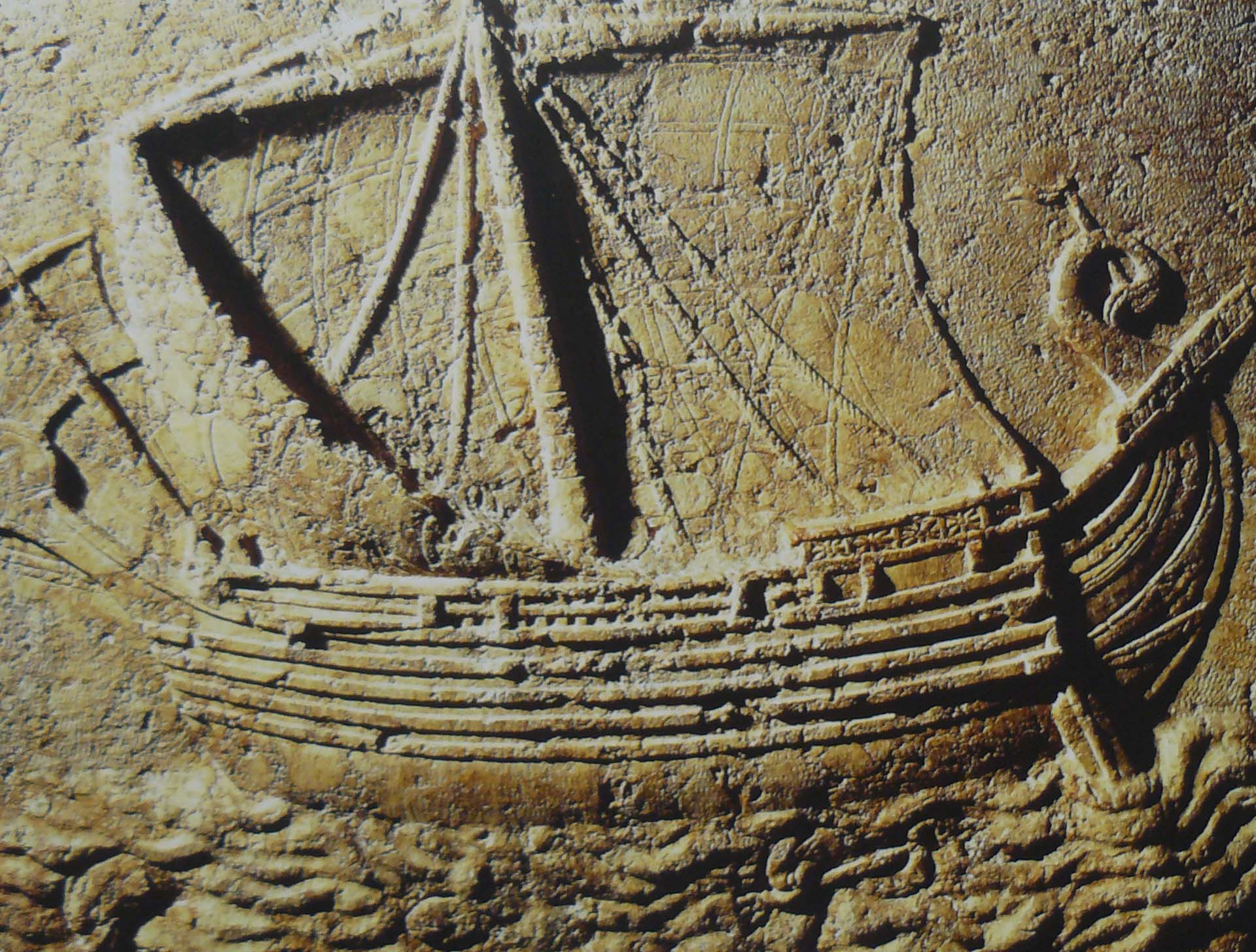
سفينة كنعانية منحوتة على ناووس من صيدا من القرن الثاني الميلادي (متحف بيروت الوطني).

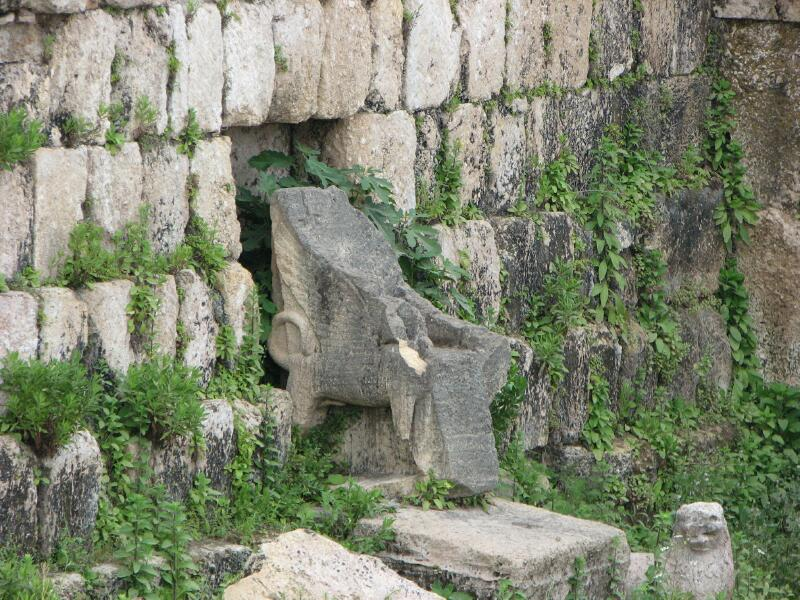
أطلال معبد الإله الكنعاني أشمون في صيدا راعي مدينة صيدا التي اختُصّت به عن جاراتها.

نعمت صيدا منذ فجر التاريخ باستقلالها الذاتي إذ حكمها ملوك من أبنائها حكماً وراثياً يؤازرهم مجلس أعيانٍ من مئة عضوٍ كانوا في معظمهم من الطبقة الأرستقراطية الثرية أو ما يُعرف بنظام حكمٍ أوليغاركي، وكان يتزعَّم المجلس والمدينة بأكملها حاكمٌ يُلقب بملك صيدون. وكانت صيدا وقتئذٍ من بين مدنٍ كنعانيةٍ عديدةٍ من دويلات المدن، أي مدنٌ تحكم مستقلّةً -رغم تقاربها الثقافي والحضاري- ولكلٍّ منها حكومة وجيش وإدارة تخصّها، وكانت صيدا الرائدة بين هذه المدن في السياسة كما في الاقتصاد والتجارة عبر البحر المتوسط. ازدهرت صيدا في هذا العهد وشهدت زيادةً في عدد سكانها في القرن العشرين قبل الميلاد، وكان سكانها يدينون بعقيدةٍ وثنيةٍ على غرار دويلات الكنعانيين الأخرى، فكان لكلِّ مدينةٍ من مدنهم إلهٌ تختصّ به، وكان إلهُ مدينة صيدا إشمون وهو إله الشفاء والمداواة، كما عبدوا إلى جانبه الآلهة الكنعانية الكبرى مثل بعل وإيل. وكانت لغة المدينة هي الكنعانية التي انتشرت أبجديتها لاحقاً إلى لغاتٍ كثيرةٍ عبر العالم من ضمنها العربية والأبجديات اللاتينية. ازدهرت صيدا اقتصادياً وجنت أرباحاً كبيرةً من التجارة بمصنوعاتٍ عديدةٍ من ضمنها الصبغ الأرجواني الشهير إضافةً إلى المصنوعات الزجاجية والتعدين وبناء السفن، كما كانت تُصدِّر خمراً مشهوراً، وعُرفت بصناعاتٍ حرفيةٍ متنوّعةٍ منها نسج الصوف والكتان، والنقش، وصب الذهب والفضة، وصنع الأسلحة، ومنحوتات حفر العاج، وكان أهلها يجيدون الحراثة بالآلات وتبليط الطرق.
إلا أن مصدر الدخل الأساسي الآخر للمدينة -عدا التجارة- كان الاستيطان، فقد أسس الصيدونيّون المستوطنات التجارية في أرخبيل بحر إيجة (البيلوبونيز) وعلى ساحل المورة وكانوا هم من أسسوا مدينة طيبة الإغريقية في المورة، وتسلطوا على سكان الإقليم بما فيهم قوم جزيرة إقريطش، وعقد هؤلاء الكريتيون حلفاً مع بعض الكيانات المجاورة كاليونان وإيطاليا، وتعلّموا الملاحة وأتقنوها وشنوا حرباً على الصيدونيين حتى أجلوهم عن جزرهم. 
وخضعت صيدا بعد ذلك -مع بلاد الشام جميعاً- للفرعون المصري تحوتمس الثالث (1479–1425 ق.م) من الأسرة الثامنة عشر، ودام الوجود المصري قرابة قرنٍ إذ يروي التاريخ أن زميردا ملك صيدون متحالفاً مع الحثيين ثار سنة 1354 ق.م على المصريين مستغلاً ضعفهم وحرر صور منهم، وعادت المدن الكنعانية لتنال استقلالها مجدداً.

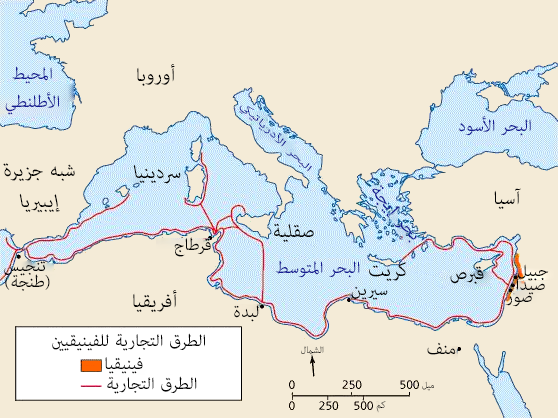
طرق التجارة المتوسطية وأهم المدن الكنعانية.

تلا ذلك اجتياح يوشع بن نون بلاد الكنعانيين الجنوبية (فلسطين) فطرد كثيراً من أهلها مانحاً أراضيهم لشعبه، ودمر ما يقرب من إحدى وثلاثين مملكةً صغيرةً من دويلات المدن، فساء ذلك صيدا لأن هذه الممالك كانت مصدر ثروةٍ لها بفعل المبادلات التجارية، فكانت صيدا تستورد منها المحاصيل لاستهلاكها أو لإعادة تصديرها، فضلاً عن هجرة قبائل الفلستيين واستقرارها في صيدا وجوارها، والذي أتى عقب التدمير العنيف الذي اجتاح شرق المتوسط والناجم عن غزو أخلاطٍ من أقوام أطلق عليهم «شعوب البحر» منهم «البلست» أو «الفلستيون» (الذين منحوا فلسطين اسمها بعدئذ) نحو 1300-1200 ق.م ليضع حدّاً لتألقها وتفوقها على جيرانها. وهو الذي ألحق ضرراً بالغاً بالمدن الكنعانية والحوض الشرقي للمتوسط بعامةٍ، وأودى نهائياً بمدينة أوغاريت. من بعد هذا الغزو أخذت مكانة صور تترسخ حتى تزعمت المدن الكنعانية ودانت لها صيدا ذاتها سياسياً، ويعتقد أن الصيدونيين حاولوا تدعيم مركزهم بكسب ودّ سليمان بن داود وتزويده بما يلزم لبناء هيكله وأسطوله في البحر الأحمر، لكن صور حافظت على مكانتها إلى أوان الغزو الآشوري، الذي كان فاتحة عودة نفوذ صيدا مجدداً.

### الغزو الآشوري والفارسي واليوناني
استطاع الملك الآشوري تغلث فلاسر الأول في القرن الحادي عشر قبل الميلاد (بدءاً من عام 1094 ق.م) احتلال جزيرة أرواد وفرض الجزية على جبيل وصيدا، وقد اتبع خلفاؤه أسلوب فرض الجزية، فعندما شنَّ آشور ناصربال الثاني حملته العسكرية التي أخضع فيها أهم المدن الكنعانية صور وصيدا وجبيل عام 876 ق.م فرضَ الجزية على هذه المدن، وألزمها بتقديم المعادن الثمينة والمنسوجات والخشب والعاج وغيرها إلى آشور، ثم تجدد غزو الأشورييِّن للمدن الكنعانية في عهد شلمنصر الثالث الذي فرض الجزية على صور وصيدا عام 842 ق.م، وقد استمرت المدينتان بدفعها في العهود اللاحقة لملوك آشور، بل وأرغمتا مع عكا في عهد شلمنصر الخامس على تخصيص أسطولٍ من ثمانمئة قاربٍ لتشديد الحصار البحري على المدن الكنعانية الأخرى.

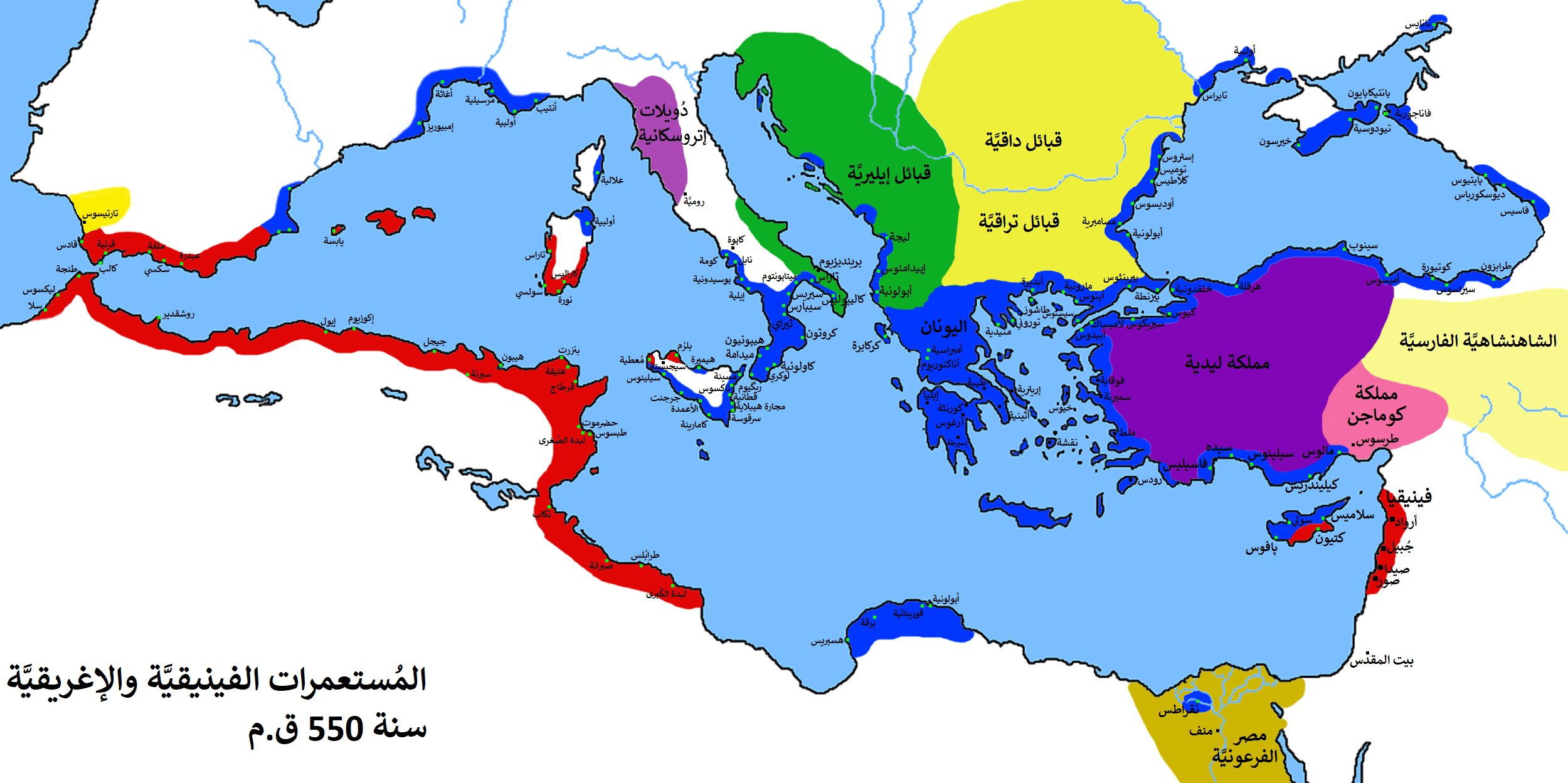
استيطان سواحل المتوسط. المناطق والمستوطنات الكنعانية والإغريقية في حوض المتوسط (حوالي 530 ق.م).

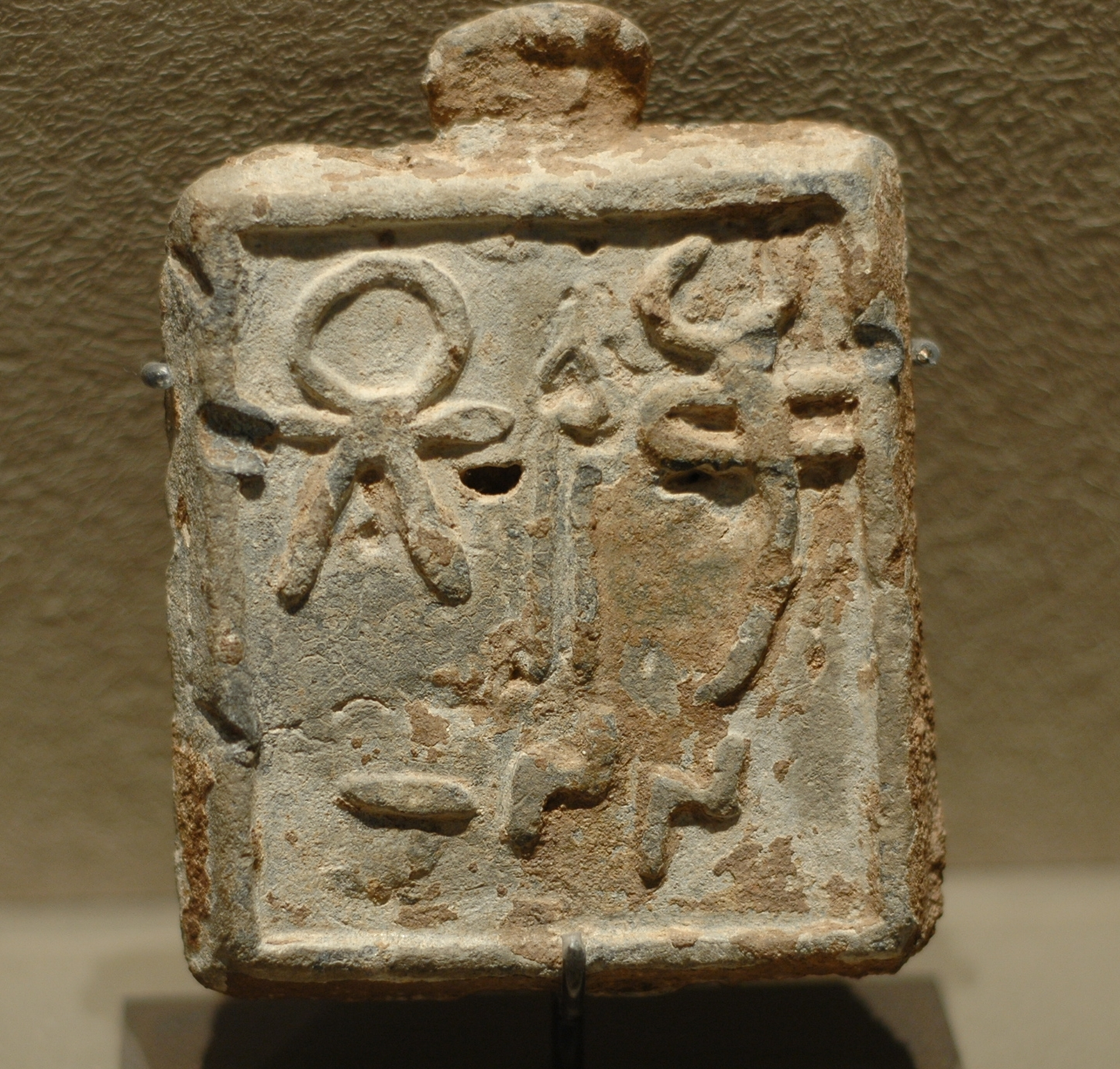
مثقال كنعاني لوزن البضائع.

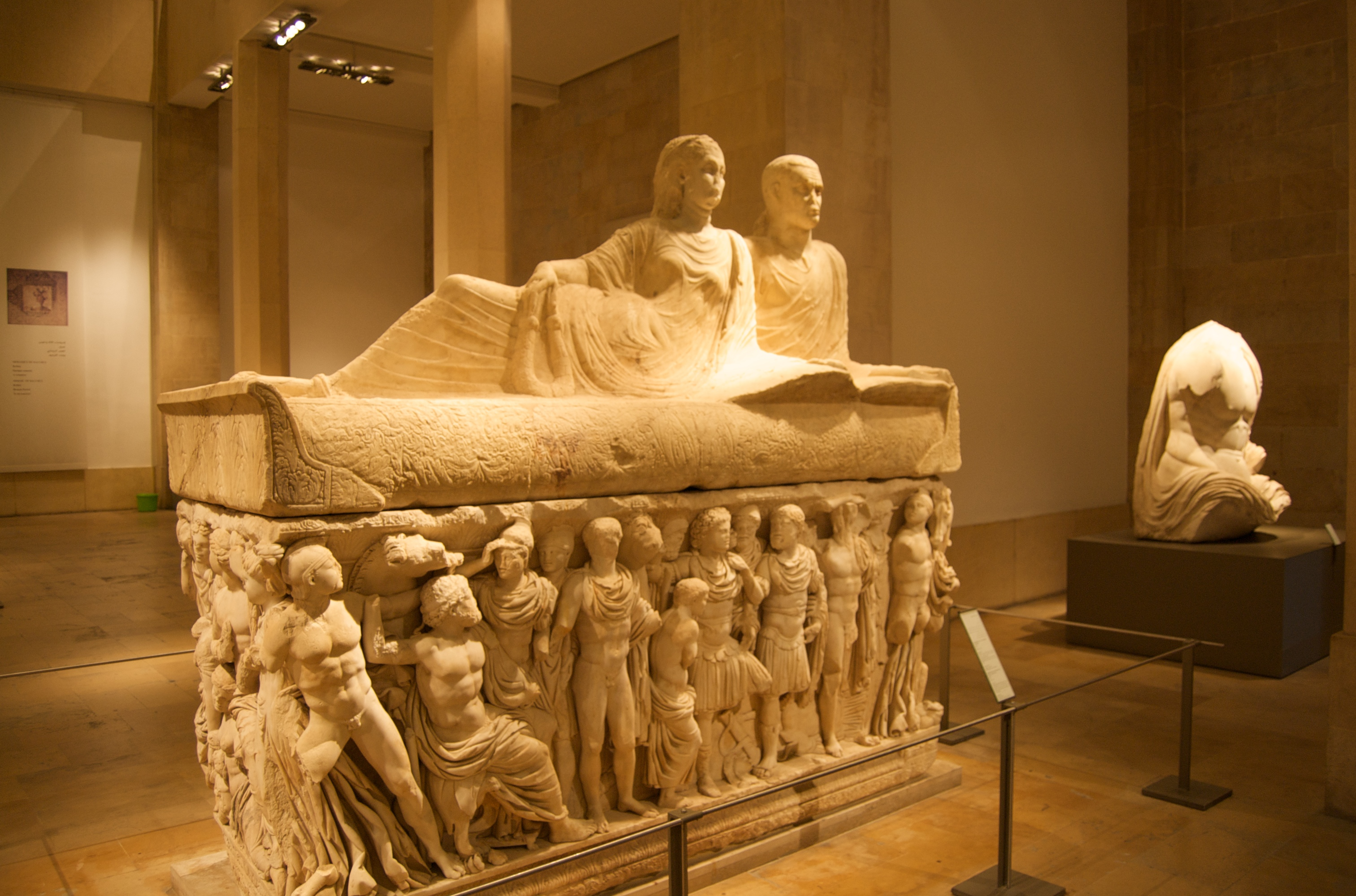
ناووس كنعاني من متحف بيروت الوطني.

حاولت مدينة صور قيادة ثورةٍ كنعانيةٍ لطرد الآشوريين، إلا أن الملك سنحاريب [(الإله «سين» حارب)] أخمد الثورة وأعاد احتلال المدن الكنعانية عام 700 ق.م، ثم عزل ملكَ صور -الذي كان الآشوريّون يُنصِّبونه زعيماً عليها- وعيَّن «أثوبعل الثاني» ملكاً على صيدا وزعيماً على تلك المدن بدلاً منه، واستمرَّت الحال على هذا المنوال حتى العام 678 ق.م عندما ثار ملك صيدا «عبد ملكوت» على الإمبراطور الآشوري «آسرحدون» وأعلن استقلال صيدا، إلا أن آسرحدون عاد لاستردادها، ولاذ «عبد ملكوت» بالفرار قبلما يقع في الأسر ويُقطع رأسه، وبدأ آسرحدون حملة انتقامٍ من صيدا بتدميرها وتهجير سكانها وتعمير مدينةٍ جديدةٍ على أنقاضها سمَّاها «كار آسرحدون» أو «مدينة آسرحدون»، وكان ذلك سنة 675 ق.م.
أجمعت المدن الكنعانية وعلى رأسها صور على الاتحاد مع مصر ومملكة يهوذا لإخراج الكلدانيين (خلفاء الأشوريين)، حينذاك هاجمها نبوخذ نصر بجيشٍ جرارٍ سنة 574 ق.م، ودمر عدة مدنٍ منها صيدا وصور بعد حصارٍ طويلٍ أدى إلى انتشار الجوع والوباء، وخسرت صور نتيجة ذلك مكانتها لتعود صيدا لزعامة المدن الكنعانية، ولكن بعدما فقدت المدينتان استقلالهما.
انهارت الإمبراطورية البابلية الحديثة (الكلدانيون) عام 538 ق.م أمام الفرس بقيادة «قورش»، وقام «قمبيز بن قورش» (529-522 ق.م) الذي ورث عرش الإمبراطورية الفارسية بضم بلاد كنعان ومصر، فأضحت سوريا إحدى الولايات الفارسية وغدت صيدا جزءاً منها سنة 526 ق.م؛ لكنها كانت متميزةً من بين جميع المدن الكنعانية بحيازتها العديد من الامتيازات في عهد قمبيز الثاني الذي بنى فيها قصراً له. بقي الحكم الملكي في صيدا قائماً مثلما الحال في جميع المدن الكنعانية الأخرى رَغْم وقوعها تحت وطأة الفرس وحافظ الكنعانيون على استقلالهم بصورة حكمٍ ذاتيٍّ يقوم بأوده ملوكٌ محليون. وشهدت تلك الفترة ازدهاراً كبيراً في المدينة يظهر من طباعة رسومٍ للسفن الصيدونية على وجوه العملات الفارسية. واشترك الصيدونيون بعد ذلك في الحروب الفارسية اليونانية إلى جانب الفرس بما فيها معركة سلاميس (480 ق.م) الشهيرة.
على أن أهل صيدا انتابهم السخط مع الوقت من تبعيَّتهم للفرس، فعقدوا حلفاً مع المدن الكنعانية الأخرى، وفي اجتماعٍ في طرابلس صرح ملك صيدا «ستراتون الأول» بعزمه على التحرر من الفرس مستغلاً -بخاصةٍ- أن بلاد الفرس وقتها كانت في مرحلة تدهورٍ، ووافقه الحاضرون بالإجماع، فجهز قواته وبدأت الثورة على الفرس من الحي الصيدوني في طرابلس ثم انتشرت، فهوجم القصر الملكي الفارسي في صيدا ودُمّر، وأحرقت مخازن العلف المخصصة لخيول الفرس، وأحرقت الذخيرة والمؤن المجهزة للفرسان، وجُهّز أسطولٌ بحريٌّ حربيٌّ، واستؤجرت مرتزقةٌ من خارج المدينة وزُوّدوا بالسلاح للدفاع. وعندما علم أوخوس الملك الفارسي بالأمر حشد قواته واتجه إلى سواحل كنعان، فلما وصل الخبر ملك صيدا الجديد «تنس» وبلغته أنباء الحشود الجرارة استنجد بالفرعون المصري فأمده بقوةٍ صغيرةٍ، عندئذٍ خاف على نفسه، وبادر بالتقرب من الملك الفارسي وانحاز إلى معسكره واعداً إياه بمساعدته في الهجوم على مدينته صيدا عن طريق الخديعة.
أرسل فرعون مصر عدداً من رجاله إلى طرابلس مدعياً رغبته بالتشاور مع المدن الأخرى وأخذ مئةً من شبان المدن رهائن، لكنه غير وجهته إلى معسكر الفرس وسلمهم إليهم، فقتل الفرس الشبان، وحاصر أوخوس صيدا فخرج له خمسمئة من أهلها طالبين الصلح؛ لكنه رفض وقتلهم، عندئذٍ أدرك الصيدونيون ألا مفر أمامهم من الانتقام الفارسي فبادروا بحرق مدينتهم وتدميرها مع أسطولهم البحري كاملاً، ثم أحرقوا منازلهم وأنفسهم كيلا يتركوا للفرس فرصةً للانتقام منهم. أما تنس ملك صيدا الخائن فأمر أوخوس بقتله، فحاول الانتحار لكنه فشل جبناً منه، فقامت زوجته بقتله، ثم قتلت نفسها. كان هذا الخرابَ الثاني الكاملَ لصيدا خلال تاريخها (351 ق.م). وفي قادم السنين سيحاول الباقون على قيد الحياة من أهالي صيدا إعادة بناء مدينتهم، ومعها استعادة نفوذهم التجاري واسع الأركان.
انتصر الإسكندر الكبير على آخر ملوك الأخمينيين دارا الثالث (380-330 ق.م) في معركة إسوس عام 333 ق.م، ودانت للإسكندر البلادُ ورُحِّبَ به فيها، وأعلنت معظم المدن ولاءها له ومنها صيدا التي فتحت أبوابها لجيشه وكانت ذكريات الغزو الفارسي لاتزال عالقةً بالمخيلة العامة. عزل الإسكندر ملك صيدا «ستراتون الثاني» الذي نصَّبه الفرس، وعين مكانه قريبه ويدعى «عبدولونيم»، وأعاد لها جميع ممتلكاتها ووضع لها دستوراً خاصّاً بها، وولَّى على المدن الكنعانية حكاماً من أهلها، وأكد زعامة صيدا عليها نكايةً بصور التي لم تستسلم له إلا بعد طول حصار.

### العهد السلوقي-البطلمي والروماني-البيزنطي

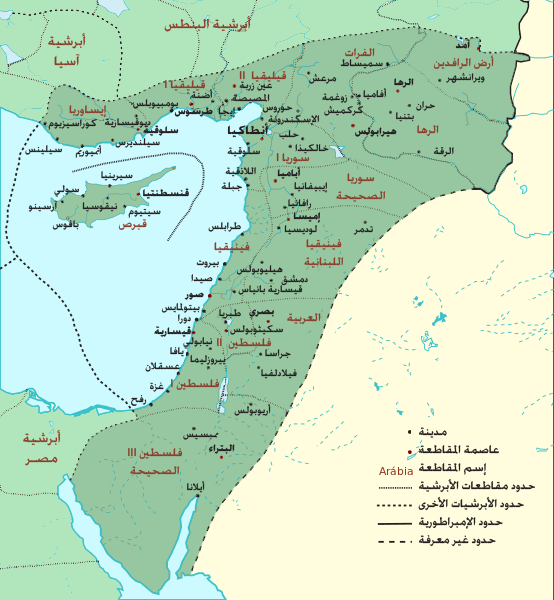
الأبرشية المشرقية في بلاد الشام Levant التابعة لإمبراطورية الروم (400م)، وتظهر المقاطعات ومراكزها وأهم المدن.

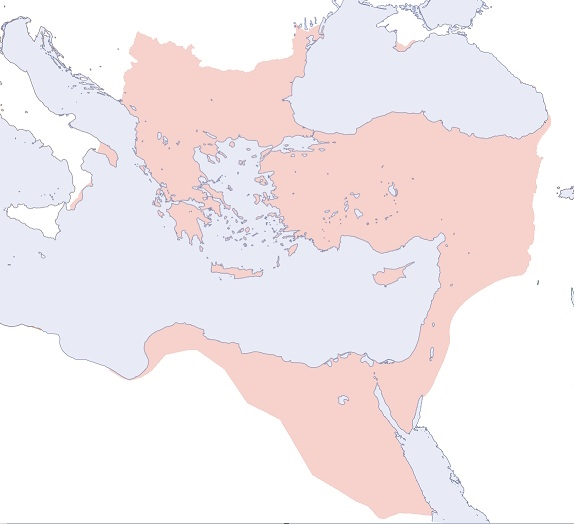
إمبراطورية الروم (الإمبراطورية البيزنطية) نحو عام 500م.

بعد وفاة الاسكندر المقدوني تولى القائد اليوناني «لاميدون» حكم سوريا والمدن الكنعانية، ولكن حاكم مصر «بطليموس الثاني» طمع في إرث الساحل الكنعاني، وسارع إلى السيطرة عليه فغدت صيدا جزءاً من دولة البطالمة، ولم يدم حكم بطليموس سوى خمس سنواتٍ حتى تمكن حاكم آسيا الصغرى «أنتيجوناس» من الاستيلاء على بلاد كنعان وأصبحت صيدا مركزاً لها. ثم عاد بطليموس وسيطر مرةً أخرى على المدن الكنعانية ماعدا صيدا التي استمر ولاؤها لأنتيجوناس حتى توفي فعادت تحت ولاية بطليموس. لبثت صيدا غير مستقرةٍ بسبب الحروب السجال الطوال بين البطالمة والسلوقيين للاستحواذ على بلاد كنعان، لكن -ومع ذلك- بقي وجودها حاضراً على رأس المدن الكنعانية. انتصر أنطيوخوس الثالث على البطالمة في معركة بانيوم (200 ق.م) الحاسمة، وبسط سيطرته على كامل أرض كنعان حتى غزة، وعندما بدأت الدولة السلوقية (312-64 ق.م) بالانهيار بادرت المدن الكنعانية إلى الاستقلال عنها، فاستقلت صيدا عام 111 ق.م، إلا أن استقلالها لم يَدُم طويلاً، إذ سرعان ما ألْحقَها الرومان بالمقاطعة الرومانية المُسمَّاة سوريا فينيقيا وعاصمتها أنطاكية سنة 64 ق.م. شهدت صيدا والمدن الكنعانية ازدهاراً اقتصادياً في العهد الروماني، فقد حذق الكنعانيون حسناً كيف يستفيدون من الإمبراطورية المترامية الأطراف وبالأخص فترة السلام الروماني (27 ق.م-180م) كي يوسعوا تجارتهم، ويرسخوا ثقافتهم، ويحافظوا على تميزهم سادةً للتجارة الدولية في المتوسط في ظل الرومان، واستمرت صيدا ذات حكمٍ ذاتيٍّ مستقلةً جزئياً عن الحكم الروماني، وإن لم يخلُ الأمر من بعض التقلبات مثلما فعل أغسطس (20 ق.م) عندما انتزع من صور وصيدا استقلالهما. وفي عام 203م منح الإمبراطور سبطيم سَويروس صيدا لقب مستعمرةٍ، وهو أحد أرفع الألقاب في الإمبراطورية يمنح لمدينةٍ غير رومانية. وعندما استغلت زنوبيا (حكمت 267-273م) ملكة تدمر تدهور شؤون الرومان، وشرعت بتوسيع سلطانها في الشام ومصر وآسيا الصغرى، دخلت صيدا تحت حكم مملكة تدمر ما بين العامين 269م و273م، غير أن هزيمة جيشها بعد ذلك أمام الإمبراطور الروماني أورليان (حكم 270-275) أعاد المدينة للتبعية الرومانية ثانية.
غدت صيدا أسقفيةً مطلعَ القرن الرابع، وشارك أسقفها في مجمع نيقية الشهير سنة 325م، استمرَّ الوضع الإداري قائماً على حاله بعد انتقال صيدا وبلاد الشام بأكملها إلى الشطر الشرقي من الإمبراطورية وعاصمته القسطنطينية، كان شرقي الإمبراطورية الرومانية في الشام ومصر والجزيرة الفراتية يدر عوائدَ أعلى بكثيرٍ من أي مناطق أخر، وقسم معتبر من فضل رأس المال هذا كان يعود للفعاليات التجارية للمدن الكنعانية (فضلاً عن الغلال الزراعية من مصر والجزيرة وسوريا الداخلية)، ما شكّل أحد العوامل المهمة في تقسيم الإمبراطورية لتسهيل الإشراف عليه علاوةً على حمايته من تعاظم قوة الفرس الساسانيين، ولم يلبث الشطر الشرقي من الإمبراطورية الرومانية أن تحوَّل إلى إمبراطورية الروم في عام 395م. وفي عهد ثيودوسيوس الثاني (حكم 401-405م) قُسِمَت الولاية إلى شطرين؛ الأول «فينيقيا اللبنانية» ويشمل جبل لبنان ومدن الداخل كدمشق وبعلبك، وعاصمته حمص، وثانيهما «فينيقيا الساحلية» ومن جملتها صيدا وباقي مدن الساحل كأرواد وعكا وبيروت وطرابلس، وعاصمته صور، لكن أحوال المدينة في العهد البيزنطي تدهورت كثيراً مقارنةً بسالفه، وذلك لأسبابٍ عديدةٍ منها كثرة الحروب والغزو، والاضطهاد الديني، وارتفاع الضرائب، والكوارث الطبيعية كالزلازل، والأهم تدهور التجارة المتوسطية بفعل سقوط روما (476م)، وسيطرة البرابرة على أوروبا الغربية الذي أدخلها -لقرونٍ- في ظلامٍ دامس. شهدت صيدا أواخرَ هذه الفترة تداولاً للسيادة بين البيزنطيِّين والفرس الساسانيين خلال سجالات حروبهم المديدة. لكنها نعمت -على الرغم من ذلك- ببعضٍ من الازدهار الاقتصادي والحضاري والعلمي في ذلك الوقت، إذ ازدهرت تجارتها مع أوروبا الشرقية بفضل تبعيتها لبيزنطة، حتى إن مدرسة الحقوق الرومانية الشهيرة في بيروت انتقلت إليها بعد دمارها بزلزلةٍ سنة 551م، وأقامت تلك المدرسة في صيدا لأكثر من عشرين عاماً قبل أن يدمَرها زلزالٌ آخر سنة 573م.

### الفتح الإسلامي
فُتحت صيدا -على الأرجح عام 13هـ/636م- على يد يزيدَ بنِ أبي سفيان بعد فتح دمشقَ في جملة مدنٍ منها بيروت وعرقا (في عكار) وجبيل، ولايزال أحد التلالِ المشرفة على المدينة القديمة -في «بقسطا»- يسمى نسبةً إلى الصحابي شرحبيل بن حسنة أحد قادة جيوش الفتح إلى الشام، وكانت مدن الساحل ثغوراً ترابط فيها جيوش المسلمين درءاً من غاراتِ الروم. ثم غلبتِ الروم على بعض تلك السواحل أواخر خلافة عمر، فأجلاهم معاوية والي الشام ورممها وشحنها بالمقاتلة. وفي القرن الهجري الثاني كان للمدينة أسقفٌ يدعى «بولس الأنطاكي» (ت 154هـ/770م) له مؤلفاتٌ في اللاهوت، مما يدل على وجود جاليةٍ نصرانيةٍ فيها، وأن معيشتها كانت مستقرةً ومؤمنة اجتماعياً ودينياً واقتصادياً. وينسب لها من الأعلام في تلك الفترة «هشام الجرشي الصيداوي» (ت 156هـ) من أئمة الحديث له رواية عن مكحول ونافع وابن المبارك ووكيع، و«ابنُ جُمَيْعٍ الغساني» (305-402هـ) الحافظ الصيداوي، من الأئمة الثقات، رحل في طلب الحديث إلى مصر والعراق والجزيرة وفارس، وتوفي بصيدا. وقد تناوبت عليها أيدي الدول التي مرت على بلاد الشام ومنهم الفاطميون الذين ينسب لهم بناء القلعة البرية الواقعة على تلٍّ جنوبَ شرقي المدينة القديمة وتعرف بـ«قلعة المعز» نسبة للمعز لدين الله الفاطمي (حكم 341-365هـ/952-975م).

ويبدو أن صيدا أصابت قدراً من الازدهار والنمو وعلو الشأن في العهد الفاطمي (استردها الفاطميون سنة 481هـ/1088 لآخر مرة)، كما تدل كتابات الرحالة، فقد وصفها ناصر خسرو الرحالة الفارسي سنة 438هـ/1047 بقوله: «وفيها يزرع القصب بكثرةٍ، ولها سورٌ حجري محكم، وثلاث بواباتٍ، ومسجدٌ جامعٌ تقام فيه الصلاة بخشوع تام وروح عالية، وقد فُرش الجامع كله بالحصير المنقوش. وللمدينة سوقٌ جميلةٌ مزينةٌ، بحيث إنني ظننت حين رأيتها أن المدينة قد زُينت لاستقبال السلطان أو للاحتفال بإحدى المناسبات، فلما سألت عن السبب قيل لي: التقليد في هذه المدينة أن تكون دائماً على هذا النحو. وللمدينة بساتين ذات أشجارٍ منسقةٍ حتى لَتقولَ إن ملكاً له ولعٌ بالبساتين قد غرسها، وفي هذه البساتين جوسق، وأكثر الأشجار هناك مثمرة». ووصفها الشريف الإدريسي حين زارها سنة 548هـ/1154:

### الصليبيون والمغول
سنة 492هـ/1099 مر بها الصليبيون في طريقهم إلى يافا أثناء الصليبية الأولى؛ فنهدت إليهم حاميتها وناوشتهم، فكان أن ولّى دُقاق بن تتش (حكم 1095-1104) السلجوقي صاحبُ دمشق عضدَ الدولةِ أبا المحاسن الأرسلاني سنة 494هـ/1100 على بيروت وصيدا معاً لتصديه للفرنج عند نهر الكلب وكلفه بتحصينهما. وسنة 499هـ/1106 دفع سكانها عنهم الصليبيين لقاء فديةٍ، وسنة 502هـ/1109 بعد احتلال طرابلس اضطر بغدوين (بلدوين) الأول (حكم 1099-1118) ملك بيت المقدس لفكِّ الحصار عنها بعدما أنجدها الأسطول الفاطمي والجند التركمان من دمشق، لكنه -وعقب سقوط بيروت سنة 1110م- شدد الخناق عليها براً وبحراً بمعونة كونت طرابلس وأسطولٍ جنوي، فسلمت صلحاً بعد سبعةٍ وأربعين يوم حصارٍ رغم محاولات الأسطول الفاطمي لنجدتها، وخرج حاكمها وحاميتها وكثير من أهلها إلى دمشق في 504هـ/3-12-1110، وبقي الآخرون تحت حكم بغدوين، غير أنه عاد بعد مدةٍ وجيزةٍ وفرض عليهم 20 ألف دينار رغم شروط الصلح. ومنحها لإحدى أخويات الفرسان الصليبية. سنة 543هـ/1149 وخلال الصليبية الثانية اشتركت قوات صيدا وصور بالإغارة على دمشق، وسنة 546هـ/1152 تعرضت يافا وعكا وصيدا وبيروت وطرابلس لغارةٍ عنيفةٍ من أسطولٍ فاطمي من سبعين سفينةً قتل بها الكثير وأحرقت سفن.
وبضم نور الدين زنكي دمشقَ زادتِ الغارات على المدن الصليبية، وكان لصيدا نصيبها كما في سنوات 553 و554 و560 عندما أغار عليها قائده أسد الدين شيركوه، ومع ظهور صلاح الدين (حكم 74-1193) أغار في جملة غاراته على نواحيها سنة 575هـ/1179 مما أسهم في عقد الهدنة بينه وبين بغدوين الرابع العامَ التالي. وشهدت سنة 583هـ/1187 بعد معركة حطين فرار أرناط (رينو دي شاتيون) منها إلى قلعة الشقيف الاستراتيجية على منعرج نهر الليطاني قبيل وصول صلاح الدين، فدخلها هذا دون قتالٍ ودكَّ حصونها ثم أمّرَ عليها سيف الدين بن المشطوب الهكاري. وفيما بين 593-600هـ/1197-1204 وقع صلحٌ بين الملك العادل والصليبيين كانت فيه صيدا مناصفةً بينهما. وسنة 614هـ/أواخر1217 دخلت قوات الصليبية الخامسة صور وصيدا والشقيف ونهبتها واستحرّت القتل فيها، وفي تلك الحملة انطلق ابن أخت ملك الهنغار من صيدا إلى جزين في خمسمئةِ رجلٍ، فأخلى أهل جزين البلد إلى الجبل حتى إذا نزل الصليبيون للراحة انقضوا عليهم بغتةً، فأسروا قائدهم وأثخنوا فيهم حتى قيل لم ينجُ منهم إلا ثلاثة.

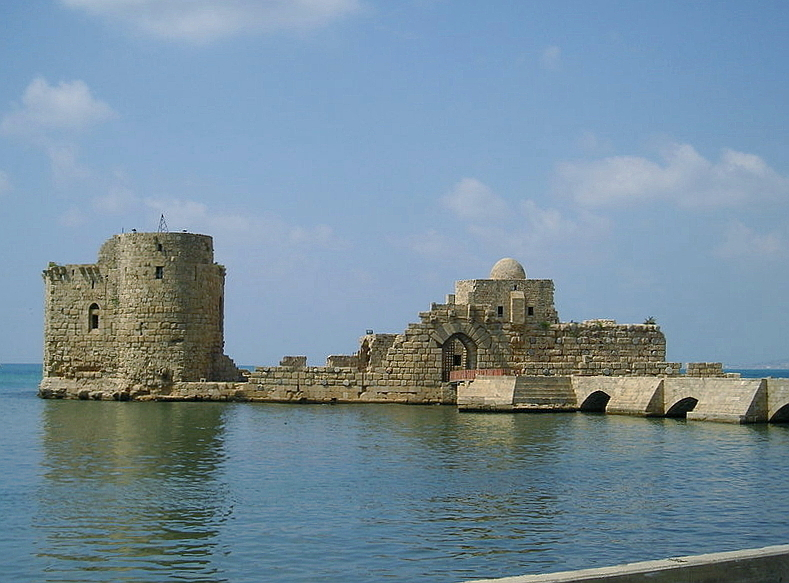
قلعة صيدا البحرية.

وسنة 624هـ/27-1228 دخلها فريدريك الثاني في الصليبية السادسة وكانت مناصفةً بين المسلمين والصليبيين في إطار هدنةٍ فخرقها، وقُتِلَ آنذاك كثيرٌ من أهلها المسلمين وهُجِّر الباقون، وأعاد فريدريك تحصين المدينة، وبنى القلعة البحرية على نشزٍ صخريٍّ يبعد عن الشاطئ نحو ثمانين متراً شمال غربي البلد، وعقدت بعد ذاك هدنةٌ لسنواتٍ عشرٍ بين الكامل وفريدريك، ثم استعادها الفرنج، وفي عام 630هـ/1233 سقطت المدينة بيد المغيث يوسف ثم الأشرف موسى ابن الملك العادل قبل أن يعيدها الصالح إسماعيل للفرنج. وفي سنة 647هـ/27-7-1249 استعادها أهل دمشق انتقاماً لنزول الصليبية السابعة في دمياط، لكن لويس التاسع بعد إطلاقه من أسره في مصر أقام في عكا أربع سنين (50-1254) يحضر لصليبيةٍ جديدةٍ، فعمّرَ قلعة صيدا البرية -وكانت خربةً إذ ذاك- سنةَ 651هـ/1253 السنةَ نفسَها التي استردَّ فيها المسلمون صيدا بعد معركةٍ عنيفةٍ قُتل فيها ألفان من جند الفرنج.
وسنة 658هـ/59-1260 أغار صاحب صيدا الفرنجي على بعض أملاك حليفه كتبغا القائد المغولي بغية السلب فكان وبالاً عليه وعلى صيدا، إذ سيّر كتبغا فرقةً بقيادة ابن أخته فدُحرت وقُتل قائدها، فأتبعها بجيشٍ لَجَبٍ نهب المدينة وهدم تحصيناتها وذبح من لم يستطع الفرار ثم أحرقها وتركها خراباً بلقعاً خاويةً على عروشها كأن لم تغن بالأمس، ولما لم يقدر صاحبُها على إعمارها باع إقطاعيته للداوية سنة 659هـ/1261م، فعمَروها وغدت مذ ذاك مقرهم الرئيس في المشرق (بالإنجليزية: Levant)، وبنى الإسبتارية (1261م) مقراً لهم أشبه بقلعةٍ ضمنه كنيسة كبيرة على الصخور المطلة على الشاطئ وهو الذي حوّله المماليك إلى مسجد صيدا الجامع (الجامع العمري الكبير)، وسنة 664هـ/1266 وجه الظاهر بيبرس الأمير إيتامش لتحريرها فطلب الصليبيون الصلح، وعُقد صلحٌ لعشر سنواتٍ (667هـ/1269) ورد فيه أن تكون صيدا مناصفةً (الساحل للفرنج والجبل للمسلمين)، وأن يطلق الفرنج تجاراً كانوا أسروهم ويدفعوا دية قتلى ويهدموا قلعة الشقيف الاستراتيجية. وفي النزاع بين بوهيموند السابع صاحب طرابلس وبين جاي الثاني صاحب جبيل وجيوم دو بوجيه مقدم الداوية بين سنتي 677-681هـ/1278-1282م تعرضت صيدا لأضرارٍ بليغةٍ جراء غارةٍ من خمسَ عشرةَ سفينةً تقل جنداً لبوهيموند، والذين هاجموا القلعة البحرية وعاثوا في المدينة فساداً قبل أن يقعوا أسرى. وفي عكا سنة 690هـ/1290 تسبب بعض الرعاع حديثي القدوم من أوروبا بنقض الهدنة حتى جعلوا يتعرضون بالقتل للمسلمين في الطرقات، وإذ رفض الأمراء تسليم القتلة عزم المنصور قلاوون على فتحها -وكان حرر طرابلس العامَ الفائتَ- إلا أن المنية عاجلته، فقام ابنه الأشرف خليل بذلك في (28-5-1291)، فأبحر الداوية منها إلى صيدا، وكان الأمير سنجر الشجاعي في الأثناء قد سار إلى صور فملكها دون قتال، فنهض منها إلى صيدا وحاصرها وضيّق عليها حتى حصر الأهلين الفرنج والداوية في القلعة البحرية، وفرَّ مقدم الداوية بكنوز الطائفة إلى قبرص واعداً بإرسال المدد، ولما لم يفِ بوعده وشرع سنجر بردم رصيفٍ يصل القلعة بالبر سارعوا -قبل إنجاز الرصيف- بالفرار إلى قبرص وأنطرطوس، وعادت صيدا إلى أيدي المسلمين نهائياً في 15 رجب 690هـ الموافق لـ14 تموز/يوليو 1291، وسقط جميع ما بيد الفرنج من حصونٍ وبلادٍ في غضون سبعةٍ وأربعين يوماً من استرداد عكا. وأمر الأشرف خليل بهدم المدن المحررة (هدم سنجر القلعتين البرية والبحرية سنة 1291)، ثم عاد وأمر بإصلاح عمارة طرابلس وصيدا وبعض المدن، واستقدم المسلمين من تركمانٍ وغيرهم ووكلهم بحراسة الساحل من طرابلس إلى صيدا لئلا يترك الساحل خلواً عرضةً للغزو والغارات الصليبية من أرواد وقبرص.

### تحت حكم المماليك

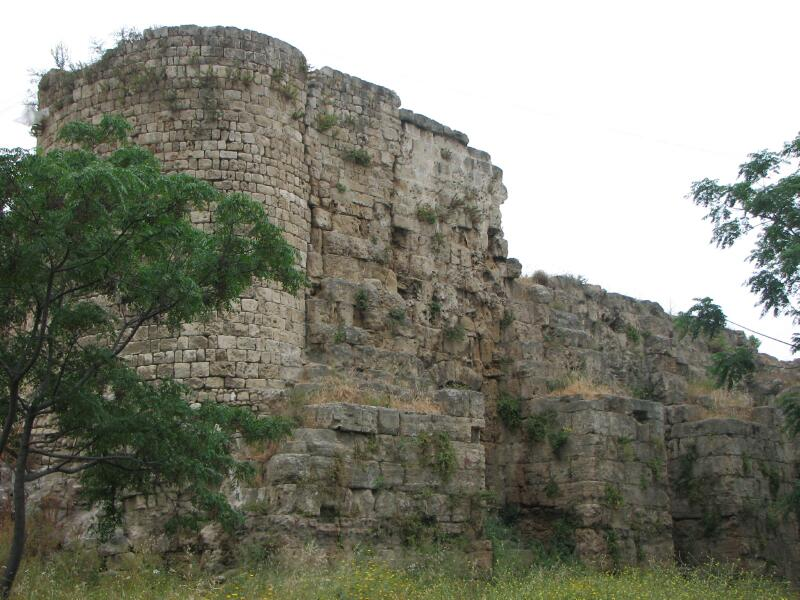
قلعة صيدا البرية أو قلعة المعز.

علم الإمارة المعنية (1120-1697م).

لم تتوقف غارات الصليبين على صيدا من بعد رحيلهم بغية السلب أو الأسر طلباً للفدية. تجسّد تهديد الصليبيَين في شرق المتوسط تلك الفترة في مملكة آل لوزينيان اللاتينية في قبرص (دامت 1192-1489)، وفرسان رودس، وفي الجنوية وصراعهم على النفوذ التجاري مع البنادقة إضافةً لبعض القراصنة المغامرين الأوروبيين كالقطالونيين (الأراغونيين). وسنة 706هـ/1306 نزل الفرنجة في صيدا وأمعنوا فيها قتلاً وأسراً ونهباً كثيراً، ولم تلحق نجدتا شهاب الدين بن صبح نائب صفد وحامية دمشق بالمعركة، لكن ابن صبح بعدما وصل -وكان الفرنج بعدُ على الجزيرة لم يرحلوا- فدى الأسرى الستين بثلاثين ألف درهم من ديوان الأسرى، وبلغت قتلى الفرنج بضعةً وثلاثينَ أُرسِل برؤوسهم إلى دمشق فعلقت على قلعتها. وتكرر الأمر سنة 756هـ/1355 عندما أبلى الأهلون بلاءً مجيداً ودمروا مركباً للفرنج، ثم افتُديَ الأسرى، وفي السنة التالية تكرر المشهد ذاته. وشهد عهد بطرس الأول القبرصي (حكم بين 58-1369) توتراً عصيباً، فقد كان ذا سياسةٍ عدوانيةٍ قِبَلَ المسلمين بلغت ذروتها في حملته الصليبية على الإسكندرية (6-10/ 10/ 1365) التي خلفت بها أشنع ما شهدته عبر تاريخها من دمار. فسنة 365هـ/1363 وردت ثلاث سفن قبرصيةٍ بستٍ وسبعين من رجالٍ ونساءٍ وصبيةٍ كانت أسرتهم في غارةٍ على أبي قير، ففداهم أهل صيدا وأعادوهم إلى بلدهم. وسنة 369هـ/1367 أغار أحد قادة البحر القبارصة على الصرفند (15 كم جنوب صيدا) بثلاث سفنٍ فلم يظفر بأسرى غير نسوةٍ ثلاثٍ وعشرة أطفال، وأواخر ذلك العام أغار جان دو مُرف أخو بطرس الأول في أربع سفنٍ على صيدا والبترون وأنطرطوس واللاذقية. وفي العام التالي (770هـ/1368) جرت غارة أخرى لم تسفر عن شيءٍ ذي بال. وسنة 784هـ/1382 أغار الجنوية واحتلوا البلد وعاثوا فساداً ثم استولوا على بعض المراكب قبل انسحابهم، وفي 806هـ/1403 أغار الجنوية أيضاً على بيروت وصيدا واستولوا في صيدا على مركبٍ قادم من دمياط بحمولةٍ قيّمةٍ وقاموا بالإبرار على ساحل صيدا لكنهم وجدوا العشران مجتمعةً لنزالهم فلاذوا بالفرار، وسنة 816هـ/1413 أغار القبارصة على الدامور منتصفَ المسافة بين بيروت وصيدا، ثم دخلوا المدينتين، وكان السلطان المؤيد شيخ المحمودي (12-1421م) وقتذاك في بعلبك فنهض إليهم، وتضامَّ لحربهم داود الجركسي نائب دمشق وقاسم بن محمد الشهابي أمير وادي التيم وسيف الدين أمير الغرب بقواتهم، والتقى الجمعان في صيدا وصُرِعَ من القبارصة سبعون قبل أن يلوذ الباقون بالفرار. وسنة 843هـ/1439 جرت معركة قُتِلَ وأسر بها عدد من المسلمين من أهل دمياط من تجار وبحارةٍ كانوا في صيدا بصدد التجارة وسلب الفرنجة ثلاث سفنٍ من الميناء.
ودهم صيدا وباء الطاعون -وكان أعظمَ وباءٍ عرفته البشرية (46-1350) اتشحتِ الأرض بسواده من الصين إلى إنجلترا- ولئن لم تك لدينا بياناتٌ عما خلفه بصيدا من آثار فادحة، إلا أن الروايات عنه في سائر الأمصار توحي بعظم المصيبة وخاصة في الحواضر الساحلية، لأنه كان ينتقل بواسطة جرذان السفن. على أن توالي الدمار والإعمار والحروب والغارات لم يُتحِ استقراراً راسخاً أو ازدهاراً دائماً، فيذكر أبو الفداء صيدا سنة 721هـ/1321 مدينةً صغيرةً تتبع ولاية الشام وبها قلعة، ويروي المؤرخون أن صيدا بقيت إما خَرِبَةً أو بلدةً لا شأنَ لها إلى أوان فخر الدين الثاني. وفرض منطق الأمور على المدينة عمارةً حربيةً كالقلاع والأسوار عنيَ بها المماليك، وتخطيطاً متوائماً مع الخطرِ المباغِتِ، فكانتِ الأحياء من أزقةٍ ضيقةٍ متعرجةٍ يتوه بها الغريب، ذاتِ سباطاتٍ (قناطر) أحياناً يمكن من أعلاها تصيد المهاجمين، ومنازلَ بلا نوافذَ في الطوابق الأرضية. ومع الخطر المتكرر جاء اضمحلال العمران وهجرة السكان، فقال عنها الرحالة أودولف السدهيمي (النصف الأول من القرن الرابع عشر الميلادي): «مدينة ساحلية تحيط بها أبراجٌ وأسوارُ مرتفعةٌ، لكنها مهجورة»، وقبله بقليلٍ لم يرَ فيها ابن بطوطة غير صادراتها لمصر: «على ساحل البحر، حسنة، يُحمل منها التين والزبيب والزيت إلى مصر»، أما جون بولونر فرآها سنة (21-1422): «مدينة فينيقية تشهد خرائبها في الوقت الحاضر بعظمتها، وخارج أطلالها بُنيت مدينة صغيرة حقاً، ولكنها حصينةٌ وينقصها الرجال للدفاع عنها.»

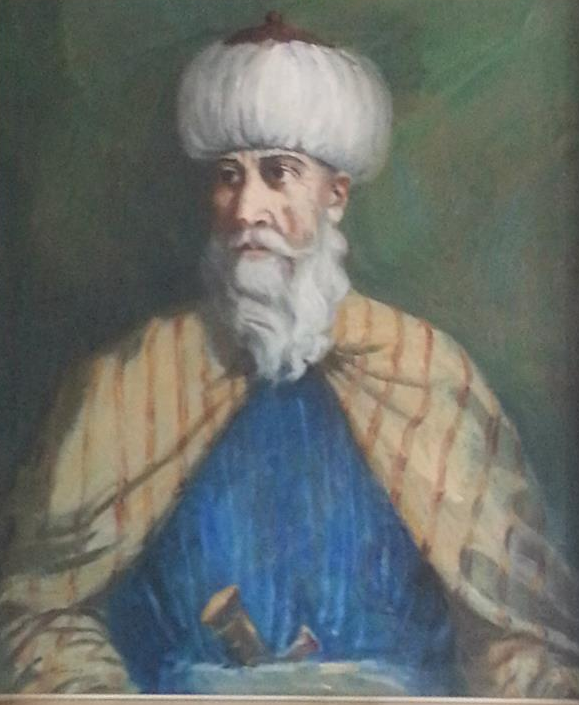
الأمير فخر الدين المعني الثاني (1572-1635، حكم 1590-1613 ولاية أولى، 18-1633 ولاية ثانية)، شهدت صيدا في عهده أزهى عصورها الإسلامية.

### صيدا العثمانية
عقب دخول العثمانيين (1516م) باتت صيدا واحدةً من عشرة سناجقَ تتبع إيالة دمشق الشام. كانت تطورات الحياة وئيدةً سحابةَ القرن السادسَ عشرَ اضمحلت فيها البلد وغدت أشبه بقريةٍ وادعةٍ، وبدت للرحالة سنديس عندما زارها (10-1611) مدينةً فقيرة، إلى أن وليَ فخر الدين المعني الثاني إمارة الشوف فضمها واتخذها حاضرةً له (1594م) وأقره عليها والي الشام سنة 1009هـ/1600، ثم شهدت في ولايته الثانية (18-1633) انتعاشاً صريحاً إذ شجع الزراعة فيها وتربية دودة القز وصناعة الحرير والزيت والزجاج والصابون والصباغة والتجارة، فاجتذب التجار من أوروبا؛ الدويلاتِ الإيطاليةِ وهولندا وإنكلترا وبخاصةٍ فرنسا، وعينت هذه الدول قناصلَ لها في صيدا، وتطلب ذلك نهضةً عمرانيةً فشيد الخاناتِ كخان الإفرنج أو خان المير (1620م) وخان الرز، والحمامات كحمام المير (الحمام البراني)، وأعاد تعمير المرفأ -وكان قد دمره المماليك لئلا يرسوَ فيه القراصنة خلال غاراتهم- ووسعه، وأصلح قلعة البحر ورمم مسجدها، وبنى جامع السراي، وأنشأ جسراً على كلٍّ من نهري الأولي وسينيق وشبكة طرقٍ لتحسين المواصلات، وصاحبَ الثراءَ الجديدَ زيادةُ السكان وتشييدُ القصور والدور، لكنه أواخرَ عهده أطمى المرفأ بالحجار والرمال وحطام السفن ليعوق العثمانيين عن اقتحامه على الأرجح، وصارت السفن ترسو أمام «الزيرة»، وتُجمع المصادر على أن صيدا ضَؤلت ضآلةً شاملةً من بعده.
وسنة 1071هـ/1660 غدت صيدا لنحو قرنٍ إيالةً يتولاها باشا بغية مراقبة الجبل وأمرائه، [ومن توابعها الشوف وجبل عامل وصور]، ومن ولاتها أسعد باشا العظم (30-1734) وبعدها وليَ دمشق الشام حيث بنى قصر العظم المنسوب له، وخلفه أخوه سعد الدين (34-1743)، وخلفه سليمان باشا العظم (43-1744)، ثم عاد لها سعد الدين (44-1748)، وسنة 1749 ضم والي صيدا مصطفى العظم الُملقَّب بـ«القواص» لأمير الشوف ملحم الشهابي (حكم 29-1753) بيروتَ، وكانت قضاءً (قائممقامية)، وفي 19-10-1759 ضربت زلزلةٌ عظيمةٌ صيدا وجوارَها ثم أخرى في 14-11-1759، فكان أثرهما على عمران البلد كبيراً. وفي النصف الثاني من القرن زارها الرحالة الفرنسي ڤولني (1757-1820) (بالفرنسية: Volney) وتكلم عها بتفصيلٍ وقدرها بخمسة آلاف نفس.
وسنة 1184هـ/1770 عزم ضاهر العمر على ضمها فسار إليها وانتصر في النبطية مستعيناً بالمتاولة على يوسف بن ملحم الشهابي أمير الشوف المتحالف مع خاله إسماعيل أمير وادي التيم، ثم عين أحمد آغا الدنكزلي المغربي الأصل متسلماً على صيدا، فوجه الباب العالي عثمان باشا المصري والي الشام مع الأمير يوسف إليه وحوصرت صيدا سبعة أيام، وكادت تسقط لولا عمارةٌ بحريةٌ روسيةٌ وردت دعماً لضاهر العمر قصفت المحاصرين حتى أجلتهم إلى «حارة صيدا» شرقي البلد، وسار العمر ومعه قوات مصرية أعانه بها علي بك الكبير وانتصر على القوات العثمانية في الغازية (24-5-1771) جنوب صيدا، ثم أرسل لوالي الشام يعلن خضوعه للدولة العلية طالباً ولاية صيدا فاستجيب له سنة 1773، وبذا غدا يوسف الشهابي تابعاً له.

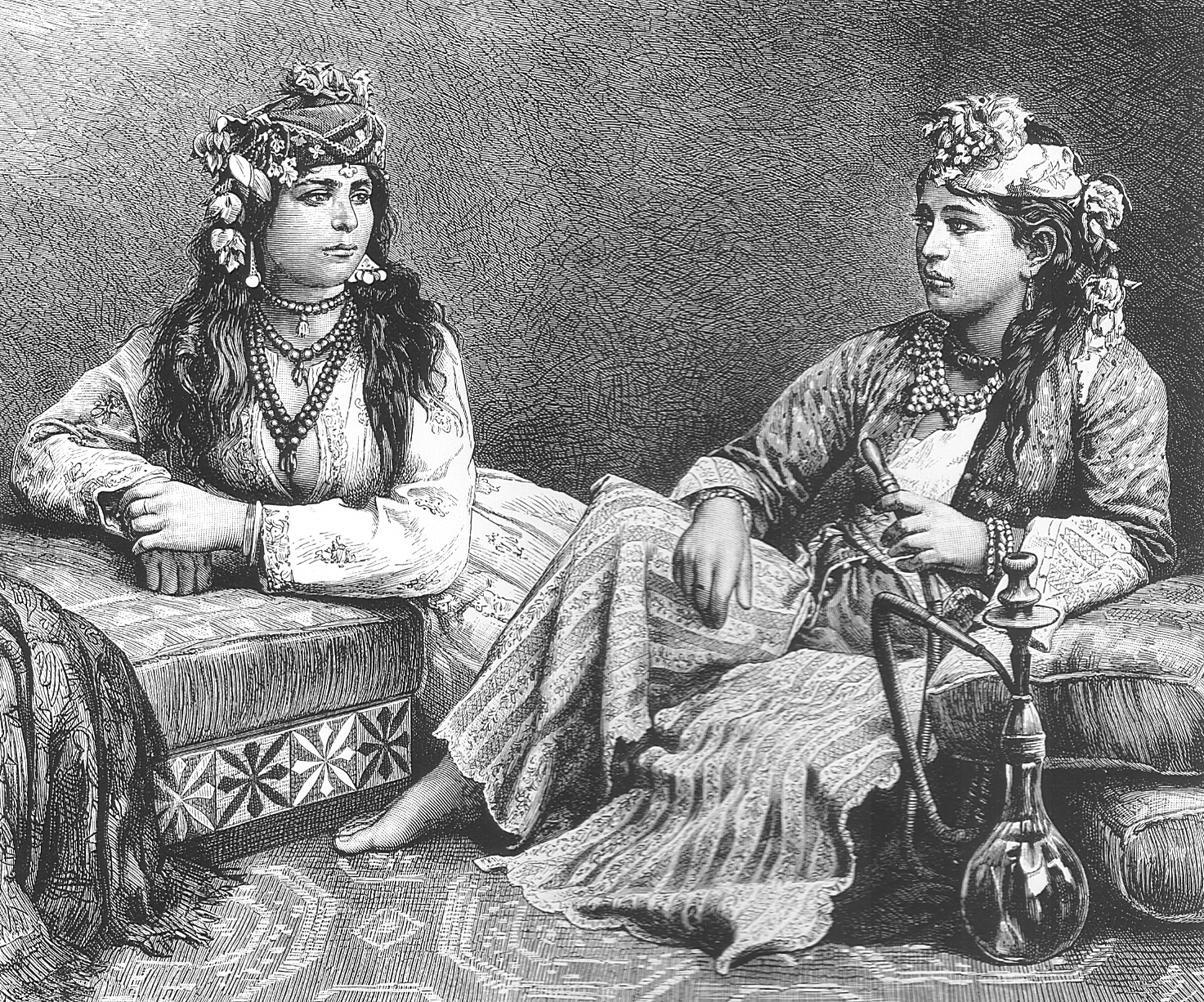
لوحة لسيدتين من صيدا في القرن الثامن عشر.

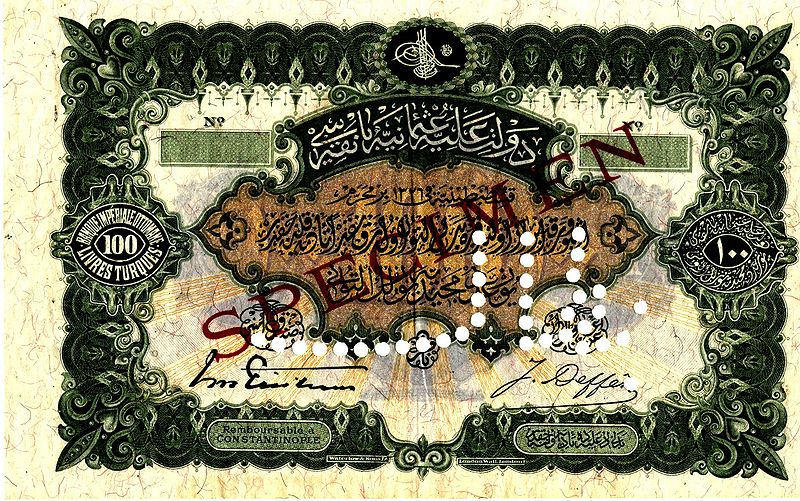
عملة ورقية عثمانية من فئة 100 ليرة.

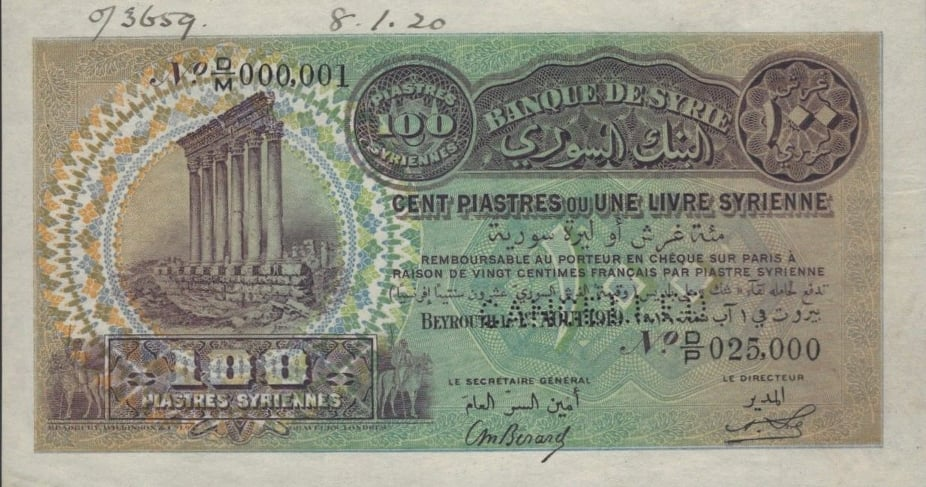
عملة ورقية من فئة مئة غرش (ليرة واحدة) إصدار بنك سوريا ولبنان 1919. بدأ الاحتلال الفرنسي بقرض أوراقه المالية في مناطقه بدءاً من مارس/آذار 1920.

وفي سنة 1187هـ/1773 سيّر عثمان باشا المصري والي الشام أحمد باشا الجزار متسلماً على بيروت، لكن الأخير انتقض عليه، فضيق عليه عثمان باشا حتى ألجأه للخروج من بيروت، فخرج الجزار إلى صيدا وانتصر في طريقه على كمينٍ هدف للقضاء عليه، ثم عاد لبيروت فدخلها ومنها إلى بعلبك. واتصل الجزار -وقد لمع اسمه- بضاهر العمر عارضاً خدماته، فاستقدمه هذا إلى عكا وعينه قائد جيشه، وكان العمر ثائراً على الدولة فانقلب الجزار عليه وقتله (وقيل قُتِلَ بمؤامرةٍ من أحمد الدنكزلي)، وسيطر على ولاية عكا فجمعت له الدولة صيدا معها، فقام بطرد الفرنجة من تجارٍ ومقيمينَ من صيدا متخذاً من عكا قاعدةً لحصانتها، فذوى نشاط صيدا وخبا بريقها، وإن بقيت الإيالة تدعى إيالة صيدا مع أن عكا قاعدتها. وفي تقريرٍ للقنصل النمساوي (14-12-1833) أن إبراهيم باشا (ابن محمد علي وقائد الحملة المصرية على بلاد الشام) فكر بجعل صيدا قاعدةً له بعدما يُصلح ميناءَها، وزاد الطين بلةً الزلزال الكبير عام 1837 الذي أتى على معظمها، وقام سليمان باشا الفرنساوي -المهندس العسكري للجيش المصري- في أعقابه بإنشاء سور يحيط بها من البر، ثم أتى القصف المدفعي البحري لعمارةٍ إنجليزيةٍ فرنسيةٍ واحتلالها سنة 1840 للضغط على محمد علي.
إدارياً أُنشِئَت ولاية صيدا سنة 1256هـ/1840، ثم باتت أحد أقضيةٍ أربعة؛ بيروت وصيدا وصور ومرجعيون تؤلف سنجق بيروت وهو أحد ثمانيةِ سناجقَ تابعةٍ لولاية سوريا في (9 جمادى الآخرة 1281هـ/8-11-1864) وقاعدتها دمشق، وسنة 1285هـ/1868 كان يتبع قضاء صيدا 48 قرية. ويذكر أن أهالي صيدا تقدموا بعريضةٍ لضمها لمتصرفية جبل لبنان غالباً للإفادة من ميزات قانونها الخاص لا سيما الامتيازات الضريبية، بدعوى أن التقسيمات الإدارية غير متّسقةٍ سكانياً وجغرافياً، فمثلاً كان يتبع صيدا نصف مغدوشة ورُبْع عبرا، وباقي القريتين يتبع لجبل لبنان، وكان خلف العريضة ثلاث شخصياتٍ معروفةٍ من عائلات الأسير والزين والبزري، لكن السلطاتِ لم تستجبْ لها. وسنة 1306هـ/1888 غدت صيدا قضاءً في ولايةِ بيروتَ حديثةِ العهد، وامتدت ما بين قضائي جزين-مرجعيون وصور (تألف لواء بيروت من هذه الأقضية الثلاثة إضافةً لقضاء بيروت، وتألفت ولاية بيروت من ألوية (متصرِفيّات) بيروت وطرابلس واللاذقية ونابلس وعكا). كانت تتبع لواء صيدا 128 قريةً بمساحة 355 كم²، وفي السنة التالية ضُمَّت له نواحي الشقيف وجباع والشومر وبات يتبعه 137 قرية، وسنة 1310هـ/1893 اقتُطع منه بعضُ المناطق وأضحى يتألف من 149 قرية. 
وذكر رفيق التميمي ومحمد بهجة في كتابهما "ولاية بيروت" (1917) سنداً لبيانات دوائر النفوس الرسمية عدد سكان قضاء صيدا 54 ألفاً، وقضاء صور 41 ألفاً، وقضاء مرجعيون 31 ألفاً، بينما بلغ قضاء بيروت 50 ألفاً، وهي أربعة الأقضية التي تشكل لواء بيروت.
وعامي 1909 و1913 انتُخب أحد أبنائها رضا الصلح نائباً عن ولاية بيروت في مجلس المبعوثان العثماني. ومن أعلامها النابهين تلك الفترة الشيخ يوسف الأسير (17-1889) درس في دمشق والأزهر، ودرّس العربية في مدرسة المعلمين العليا في إسطنبول ومدارس ييروت، وشغل منصب مفتي عكا وأول نائب عام (مُدّعٍ عام) لمتصرفية جبل لبنان.
ومع اندلاع الحرب العالمية الأولى (14-1918) نال من صيدا الفقر ومصادرة المحاصيل والدواب لصالح الجيش، وتهربَ أبناؤها من «الجهادية» (التجنيد الإلزامي) كما الحال في جميع بلاد الشام، وكان توفيق البساط ابن صيدا ضمن قائمة ضحايا الإعدام في ساحة البرج (ساحة الشهداء) في بيروت (6-5-1916). ونُفي رضا الصلح وابنه رياض إلى إزمير (16-1917).

### صيدا في العصر الحديث
احتلّت الساحلَ السوري قواتُ الحلفاء من إنجليزٍ وفرنسيين سنة 1918، فيما احتلت قوات الثورة العربية الكبرى (16-1918) الداخلَ، وفي 30-9-1918 اقتحم رياض الصلح مع عددٍ من الشباب دار البلدية (السراي) في صيدا ورفعوا العلم العربي، وعندما أعلن عن الانتخابات للمؤتمر السوري العام (19-1920) مثل فيه رضا الصلح (1860-1935) وابنه رياض (1893-1951) وعفيف الصلح صيدا، واختير رضا الصلح وزيراً للداخلية في حكومة علي رضا الركابي (9 آذار/مارس - 3 أيار/مايو 1920) بعد إعلان المؤتمر المملكة السورية العربية لسوريا الكبرى في 8 آذار/مارس 1920، ثم -عقب استقالة الوزارة- رئيساً لمجلس الشورى حتى 24 تموز/يوليو 1920، وكان أخوه منح الصلح (ت 1921) من مؤسسي جمعية المقاصد الخيرية الإسلامية في صيدا عام 1877م.
بعد احتلال سوريا في تموز/يوليو 1920 (لم يصدر صك الانتداب حتى عام 1922) ضُمَت الأقضية الأربعة (وهي بعلبك والبقاع الغربي وراشيا وحاصبيا من أراضي ولاية سوريا) لمتصرفية جبل لبنان بقرار الجنرال غورو رقم 299 تاريخ 3-8-1920، تبعه ضمَ أجزاءٍ من ولاية بيروت؛ سنجقي بيروت وصيدا، وجزءٍ من سنجق طرابلس (قضاءَيْ طرابلس وعكار وقسمٍ من قضاء حصن الأكراد) ومتصرفية جبل لبنان بالقرار 319 تاريخ 1-9-1920 تحت اسم لبنان الكبير. قسَّم الفرنسيون لبنان إلى ستةِ سناجقَ (8-2-1922) كان أحدها لبنان الجنوبي ومركزه صيدا، ثم في 9-4-1925 أعادوا تقسيمه إلى إحدى عشرة محافظة، ثم في 3-2-1930 إلى خمس محافظات. تألفت محافظة لبنان الجنوبي وقاعدته صيدا من سبعة أقضيةٍ هي صيدا وصور وحاصبَيّا ومرجعيون وبنت جبيل والنبطية وجزين، ومابرحت هذه الأقضية قائمةً لليوم.

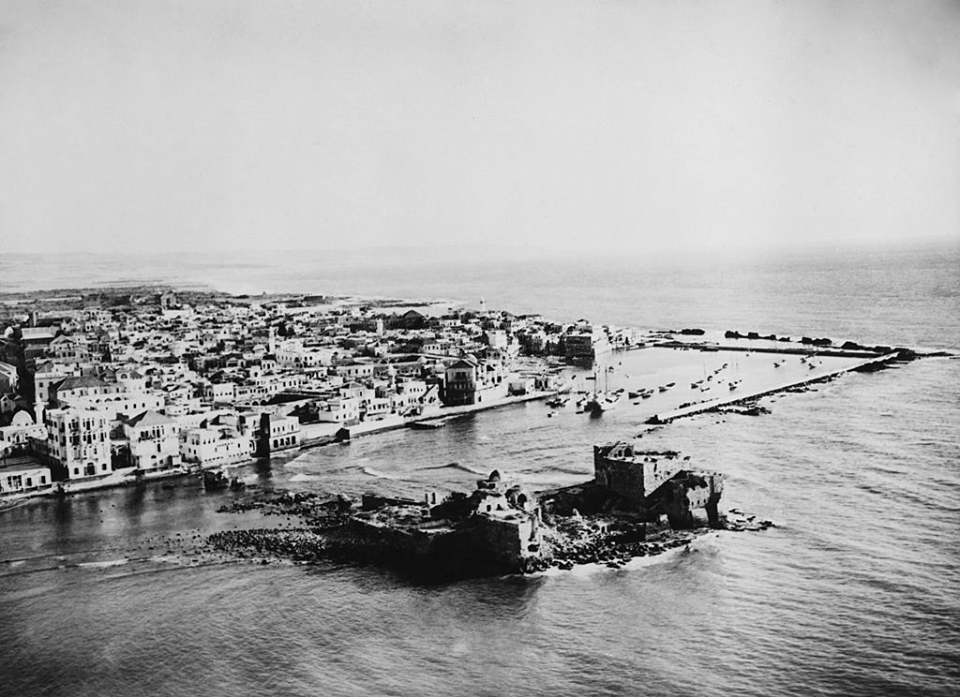
صيدا مدينة تنشّقت عبق التاريخ على كتف البحر.
----
صورة (عام 1939) من الجهة الشمالية الغربية، وتبدو القلعة البحرية والميناء الشمالي.

وقامت مظاهرة كبرى في صيدا في آب 1936 تضامناً مع ثورة فلسطين استخدم الدرك النار لتفرقتها فسقط منها قتيلان وجرحى، ثم اعتقل أربعة من الداعين لها، فأضربت المدينة ثمانية أيامٍ حتى أفرج عن المعتقلين. وعندما اعتقل رئيس الجمهورية وأعضاء الحكومة في 11-10-1943، وكان منهم من أبناء صيدا رئيسها رياض الصلح وعادل عسيران (وزير الإعاشة والتجارة والصناعة وقتئذٍ، ورئيس مجلس النواب فيما بعد) انطلقت من الشاكرية أكبر مظاهرةٍ في تاريخ صيدا فتلقاها الفرنسيون بإطلاق االنار عند السراي فسقط ستة قتلى وجرحى كثر. وعام 1948 تطوع العديد من أبناء صيدا في جيش الإنقاذ للقتال في فلسطين وعلى رأسهم معروف سعد (النائب فيما بعد). وبعد نزوح الفلسطينيين تأسس مخيم عين الحلوة سنة 1949 على بعد ثلاثة كيلومتراتٍ جنوب شرق صيدا، والذي توسع نتيجة الهجرات اللاحقة (حرب 1967، والحرب الأهلية، والأزمة السورية) ليغدوَ أكبر مخيم في لبنان مساحةً وسكاناً (يقدر عدد سكانه بأربعةٍ وخمسين ألفاً عام 2015)، ومنه خرج ناجي العلي (37-1987) رسام الكاريكاتير العربي الأشهر، ومخيم المية ومية سنة 1954 على مبعدة أربعة كيلومتراتٍ شرق صيدا، وقدر سكانه بخمسة آلافٍ عام 2015.
وافتتحت شركة أرامكو خط التابلاين لنقل النفط من حقل بقيق السعودي إلى الزهراني جنوب صيدا للتصدير سنة 1951، كما أنشأت شركة أمريكية مصفاة نفط الزهراني (افتتحت 1954) للاستهلاك المحلي. وحدثت زلزلة كبيرة دعيت زلزال شحيم في آذار 1956 تهدم بسببها عمران كثير وبوشر بعدها بحملة تعمير، ولم تسهم صيدا في الأزمة اللبنانية لعام 1958 الشعبية والسياسية وحافظت على وحدتها الوطنية. كما شهدت المدينة نهضةً في القطاعات الاقتصادية والتعليمية والطبية والخدمية. ومن أعلامها النابهين تلك الفترة معروف سعد (10-1975) نائب صيدا لأربع دوراتٍ متتاليةٍ (57-1972) ورئيس بلديتها (63-1973) عمل على مشاريعَ عديدةٍ كفتح المدارس، ومدرسة المعلمين، وإنارة الشوارع، وتأسيس فوج الإطفاء، ومشروع إعادة إعمار مخيم عين الحلوة بعد زلزال شحيم (1956م)، وشجع الجمعيات والنقابات، مؤسس التنظيم الشعبي الناصري (1973م)، توفي متأثراً بجراحه في 6-3-1975 نتيجة إطلاق النار عليه في ساحة النجمة بصيدا في مظاهرةٍ للصيادين، ويعد الكثيرون اغتياله شرارة الحرب الأهلية اللبنانية الفعلية قبل حادثة عين الرمانة.
إدارياً قضى القانون رقم 36 (23-9-1975) باستحداث محافظةٍ سادسةٍ هي محافظة النبطية من أقضية النبطية وحاصبيا ومرجعيون وبنت جبيل، وفصلها عن محافظة لبنان الجنوبي التي باتت مؤلفةً من ثلاثة أقضيةٍ؛ صيدا وصور وجزين، ونال صيدا مثل باقي المناطقِ آثارُ الحرب الأهلية (75-1989) التي انتهت باتفاق الطائف (22-10-1989)، وبرز على أثرها ابن صيدا رفيق الحريري (1944-2005) الذي غدا رئيساً للوزراء لفترتين (92-1998) و(00-2004)، وأثار اغتياله في (14-2-2005) تداعياتٍ كبيرة على مستوى لبنان والمنطقة، وكذلك فؤاد السنيورة وزير المالية في وزارات الحريري ورئيس الوزراء (05-2009).

## الجغرافيا

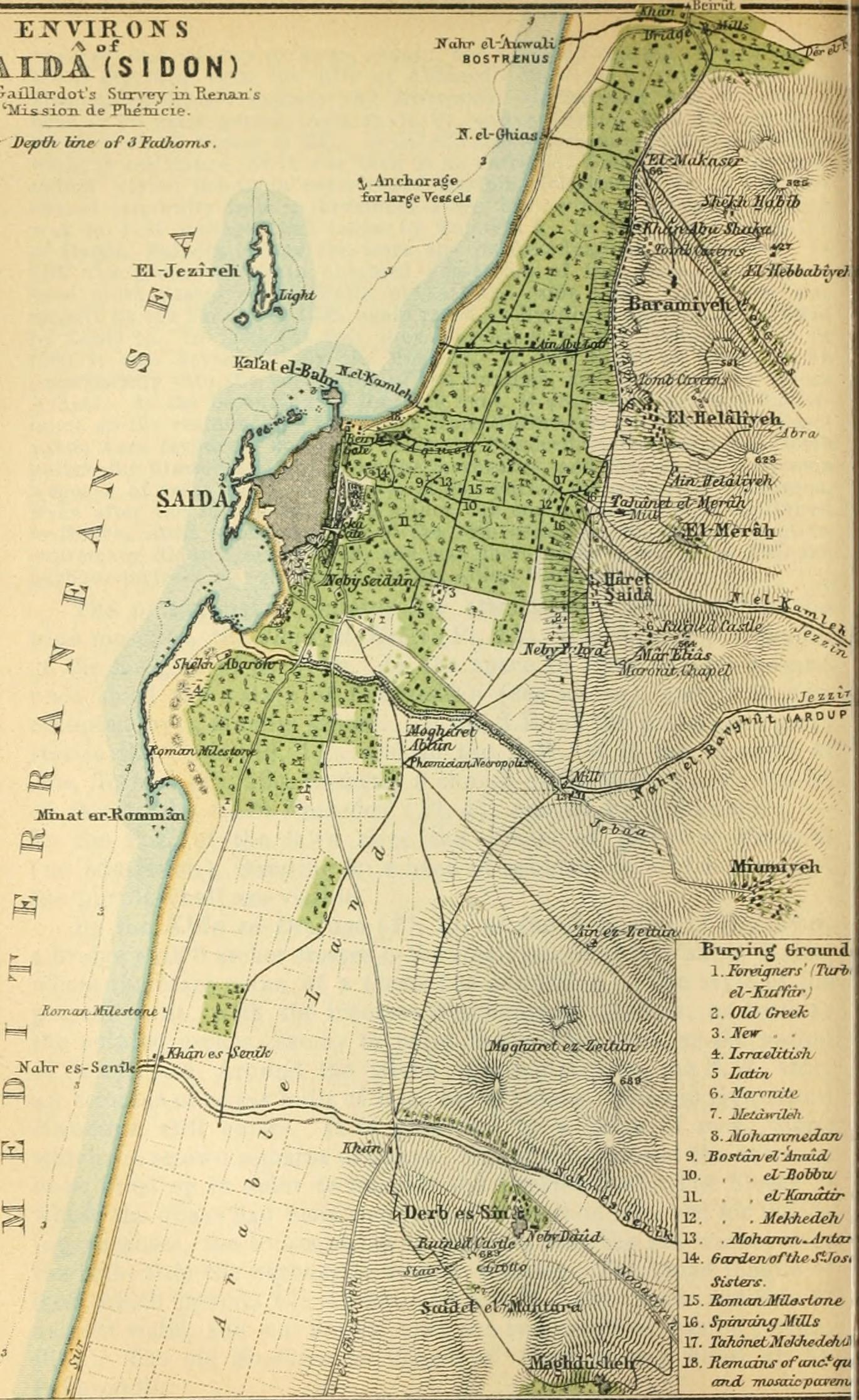
خريطة من كتاب الرحالة "كارل بادكر" صادر عام 1906، وتظهر فيها مدينة صيدا مع ما يحيط بها من قرى وطرق وأقسام إدارية.

تقع مدينة صيدا على ساحل البحر الأبيض المتوسط في جنوب لبنان وسط سهلٍ ضيقٍ ينحصر بين مصبّي نهر الأولي شمالاً ونهر سينيق جنوباً يدعى سهل صيدا، وتبعد نحو 45 كيلومتراً إلى الجنوب من بيروت و40 كيلومتراً إلى الشمال عن صور، ويختلف موقع المدينة الحديث عن مكان مدينة «صيدون» الكنعانية الشهيرة، فقد كانتِ المدينة الكنعانية توغل نحو الشرق أكثر (والدليل على ذلك أنّ معظم الآثار الكنعانية المكتشفة وُجِدَت في منطقتي القباعة والهلالية؛ ومؤخراً في تلة شرحبيل بن حسنة)، وبينما انحصرت صيدا قديماً ضمن أسوارها حتى أواسط القرن التاسع عشر، فإنها أخذت بالتوسّع شمالاً وشرقاً على حساب البساتين التي تُغطِّي سهلها، والتي تتقلَّص باستمرار في مئة السنة الأخيرة، ويشتهر سهل صيدا بزراعة الحمضيات والموز. وتبلغ مساحة المدينة الحديثة 779 هكتاراً أو 7.79 كيلومتر مربع، وترتفع عن مستوى البحر عشرة أمتار بالمتوسّط، ورمزها الجغرافي هو 61100.
وإلى الشرق من صيدا يقع الوادي المتصدع الكبير (أو حفرة الانهدام السورية الإفريقية، أو الصدع السوري الإفريقي العظيم) أطول صدعٍ على اليابسة الأرضية، ويفصله عن الساحل اللبناني سلسلة جبال لبنان الغربية وجبل عامل، ويعد السبب في الزلازل التي يتعرض لها غربي بلاد الشام -ومنه صيدا- عبر التاريخ كزلزال شحيم لعام 1956، بسبب انزياح الصفيحتين القاريتين العربية والإفريقية نحو الشمال بمقاديرَ متفاوتةٍ مسببةً إجهاداتٍ تكتونيةً في القشرة الأرضية. وإلى الشمال الغربي من صيدا على مسافة نحو ثمانبن متراً تقع جزيرة صغيرة تقوم عليها القلعة البحرية ويصلها بالبر جسر قائم على تسع قناطر، وإلى شماليها الغربي جزيرة أكبر تدعى «جزيرة صيدا» أو الجزيرة (الزيرة) وهي متطاولة من الجنوب الشرقي إلى الشمال الغربي وتقوم جنوبيها منارة لإرشاد السفن، وكانت في التاريخ الغابر ذاتَ أرصفةٍ لرسو السفن.
وشمال صيدا بنحو 4 كم يقع مصب نهر الأولي وهي تسمية حديثة منذ القرن السادس عشر، ولكن المسلمين عرفوه باسم نهر الفراديس لكثرة البساتين التي تحف به، وإلى الجنوب منها مباشرةً يصب نهر سينيق، ويشرف عليها من الشرق أربعة تلالٍ؛ تل البرامية من الشمال وإلى جنوبه الشرقي الهلالية، فتلة مار الياس جنوب الهلالية ثم مغدوشة إلى الجنوب منها. وتكثر جنوب المدينة تلال أصداف المعريق (الموريكس) المتخلفة من عملية تحضير الصباغ الأرجواني التي عرفتها صيدا منذ العصور القديمة.

## المناخ
مناخ مدينة صيدا هو مناخ مداري دافئ ومعتدل، وتهطل الأمطار فيها خلال فصل الشتاء، وتندر الأمطار نسبيًا في فصل الصيف. هناك فرق 207 ملم أو 8 بوصات لهطول الأمطار بين أكثر الشهور جفافًا وأكثر الشهور الممطرة. الاختلاف في درجات الحرارة السنوية حوالي 15.1 درجة مئوية أو 27.2 درجة فهرنهايت. يبلغ متوسط درجة الحرارة السنوي 20.4 درجة مئوية، ومتوسط هطول الأمطار السنوي 732 ملم، ويعتبر شهر يوليو هو الشهر الأكثر جفافًا، أما شهر يناير فهو الشهر الأكثر رطوبة، وفيه تهطل فيه الكثير من الأمطار بمتوسط 186 ملم. أما شهر أغسطس فهو الشهر الأعلى في درجة الحرارة، ويكون متوسط درجة الحرارة فيه هو 27.2 درجة مئوية. وعادة ما يكون شهر فبراير هو الشهر الأكثر برودة على مدار العام، ويبلغ متوسط درجة الحرارة فيه 13.7 درجة مئوية.
متوسط درجة الحرارة في المدينة:
| البيانات المناخية لـصيدا     | البيانات المناخية لـصيدا | البيانات المناخية لـصيدا | البيانات المناخية لـصيدا | البيانات المناخية لـصيدا | البيانات المناخية لـصيدا | البيانات المناخية لـصيدا | البيانات المناخية لـصيدا | البيانات المناخية لـصيدا | البيانات المناخية لـصيدا | البيانات المناخية لـصيدا | البيانات المناخية لـصيدا | البيانات المناخية لـصيدا | البيانات المناخية لـصيدا |
| الشهر                        | يناير                    | فبراير                   | مارس                     | أبريل                    | مايو                     | يونيو                    | يوليو                    | أغسطس                    | سبتمبر                   | أكتوبر                   | نوفمبر                   | ديسمبر                   | المعدل السنوي            |
| ---------------------------- | ------------------------ | ------------------------ | ------------------------ | ------------------------ | ------------------------ | ------------------------ | ------------------------ | ------------------------ | ------------------------ | ------------------------ | ------------------------ | ------------------------ | ------------------------ |
| متوسط درجة الحرارة الكبرى °ف | 58.6                     | 60.4                     | 64.6                     | 70                       | 83.1                     | 82.0                     | 85.6                     | 86.2                     | 83.7                     | 78.6                     | 70.3                     | 62.2                     | 73.8                     |
| متوسط درجة الحرارة الصغرى °ف | 45.7                     | 46                       | 49.5                     | 54.0                     | 60.4                     | 66.7                     | 71.1                     | 72.0                     | 69.3                     | 63.9                     | 55.6                     | 49.3                     | 58.6                     |
| الهطول إنش                   | 8.3                      | 6.9                      | 4.4                      | 2.4                      | 0.9                      | 0.3                      | 0.2                      | 0.2                      | 0.4                      | 1.9                      | 4.7                      | 7.9                      | 38.5                     |
| متوسط درجة الحرارة الكبرى °م | 14.8                     | 15.8                     | 18.1                     | 21                       | 28.4                     | 27.8                     | 29.8                     | 30.1                     | 28.7                     | 25.9                     | 21.3                     | 16.8                     | 23.2                     |
| متوسط درجة الحرارة الصغرى °م | 7.6                      | 8                        | 9.7                      | 12.2                     | 15.8                     | 19.3                     | 21.7                     | 22.2                     | 20.7                     | 17.7                     | 13.1                     | 9.6                      | 14.8                     |
| الهطول مم                    | 211                      | 176                      | 111                      | 60                       | 23                       | 8                        | 4                        | 4                        | 11                       | 49                       | 120                      | 201                      | 978                      |
| المصدر:                      |                          |                          |                          |                          |                          |                          |                          |                          |                          |                          |                          |                          |                          |

## التركيبة السكانية
تختلف تقديرات عدد سكان صيدا، فهي تصل بحسب بعض الإحصاءات إلى 110,000 نسمة، بينما تصل بالنسبة لإحصاءات أخرى إلى 250,000 نسمة.

### عرقياً
يناهز عدد سكان صيدا من 110,000 إلى 250,000 نسمة وهي المدينة الثالثة بعد بيروت وطرابلس وفقاً لعدد السكان. وتجدر الإشارة إلى أن حوالى 25% من سكان المدينة هم من الفلسطينيين وإلى أن المدينة تضم عدداً لا يستهان به من الأجانب.

### دينياً
تنتمي الغالبية العظمى من سكان صيدا إلى الدين الإسلامي وخاصةً من الطائفة السنية، ومع وجود عدد قليل من الشيعة والمسيحيين. وصيدا هي المقر الرئيسي لأساقفة الروم الملكيين الكاثوليك في صيدا ودير القمر، وقد كان لها عدد كبير من السكان الكاثوليك عبر تاريخها. كما تستضيف صيدا مقر آية الله الشيعي في جنوب لبنان. وفي ثلاثينات القرن الماضي أثناء الانتداب الفرنسي كانت في صيدا أكبر جاليةٍ من السكان اليهود في لبنان إذ قُدر عددهم بـ 3588 في حين كان يقدر عددهم بـ 3060 في بيروت.
فيما يلي توزيع سكان صيدا حسب الديانة وفقاً للتوزيع المذهبي للناخبين في عام 2018:
| الدين                    | النسبة المئوية % |
| ------------------------ | ---------------- |
| أهل السنة والجماعة       | 84.2%            |
| الشيعة الاثنا عشرية      | 9.1%             |
| الروم الملكيون الكاثوليك | 2.8%             |
| الموارنة                 | 2.0%             |
| الروم الأرثوذكس          | 1.1%             |
| الأرمن الأرثوذكس         | 0.6%             |
| الإنجيليون               | 0.2%             |
| اللاتين                  | 0.2%             |
| الموحدون الدروز          | 0.1%             |

### عائلات مدينة صيدا
تتميز مدينة صيدا بتعدد عائلاتها والتي قارب عددها 599 عائلة.
العائلات المسلمة
- أباظة
- ابريق
- أبو حمزة
- أبو حوش
- أبو دحروج
- أبو دراع
- أبو درعة
- أبو زينب
- أبو الشامات
- أبو شامة
- أبو ظهر
- أبو عفرة
- أبو عقدة
- أبو علفا
- أبو غدة
- أبو غليون (غليوم)
- أبو فحلة
- أبو فطور
- أبو القطع
- أبو قميص
- الأتب
- الأخضر
- ادريس
- ادلبي
- أرناووط(ارناؤوط)
- ازدحمد
- ازعر
- الأسطة
- اسكندراني
- الاسلك
- الأسير
- الأشبه
- الأظن
- الأقشر(الأكشر)
- الإنجبار
- أنصاري
- الأنقرلي
- الانكيشي
- البابا
- باجغلي(باج اوغلي)
- باشو
- باكير
- ببو
- بتكجي
- البخاري
- بدرا
- بدري
- البدوي
- بديري
- بديع
- بربير
- بركة
- برماوي
- البزري
- البساط
- بشاشة
- بشناق
- بظاظو
- بظان
- بعاصيري
- بغدادي
- بكار
- بكداشلي
- بكري
- بلبل
- بلتك
- بلحس
- بلطجي
- بلولي
- بني
- بهلوان
- بواب
- بوجي
- بوز
- بوظ
- بيضاوي
- بيضون
- بيرقدار
- بيطار
- بيلاني
- بيومي
- ترجمان
- الترك
- ترياقي
- تمرجي
- جابر
- جباعي
- جبيلي
- جرادي
- الجردان
- الجردلي
- الجردون
- جلال الدين
- جمال الدين
- جمعة
- الجوني
- جوهر
- جوهري
- الجويدي
- حاجو
- الحاراتي
- حامد
- الحايك
- حبلي
- حبوشي
- حبيب
- الحتحوت
- حجازي
- حرب
- الحريري
- حزبوز
- الحكواتي
- حلاق
- حلاوة
- حلبون
- الحلبي
- الحلو
- حمدان
- حمود
- الحناوي
- حنيني
- حنينة
- حنقير
- حوا
- الحوت
- حوشو
- حيدر
- الحيفاوي
- خانزاده
- خباز
- خربوطلي
- خروبي
- خضر
- خضري
- الخطيب
- الخليلي
- خورده لي

العائلات المسيحية
- أبو زيد
- ابيلا
- اسبر
- اسطفان
- افتيموس
- اورفانوس
- أيوب
- بارودي
- البحاش
- بربور
- برتران
- برشا
- البسّ
- البستاني
- بسترس
- بيطار
- تابت
- جاماتي
- جاموس
- جبور
- جدعون
- جرمانوس
- جيز
- حداد
- حرب
- حريصي
- حريق
- حزقيا
- حسيني
- حكيم
- الحلبي
- حليس
- حموضة
- حوا
- خباز
- خطار
- خلاط
- خليل
- خوري
- داغر
- داية
- دبانة
- رزق
- رزق الله
- رفول
- رومانوس
- زاخر
- زبال
- زريق
- زعزع
- زقليط
- زكار
- زهار
- زيني
- سمعان
- سوسو
- الشاب
- شاغوري
- شالوحة
- شامي
- شباط
- شختورة
- شدياق
- شعيا
- شلهوب
- صابونجي
- صالحة
- صاصي
- صفدي
- صهيوني
- صوصة
- ضبر
- طعمة
- ظباط
- عازوري
- عبسي
- عبود
- عجرم
- عساف
- عطا
- عكاوي
- عواد
- عودة
- غفري
- غماشة
- غاخوري
- غارس
- فران
- فرنانة
- فرنسيس
- فضول
- قبرصي
- قربان
- قزي
- قسطنطين
- قماتي
- قنواتي
- قهوجي
- كاتافاكو
- كاترون
- كرم
- كنعان
- كونتي
- كيال
- كيوان
- لطوف
- لفلوفة
- لولو
- مامو
- مبيض
- متى
- مجدلاني
- مرقس
- مشاقة
- مصوبع
- معماري
- منصور
- ميخا
- منياس
- نحاس
- نخله
- نديرهنصار
- نصر
- نعسان
- النقاش
- نمور
- نوفل
- هرمس
- هندي
- الوزير
- اليازجي
- يعقوب
- يونس

العائلات اليهودية
- براهام
- برزلاي
- بلسيانو
- بصل
- بولتي
- حديد
- خياط
- ديوان
- زيتون
- شعيا
- شماس
- شكري
- شموئيل
- فورتي
- كوهين
- لاوي
- معتوق
- نسيم
- نكري
- يمني
- يعقوب

## الإدارة والتنظيم
مدينة صيدا عاصمة محافظة الجنوب في لبنان إحدى ثماني محافظات في البلاد، كما أنها المركز الإداري لقضاء صيدا أحد ثلاث أقضيةٍ تتألف منها المحافظة. يمتدّ قضاء صيدا على مساحة 275 كيلومتراً مربعاً، وتقع حدوده بين نهر الأولي شمالاً ونهر الليطاني جنوباً، ويجاوره من جهة الشمال محافظة جبل لبنان، ومن الشمال والشمال الشرقي قضاءا النبطية وجزين، ومن الجنوب الشرقي والجنوب قضاءا النبطية وصور. على الصعيد السياسي يضمّ قضاء صيدا 207,660 نسمة (إحصائية 2012) أي نحو 5.4% من سكان لبنان، وهو يشترك في دائرةٍ انتخابيةٍ واحدةٍ مع قضاء جزين المجاور. يبلغ عدد الناخبين المسجلين في هذه الدائرة نحو 120,000 نسمة منهم 60% من المسلمين (ثلاثة أرباعهم تقريباً على المذهب السني) و40% من المسيحيّين،
وكان يتبع قضاء صيدا 47 بلدية في عام 2012، من ضمنها «بلدية صيدا» التي يقع فيها مركز القضاء، ويتولّى إدارة شؤون مدينة أو بلدية صيدا مجلس إداري مكوَّن من عشرين عضواً، وبلغ عدد المشاركين في الانتخابات المحلية ستين بالمئة من الناخبين المسجّلين في صيدا عام 2018. ويتبع المجلس عدّة أقسام ودوائر فرعية، من ضمنها: المصلحة الإدارية، والمصلحة المالية، ومصلحة الهندسة، ومصلحة الشؤون الصحية والبيئية. وكان المجلس البلدي في عام 2019 يضمّ عضوتين من النساء فقط، وذلك رغم كثرة الموظّفات النساء في البلدية بعمومها. وقد انتُخِبَ أو عُيِّن رؤساء مجلس بلدية صيدا منذ عام 1873،
وفيما يلي أسماؤهم:
| سنوات المنصب | رئيس البلدية        |
| ------------ | ------------------- |
| 1873         | محمد آغا القبرصلي   |
| 1877-1878    | ابراهيم آغا الجوهري |
| 1878-1879    | الحاج محمود أفندي   |
| 1879-1908    | ابراهيم آغا الجوهري |
| 1908-1910    | جميل البزري         |
| 1910-1914    | مصباح البزري        |
| 1914-1916    | محمود كالو          |
| 1916-1920    | أحمد النقيب         |
| 1920-1922    | مصباح البزري        |
| 1922-1923    | يوسف الجوهري        |
| 1923-1933    | سعيد البزري         |
| 1934-1937    | محمد بهيج الجوهري   |
| 1937-1951    | صلاح البزري         |
| 1952-1959    | نزيه البزري         |
| 1962-1972    | معروف سعد           |
| 1979-1998    | أحمد الكلش          |
| 1998-2004    | هلال قبرصلي         |
| 2004-2010    | عبد الرحمن البزري   |
| 2010-2016    | محمد السعودي        |
| 2016-حالياً   | محمد السعودي        |

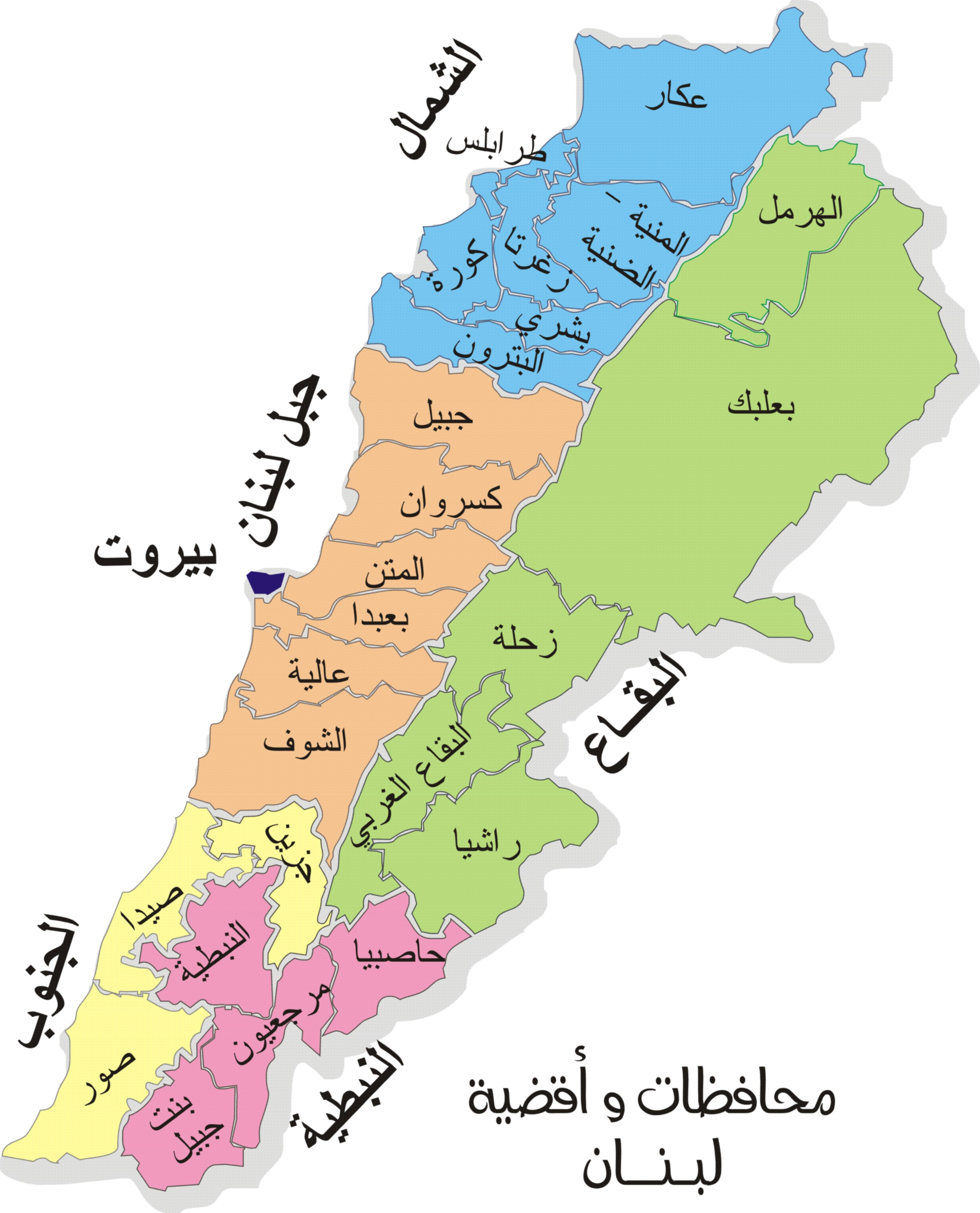
تقسيم لبنان الإداري، ويظهر قضاء صيدا في الزاوية السفلية اليُسْرَى على الساحل الجنوبي. (قسّمت محافظة الشمال لاحقاً إلى محافظتين؛ طرابلس وعكار، وقُسّمَ البقاع إلى محافظتين بعلبك الهرمل والبقاع).

نُظِّمَت مدينة صيدا عقارياً في فترة الانتداب الفرنسي أثناء مسحٍ عقاريّ عامٍ شَمِلَ مناطق سوريا ولبنان كافة، وفيه ثُبِّتَت حدود المناطق العقارية منذ عام 1926. ويذكر أن صيدا واحدةٌ من المناطق المشمولة بخطة إستراتيجية للتنمية العمرانية عملت عليها الحكومة اللبنانية في مناطقَ مختلفةٍ من البلاد منذ عام 2008، وقد اكتملت الدراسة الاستراتيجية لكيفية تطوير صيدا معمارياً، لكن لم يتبعها تنفيذٌ أو تطبيقٌ عمليٌّ يُذْكَر.

## الاقتصاد
تضم مدينة صيدا تجمعات اقتصادية تعد من أكبر التجمعات في الجنوب اللبناني، لأنها -بصفتها عاصمته- تُعتبر مركز استقطاب مالي وتجاري وصناعي وخدماتي وصحي للمنطقة بكاملها، وهذا أنتج ترابطاً وثيقاً بين المدينة وجوارها الممتد جنوباً ضمن مدن صور والنبطية والمنطقة الحدودية، وكذلك شرق صيدا وجزين وشمالاُ لإقليم الخروب والشوف، وجعلها مركز الثقل الاقتصادي في الجنوب. وتعتمد مدينة صيدا على القطاعات التجارية والصناعية والزراعية والتربوية والصحية والبحرية الصيد البحري وقطاع الخدمات والسياحة في اقتصادها.
اجتاح الإسرائيليون صيدا عام 1982 واحتلَّوها ثلاث سنواتٍ، ونجم عن ذلك سقوط مئات القتلى ودمار هائل بالمدينة شلَّ حركتها الاقتصادية مما تسبَّبت في أضرارٍ كبيرةٍ على التجارة والاقتصاد أحصيت كما يلي: دمار كلي في 1,500 مسكن، و150 مكتب ومؤسسة، و400 محل تجاري، و3 مدارس و100 قارب صيد، ودمار جزئي في 2,000 مسكن، و80 مكتب تجاري، و4 مدارس، و3 مستشفيات، ودمار معظم المرافق العامة كما أُصيبت البنية التحتية بالشلل التام كالطرقات والكهرباء وشبكات الصرف الصحي وشبكات المياه، أما بالنسبة للمعالم التاريخية فقد تهدمت الواجهة البحرية للمدينة القديمة وقسم من الجامع العمري الكبير، وبعض المعالم الأخرى.

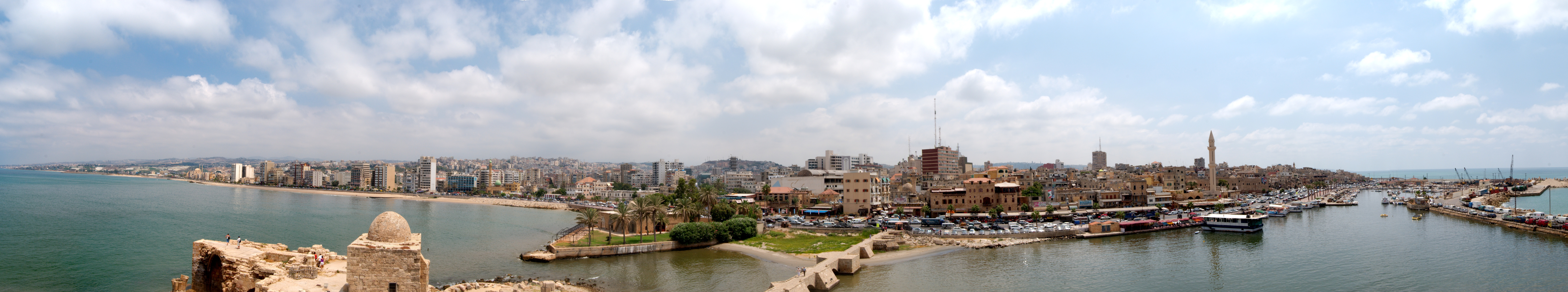
صورة بانورامية لصيدا كما تُرى من أعلى قلعة البحر (2009)، من اليمين لليسار اتجاه جنوب-شمال، ويبدو الميناء الشمالي أقصى اليمين، وخلفه مئذنة جامع البحر الأعلى في صيدا.

### القوة العاملة
يُعَدّ العامل البشري من أهم مقومات الاقتصاد الصيداوي، ويبلغ عدد السكان المقيمين حالياً في منطقة صيدا المدينة مع سبع قرى مجاورة 130,300 نسمة. هناك أيضًا نحو سبعين ألف لاجئ فلسطيني يقيمون في مخيم عين الحلوة المجاور للمدينة، بينما يبلغ عدد سكان صيدا المسجلين رسمياً نحو ثمانين ألفاُ، حوالي 25 في المئة منهم يقطنون خارج حدود المدينة، وتتراوح الكثافة السكانية لصيدا بين 100 شخص و800 شخص في الهكتار الواحد. تُقدَّر نسبة الوافدين الدائمين للسكن في المدينة وضواحيها بأكثر من أربعين في المئة من عدد السكان الإجمالي، فيما يفد إلى المدينة يومياً بقصد العمل أو الاستفادة من مرافق الخدمات المختلفة فيها بحوالي 18 ألفاً، ويمر عبر المدينة يومياً من وإلى الجنوب حوالي 35 ألفاً. نسبة العاملين من سكان المنطقة تبلغ 38%، يتوزعون على القطاعات الرئيسية أدناه.

### التجارة
تطوّر القطاع التجاري في المدينة تطوّراً ملحوظاً إذ ترتبط الحركة التجارية فيها بعوامل النقل المحلية البرية والبحرية. يلعب المرفأ دوراً يتوقع له أن يزداد بعدما يتم توسيعه، فهو وإن يك ثالث الموانئ اللبنانية لكنه لايشكل سوى 4% من إجمالي حركة النقل البحري في لبنان (نحو مئتي سفينة سنوياً). وتعد النشاطات التجارية من أهم الوظائف التي تقدمها المدينة ليس لسكانها فحسب؛ وإنما أيضاً لفئةٍ واسعةٍ من السكان القاطنين خارجها، إلى جانب أنها أحد الأسباب الرئيسية الجاذبة للهجرة إلى المدن لما تقدمه من مجالاتٍ واسعةٍ لتشغيل الأيدي العاملة، يُظهر القطاع التجاري قدرته على تأمين فرص عملٍ لأكثر من 75% من سكان المدينة بسبب ضعف قطاعي الزراعة والصناعة في الناتج المحلي للمدينة ما دفع هذا القطاع لأن يتصدر سائر قطاعات الإنتاج، ومن أهم أسباب هذا الأمر ازدياد أعداد المؤسسات التجارية والخدماتية في صيدا بسبب موقع المدينة الوسطي بين باقي المناطق المجاورة. أضحت صيدا مقصداً مهماً للرواد للحصول على الخدمات والمستلزمات، وتُمَثِّلُ التجارة أهم أوجه العلاقات الوظيفية بين المدينة ومنطقة الجنوب وإقليم الخروب، فهي وسيط الاتصال والتعامل بين أجزاء الريف، وبينها وبين الأقاليم الريفية الأخرى ومدنها. تتركز الحركة التجارية في المدينة في وسطها التجاري وحول الطريق الرئيسية التي تخترقها إلى الجنوب -وبالعكس- عبر شارع رياض الصلح. وقد ساهم تطور خطوط النقل والنمو السكاني في اجتذاب بعض المراكز التجارية إلى خارج حدود المنطقة التجارية المركزية.

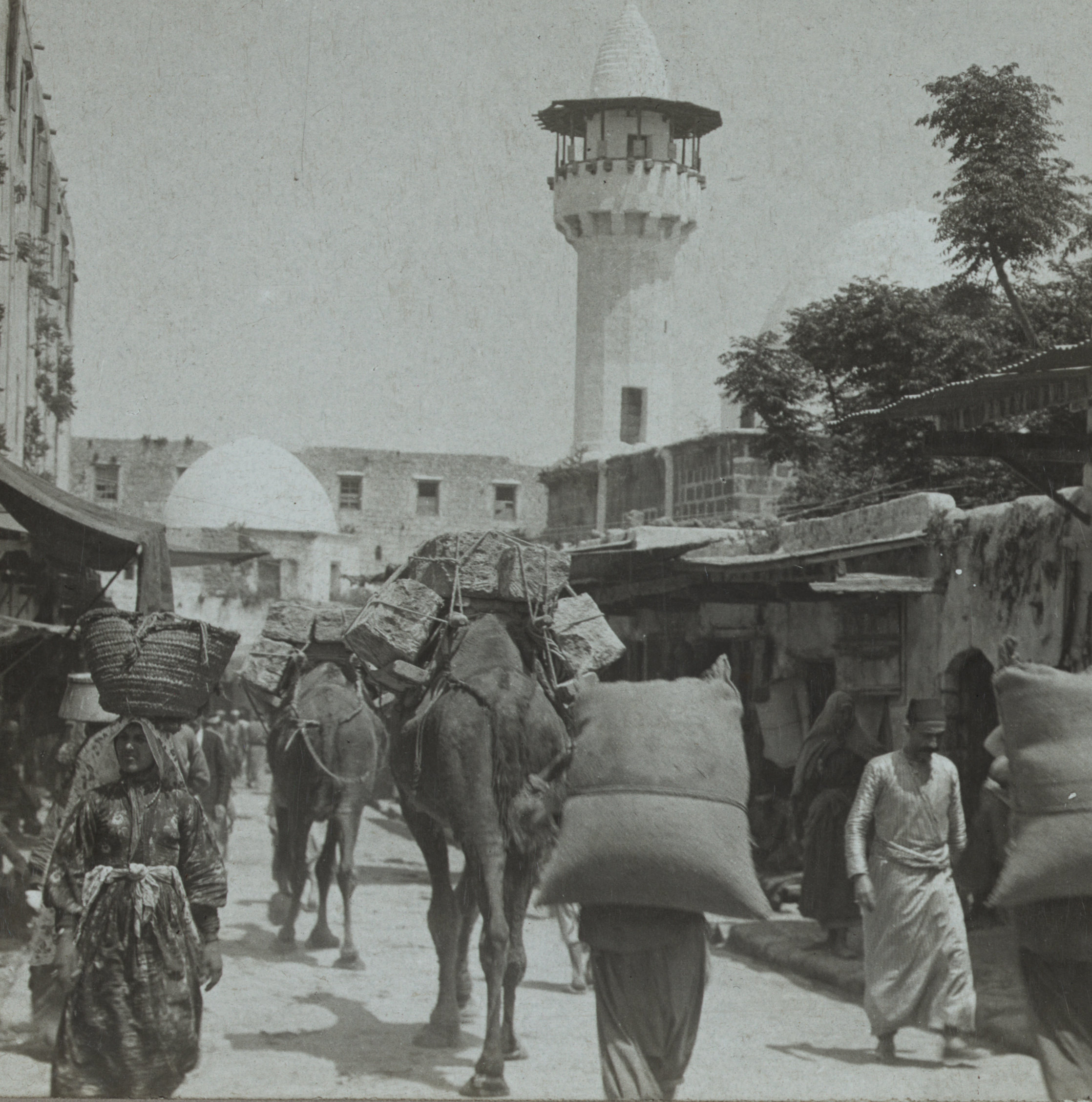
سوق صيدا عام 1903،
وتبدو مئذنة المسجد الجامع الكبير (الجامع العمري) في الخلفية.

بلغ عدد المراكز التجارية في مدينة صيدا عام 1990 حوالي 1,336 مركزاً، بينما وصل عدد هذه المراكز عام 2004 إلى حوالي 1,200 مركز، ويرجع السبب في انخفاض عدد المراكز إلى أن المراكز التجارية باتت أكثر تخصصاً وأصبحت مستقلة عن المراكز الخدماتية، لأن انخفاض عدد المراكز التجارية قابله ارتفاع في عدد المراكز الخدماتية. ومن ناحية أخرى العديد من المساحات التي كانت مشغولة بعدة مراكز صغيرة المساحة تحولت إلى مراكز كبيرة ومن عدة طبقات، خاصة في منطقة السوق الشعبي. يتميز هذا القطاع حالياً بتنوّعه، وأبرز أقسامه هي: تجارة الإكسسوارات والعطورات، وتجارة الأدوات المنزلية والأدوية، وتجارة الألبسة والأقمشة، وتجارة المواد الغذائية، وغيرها الكثير، وتُشكِّلُ تجارة الألبسة أهم نوع وأكثر المراكز التي تشهد حركة تجارية.

### الصناعة
يأتي قطاع الصناعة في المرتبة الثانية وفقاً لعدد الأيدي العاملة (بعد قطاع التجارة والخدمات)، إذ يعمل به ومعه قطاع البناء حوالي 15% من مجموع الأيدي العاملة في صيدا. في البداية كانت الصناعة في المدينة تتمثَّل بحرف منزلية لعائلات معينة، ثم نشأت في المدينة القديمة تجمّعات وظيفية لهذه الحرف، فأصبحت فيها سوق لكل صنعة يحمل اسمها، مثل: «سوق النجارين» و«سوق الصاغة» و«سوق الحاكين». وعندما انتقلت هذه الحرف إلى خارج المدينة القديمة بدأت الصناعة تفقد بعض ملامح تخصصها الوظيفي، إلا أن ذلك لم يؤثّر على ركائزها الأولية في الأحياء القديمة. وتتركّز -حالياً- التجمعات الصناعية في الجهة الجنوبية من المدينة، وذلك في المدينة الصناعية الأولى في صيدا وفي سينيق. إلا أن الصناعة في صيدا لم تتطور بالشكل المطلوب، ويغلب عليها الطبع الاستهلاكي وطابع المؤسسات الصناعية الصغيرة، وهي في مجملها تكاد تكون صناعات تحويلية وتجميعية تتوجه نحو تأمين متطلبات قطاعي البناء والزراعة والمتطلبات الحياتية للسكان، فمن أمثلتها ورش صيانة الآليات وتجميع المحركات الكهربائية، ومعامل البلاستيك والكرتون ومواد البناء ودباغة الجلود والنسيج والصابون والملبوسات وصناعة الحلويات العربية التي تشتهر بها صيدا

### القطاع الصحي
تضم صيدا عدداً كبيراً من المرافق الصحية، إذ يوجد فيها 12 مستشفى خاص، وفيها مستشفى حكومي أنشئ عام 1950 يقوم بجانبه حالياً بناء جديد ومتطور للمستشفى الحكومي. ويبلغ عدد الأسرة في مستشفيات منطقة صيدا نحو 1,200 سرير. وتضم مستشفيات صيدا مراكز صحية متطورة لمعالجة معظم الأمراض، مثل: مراكز القلب المفتوح وغسيل الكلى ومعالجة العقم وزرع القرنية وغيرها. وتفوق نسبة المرضى طالبي العلاج في مستشفيات صيدا والوافدين من خارج المدينة خمسين في المئة من المجموع العام. وتنتشر في أنحاء مختلفة من المدينة مستوصفات صحية تابعة لجمعيات ومؤسسات أهلية، ويبلغ عددها سبع مستوصفات إلى جانب مركز الإنعاش الاجتماعي التابع لوزارة الصحة.

### الصيد البحري
يشكل صيد الأسماك مصدر رزق أساسي ورافداً مهماََ من روافد اقتصاد المدينة، فقد عُرِفَت بالصيد البحري وكان أهلها يعملون في هذه المهنة منذ أقدم العصور، إلا أن هذه المهنة تشهد تراجعاً بالرغم من ارتباطها بتاريخ المدينة وعلاقتها بالبحر، وأهم أسباب هذا التراجع هي الحالة الأمنية الناتجة عن الاحتلال والتهديدات الإسرائيلية التي كانت تحول دون ابتعاد الصيادين عن الشاطئ كثيراً، بالإضافة إلى وسائل الصيد البدائية والمنافسة التي تشهدها تجارة الأسماك المحلية من الأسماك المستوردة من الخليج العربي وإفريقيا وتركيا. وتتركز مهنة الصيد البحري في المدينة على ساحلها المطل على البحر المتوسط، فيما تتركز تجارة الأسماك في سوقين للسمك بالجُمْلة والمُفَّرق. ولا يتجاوز عدد العاملين في مهنة الصيد البحري في المدينة 500 صياد يعملون على نحو مئة وثمانين زورقاً.

### الخدمات
الخدمات من أهم الدعائم الرئيسية للاقتصاد الصيداوي، وأبرز وجوه هذا القطاع هو المصارف التي يتركز معظمها في الوسط التجاري للمدينة، فيما يتوزع عدد من المصارف في محيط المدينة ومنطقتها. ويوجد في المدينة فرع رئيسي للمصرف المركزي لمنطقة الجنوب. وتتركز في المدينة مؤسسات تختص بتقديم خدمات الإعلان والإعلام ودور النشر والمطابع والمحاماة والاستثمار العقاري وغيرها.

## السياحة
يتجاوز عدد السائحين اللبنانيين والأجانب والعرب 90,000 سائح سنوياً، لكن على الرغم من غنى المدينة بالمعالم التاريخية والسياحية إلا أنها لاتفيد من السُوَّاح كثيراً، وذلك لقصر المدة التي يمضيها السائح بسبب قلة الفنادق وبعض عوامل الجذب الأخرى، وقد أُزِيلَ من المدينة فندق كبير وهو فندق طانيوس الذي كان من أهم أماكن المبيت فيها في منتصف القرن العشرين، أما الخدمات السياحية فهي محدودة وتقتصر على شركات السياحة والسفر وبعض المطاعم والمقاهي، وتفتقر بشكل خاص إلى مؤسسات الفندقة.

### آثار صيدا

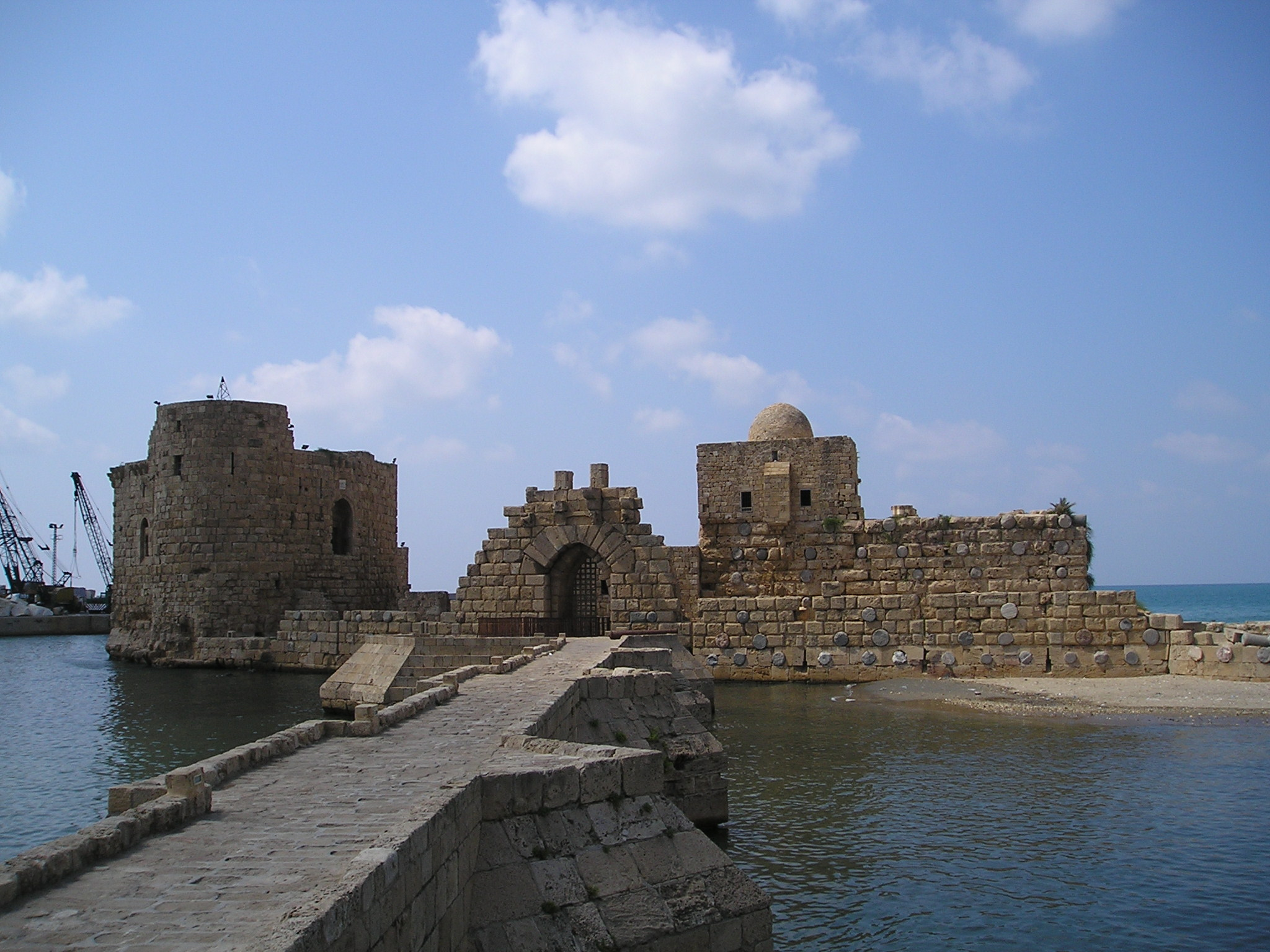
قلعة صيدا البحرية من ناحية البر، ويبدو الجسر الذي يربطها بالشاطئ.

تعتبر صيدا مدينةً أثريةً بامتياز نظراً لتاريخها العريق وآثارها الزاخرة التي تتراوح ما بين العصور الكنعانية القديمة حتى عهد الانتداب الفرنسي مروراً بالعصور الرومانية والعربية والصليبية والمعنية والعثمانية، والكلام عنها بالتفصيل يحتاج إلى مجلد خاص. وثد شهدت صيدا حركةَ اكتشافاتٍ أثريةٍ مهمةً بعد إجراء حفرياتٍ في المدينة وجوارها، ومن المعالم الأثرية المهمة في صيدا:
- قلعة صيدا البحرية: بناها الإمبراطور فريدريك الثاني أثناء الحملة الصليبية السادسة عام 27-1228م على نَشَزٍ صخريٍّ يبعد نحو ثمانين متراً عن الشاطئ شمال غربي المدينة على أساسات معبدٍ [أو قلعةٍ] كنعانيةٍ متهدمة، وبقيت جزيرةً إلى أن شُيّد الجسر الصخري الذي يربطها بالبر وهو قائم على تسع قناطر، وتزين مدخل القلعة حجارٌ سودٌ منحوتة، وداخلها مسجد بناه السلطان الأشرف خليل بن قلاوون، وجدده الأمير فخر الدين المعني الثاني.
- قلعة صيدا البرية أو قلعة المعز: تنسب إلى المعز لدين الله الفاطمي، وكان لويس التاسع الملك الفرنسي -بعدما أفرج عنه المماليك من الأسر إثر الحملة الصليبية السابعة على دمياط- أقام بها فترةً (1253م) سعى فيها لإعادة بناء ما تهدم من القلعة وترميم الباقي في جملة عددٍ من القلاع أمر بترميمها وتحصينها في مناطق الصليبيين. تقع القلعة على قمة التل القديم المشرف على المدينة من ناحيتها الجنوبية الشرقية، وهي أقل إتقاناً من الناحية المعمارية من القلعة البحرية.

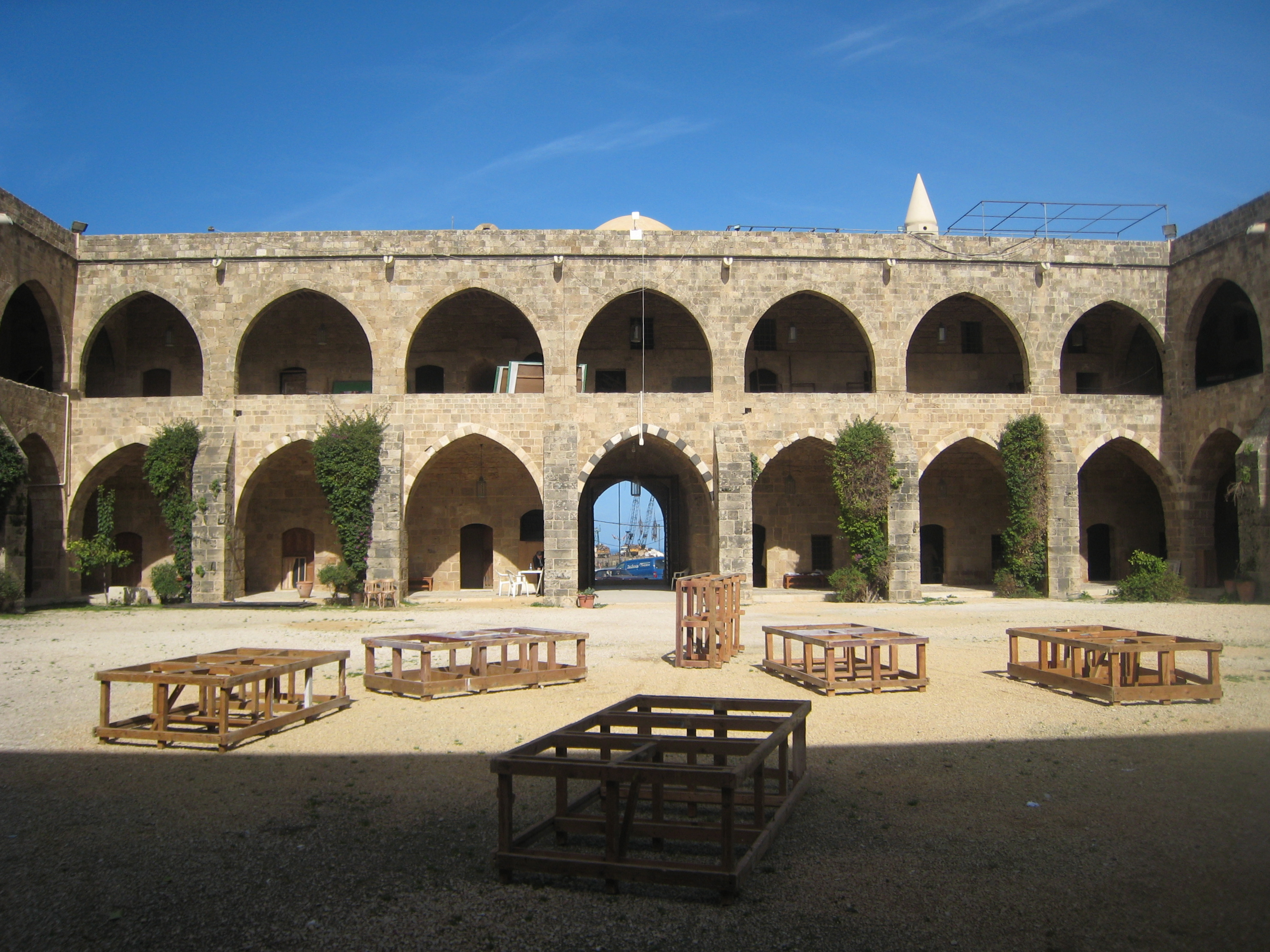
خان الإفرنج في صيدا القديمة، منظر من الصحن باتجاه البوابة المطلة على الميناء وتبدو العقود التي تشكل الأروقة في كلا الطابقين.

- تلة المريق: إلى الجنوب من القلعة البرية يقع مرتفع اصطناعي يصل طوله إلى نحو 100 متر وارتفاعه نحو 50 متراً، ويرجح أنه تراكم بقايا اصداف المريق (الموريكس) وهي محار اشتهرت به صيدا وصور منذ الكنعانيين يستخرج منها الصباغ الارجواني، لذلك أطلق عليها «تلة المريق».[102]
- خان الإفرنج: ثمة ستة خاناتٍ في صيدا؛ خان الرز ويعود إلى عهد الأمير فخر الدين المعني الثاني، وخان المطرانية، وخان الشاكرية، والخان الفرنساوي، وخان القشلة [كلمة تركية تعني الثكنة العسكرية] القديمة، وخان المير أو خان الإفرنج الواقع إلى الجهة الشمالية الشرقية من الجامع العمري، ويتألف هذا الخان المربع الشكل من صحنٍ داخليٍّ مربعٍ أيضاً تتوسطه بركة ماءٍ كبيرةٌ من الرخام أنيقة الصنع، وقد شيد من الحجر الرملي، ويبلغ طول كلٍّ ضلعٍ من أضلاعه مئة وخمسون قدماً [نحو ستةٍ وأربعين متراً] ويتألف ضلع الصحن من صفٍّ من سبعة عقودٍ منكسرةٍ متجاورةٍ تشكل بوائكَ أمام الغرف الهدف منها أن تكون أروقة لهذه الغرف مطلة على الصحن بالإضافة للوقاية من أشعة الشمس وتلفتُ أسقفُها المعقودة النظر. والخان ذو طابقين الأرضي للبضائع والدواب والعلوي للنزلاء، وله بوابة ضخمة من جهة المرفأ وأخرى مقابلة من جهة ساحة السراي، ودرجان حجريان يصعدان إلى السطح للاستمتاع برؤية البحر من علٍ. أراد الأمير فخر الدين الثاني من بنائه (حوالي عام 1620م) أن يكون سكناً لنسائه ثم وقفه ليكون خاناً للتجار الإفرنج، وهو يدل على النهضة المعمارية التي شهدها عهده، وبقي مركزاً للنشاط التجاري قبل أن يتحول مقراً للقنصل الفرنسي ثم مقراً للآباء الفرنسيسكان، وبعدها ميتماً للفتيات، أما اليوم فقد رممته مؤسسة الحريري وغدا مركزاً ثقافياً، كما يقصده السياح لاقتناء الأشغال اليدوية من بيت المحترف اللبناني.[47][114]

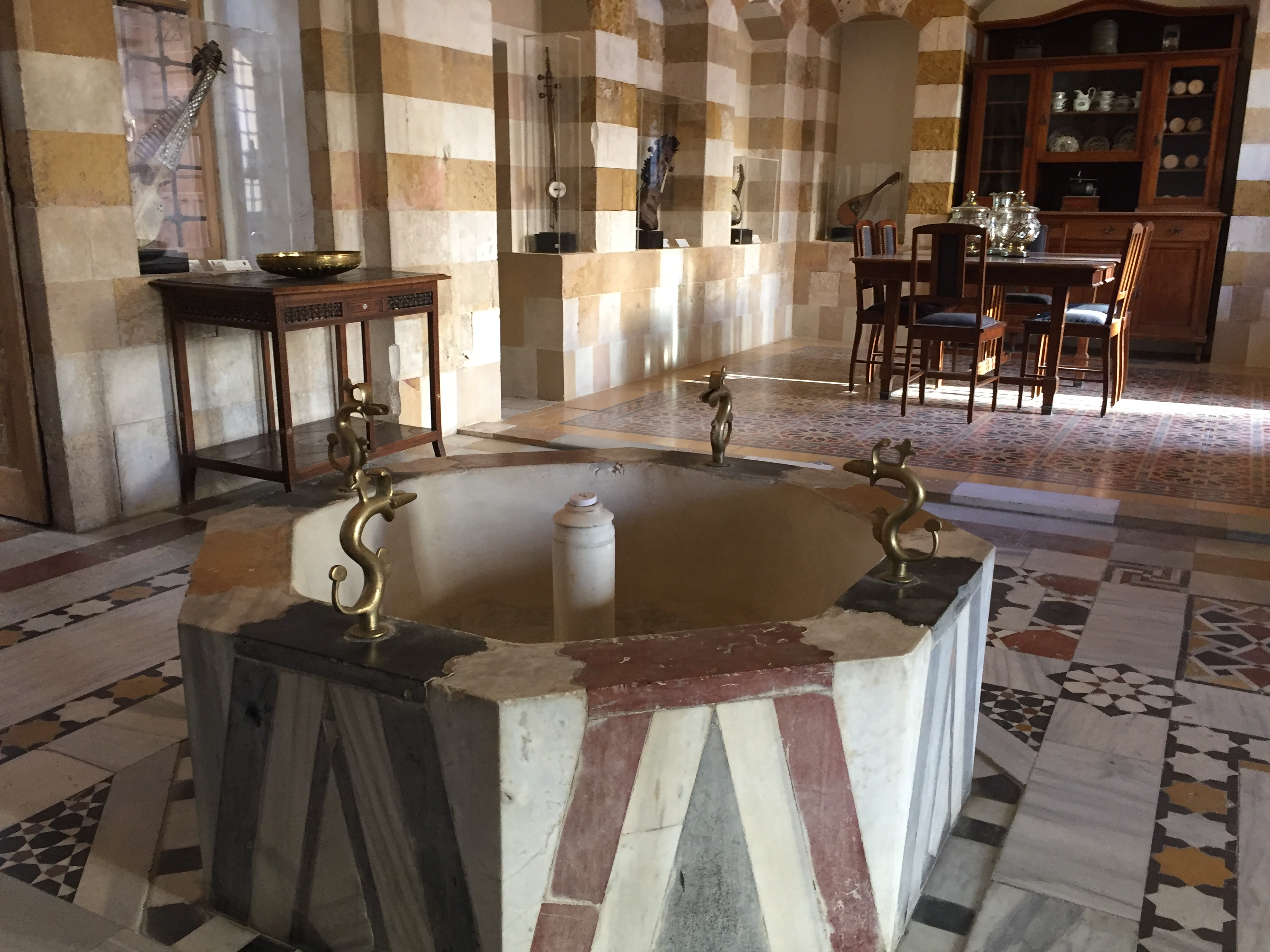
قصر دبانه، وتبدو الجدران المبنية بالمداميك المتناوبة (لأبلق)، والأرضيات الرخامية.

- متحف صيدا التاريخي: أحد القصور العريقة، يعود بناؤه إلى العام 1134هـ/1721 عندما شيده علي آغا حمود، وهو من جملة قصورٍ عثمانيةٍ زهت بها صيدا ودعيت بأسماء ملاكها؛ قصر أباظة وبقي منه بعض الآثار، وقصر الغفري، ودار سليمان باشا الفرنساوي وفد تهدما منذ أمدٍ بعيد، وقصر دبانه وهو هذا المتحف. اشتراه عام 1800م يوسف دبانه، وصُنف معلماً أثرياً عام 1968م، وبقيت العائلة تشغله حتى العام 1978م، وأنشأ آل دبانه عام 2000 مؤسسةً للعناية به، ولايزال يحتفظ بطابعه الشرقي الجميل، بني بتخطيط وأسلوب المدرسة المعمارية الشامية المميز مثل تناوب المداميك البيضاء والحمراء المسمى الأبلق، والانفتاح على الداخل الذي يمثله بهو مركزي مفتوح تطل عليه الغرف المحيطة به، اتخذ سنة 1902 شكله الحالي بإضافة طابقين له، وواجهته الزجاجية التي تنير البهو والسقف القرميدي الأحمر، ويعتبر من أجمل القصور القديمة بأرضياته ذات الرخام الأبيض والمُجزّع ونوافذه ذات الزجاج الملون.[47][115]

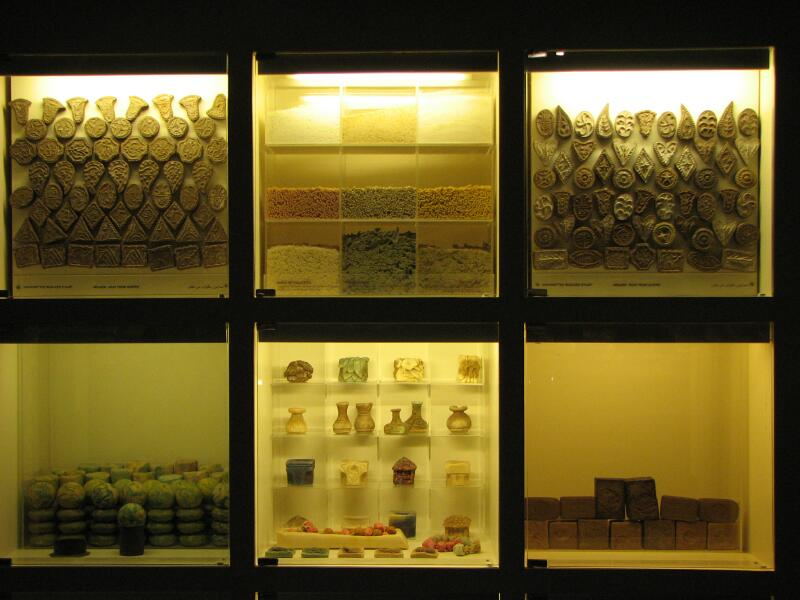
من معروضات متحف الصابون في صيدا.

- متحف الصابون: كان مصنع صابون في القرن السابع عشر وبعض أقسامه يعتقد أنها تعود للقرن الثالث عشر يقع قريباً من القلعة البرية في المدينة القديمة وتوقف عن العمل عام 1975، رممته مؤسسة عودة وافتتح للجمهور في تشرين الثاني/نوفمبر 2000. وهو مخصص لتاريخ الصابون وأنواعه وتقانات صناعته (خاصة من زيت الزيتون) وتطورها، ويقدم عروضاً توضيحية عن تقانة صناعة الصابون التقليدية من زيت الزيتون، وتقاليد الحمام في المشرق العربي. ويعرض المتحف القطع الأثرية الفخارية التي عُثرّ عليها خلال التنقيب في الموقع.

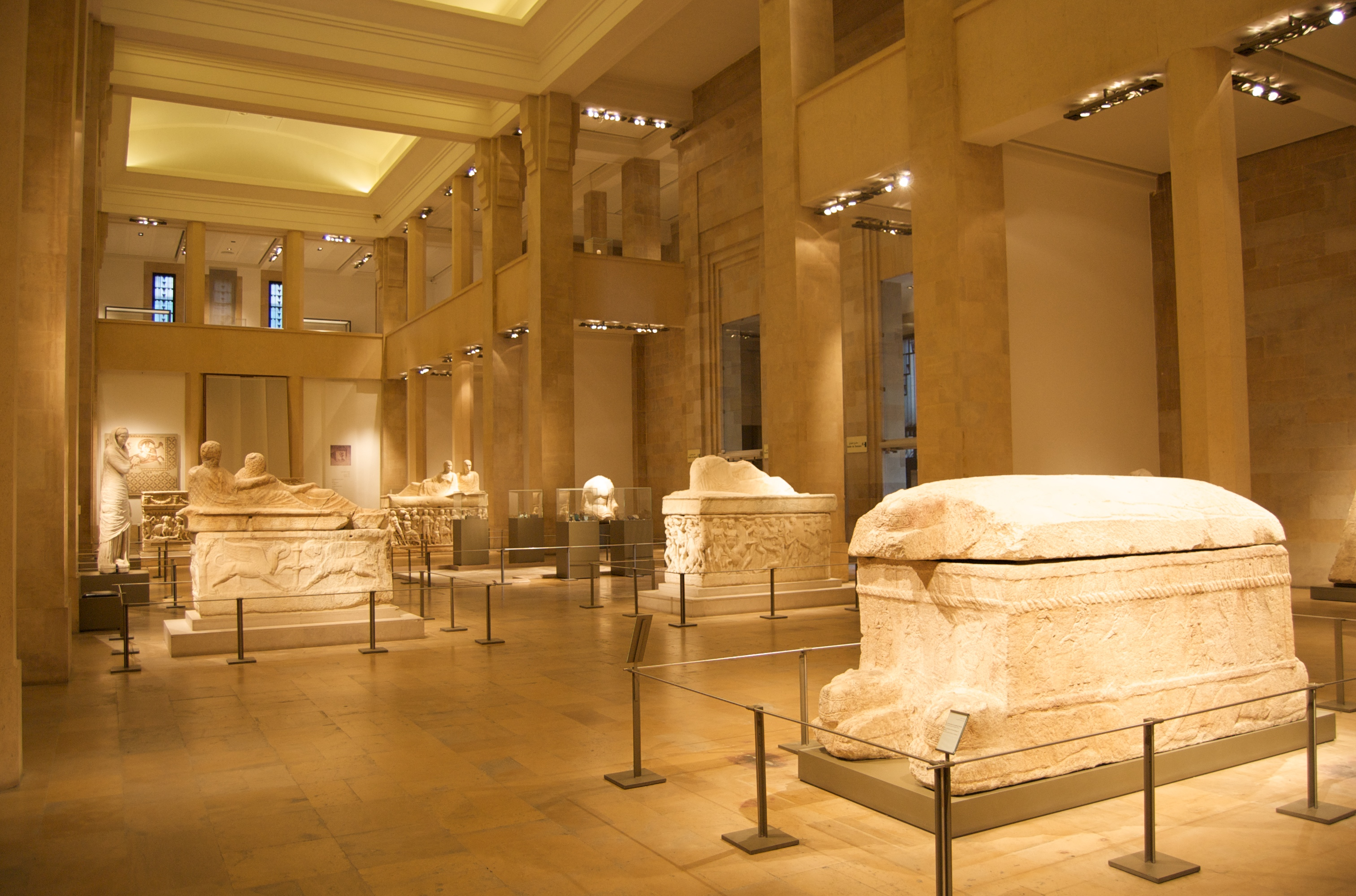
نواويس في متحف بيروت (صورة فوتوغرافية 2009).

- سوق صيدا القديم: ومن مميزاته عرض المنتجات الشرقية والمحلية بأسعار رخيصة.[116]

- المقامات الدينية: تزخر صيدا وجوارها بعددٍ كبيرٍ من المساجد والكنائس إضافةً إلى مقامات الأولياء والقديسين التي ترجع إلى عصورٍ مختلفةٍ ويحترمها المسلمون والمسيحيون واليهود على حد سواء، وأهم هذه المقامات مقام النبي صيدون وكان يقع في البساتين في منطقة البرغوت، أما اليوم فأصبح داخل المدينة، وكانت تحيط به حديقة واسعة، ويعتقد أنه في الأصل معبدٌ للإله الكنعاني صيدون، ومن هنا تسمية المسلمين له بالنبي صيدون، بينما يزعم اليهود بأنه ضريح زبلون من أبناء يعقوب، والضريح خلوٌ من أي دليلٍ ينبئ عن صحة نسبته أو تاريخ بنائه، وكان معظم قُصّاده من اليهود وقلة من المسلمين، ومقام النبي يحيي الذي يقع شرقي صيدا قرب منطقة الحارة.
- مرافئ صيدا: مرفأ صيدا الرئيسي صغير نسبياً، ويتألف من حوض واحد صالح للسفن الصغيرة التي لاتزيد حمولة الواحدة منها عن 1200 طن، وقوارب الصيد، وتبلغ حركته أربعة بالمئة من مجموع حركة المرافئ اللبنانية. ويجري العمل على إنشاء حوض آخر فيه وتطويره نظراً إلى الدور المهم الذي يمكن أن يلعبه. أما صيدا القديمة فكان لها ثلاثة مرافئ هي المرفأ الشمالي ويقع مكان المرفأ الحالي، والمرفأ الجنوبي أو المرفأ المصري ويقع جنوبي المدينة القديمة، والمرفأ الخارجي ويقع في الجزيرة قبالة صيدا.
- كنائس صيدا الأثرية: في مدينة صيدا ثلاث كنائسَ أثريةٍ، إحداها للرّوم الأرثوذكس، والثانية للطائفة المارونية وهما داخل المدينة القديمة، والثالثة للرّوم الكاثوليك وهي خارج سور صيدا القديم في حيّ مار نقولا.
- جوامع صيدا ومساجدها التاريخية: شيد عدد من المساجد داخل صيدا القديمة عند تقاطع الأزقة والدروب التي تفضي هذه الطرق في معظمها إليها. وكان يحفّ بكل مسجدٍ حديقة وارفة الظلال يجلس فيها الناس بعد الانتهاء من أعمالهم يتسامرون أو بانتظار الصلاة، فإذا حان وقت الصلاة أدّوها في وقتها، فالمقاهي لم تكن موجودةً في المدن الإسلامية، ولايعرف كيف وجدت وانتشرت فلا يخلو شارع من شوارع صيدا القديمة منها، وهذه المقاهي ملاصقة تماماً للمساجد.

واللافت للنظر في تخطيط مدينة صيدا الإسلامية أن هذه المساجدَ مقامةٌ على خطين مستقيمين من أقصى جنوب إلى أقصى شمال المدينة، فالمسجد العمري الكبير (وكان مقراً للإسبتارية بنوه سنة 1261م وحُوّل بعد الفتح) ومسجد قطيش ومسجد الكيخيا ومسجد أبي نكله على خط مستقيم واحد، يوازيه على خط آخر مسجد بطاح ومسجد باب السراي ومسجد البحر بمئذنته الأطول في صيدا والذي بناه حسن بن سوّاح عام 775هـ/1373م -بحسب اللوحة فوق مدخله-، أمّا المسجد البرّاني فيقع بحذاء سور البلدة الشرقي من خارجه، ومسجد القلعة البحرية في قلعة البحر وينسب بناؤه للسلطان الأشرف خليل (1291م).
- المقابر: لا بد من الإشارة إلى أهمية المقابر في صيدا، فقد عثرت الحفريات فيها على ناووس (نعش حجري) الملك الصيدوني اشمون عازر الثاني -اكتشف في يناير/كانون الأول 1855 على مبعدة نحو كيلومتر واحد جنوب شرقي بوابة عكا (بوابة الفوقا)-[114] ويوجد حالياً في متحف اللوفر، والمقبرة الثانية وتقع تحت قرية الهلالية عثر فيها على نواويسَ رخاميةٍ شهيرةٍ هي ناووس الإسكندر وناووس الليفي وناووس المرزبان وناووس الندابات وهي موجودة في متحف إسطنبول الأثري، وفي مقبرة عين الحلوة جنوب شرقي صيدا عثر على مجموعةٍ أخرى من النواويس الرخامية وهي حالياً في متحف بيروت الوطني.

## الثقافة والفنون
تُوجَّه انتقادات عديدة حول الإهمال الثقافي الذي تلقَاه مدينة صيدا، والذي وعدت السلطات (منذ فترة التسعينات خصوصاً) بمعالجته،  وقد أعيد منذ عدة سنوات إحياء «مهرجانات صيدا الدولية» واستقطبت حتى الآن عدداً كبيراً من الفنانين اللبنانيين والعرب، وتُقَام حالياً -كل فترة- فعاليات فنية وثقافية في فضاءات مختلفة من المدينة، وتوالت بعدها المبادرات الفردية والجماعية لاسترجاع بعض أمجاد الماضي. ويساهم في هذه الحركة وجود مراكز ثقافية أجنبية كالمركز الثقافي الفرنسي والمركز الثقافي الإيطالي، والتي تُغْنِي التبادل الثقافي بين أبناء المدينة والشعوب الأخرى. أما النشاطات الشبابية وتلك التي تعنى بالأطفال فتشغل حيّزاً كبيراً من النشاطات التي تشهدها المدينة، وهي نشاطات أسبوعية منها الترفيهية والبيئية والكشفية ومسابقات مدرسية ومراكز صيفية ومحترفات رسم وفنون، وتتولى تنظيم هذه النشاطات مؤسسات أهلية وجمعيات شبابية وفي إطار مهرجانات سنوية للثقافة والفن.

### مهرجانات صيدا الدولية
أعيد إحياء مهرجانات صيدا الدولية عام 2016 بمبادرة من عدد من السيدات الناشطات في مجال العمل الاجتماعي والثقافي، واللاتي عملن ضمن «اللجنة الوطنية لمهرجانات صيدا الدولية»، واستطاعت هذه اللجنة في غضون وقت قصير أن تُشْهِرَ المهرجان بين المهرجانات الثقافية في لبنان، وقد أعادت إحياء ذكرى ثقافية من الماضي أيام مهرجانات المسرح العائم وجزيرة صيدا وقلعتها البحرية في منتصف القرن الماضي.

### مركز معروف سعد الثقافي
تأسس «مركز معروف سعد الثقافي» في عام 1988 بقرار وتخطيط من النائب اللبناني الراحل مصطفى سعد، وبتمويل من رجل الأعمال حينها رفيق الحريري. كان الأخير يعرض الدعم على فعاليات المنطقة، فاختار سعد أن يستفيد من دعمه للصالح العام. في المدينة التي فُرض التغيير على بعض هويتها، بات المركز الملجأ الأخير حيث يمارس من لا مكان لهم، فنونهم وثقافتهم وتوجهاتهم الفكرية والسياسية. يقول معروف مصطفى سعد (الحفيد)، مدير المركز، إن المركز يعمل من وحي اسمه. فكما كان بيت جده معروف سعد المناضل الشعبي مفتوحاً للجميع، يفتح المركز أبوابه وقاعاته وملاعبه ومسرحه ومكتبته العامة لكل من يشبهه ويحاكي المبادئ والثوابت التي استشهد لأجلها. وهو يستضيف أنشطة الجمعيات والنوادي والأحزاب والناشطين مجاناً، إن لم يكن طابعها تجارياً، وتتحمل إدارته نفقات تجهيزها وتنفيذها. ولا تخلو أجندته الأسبوعية من أمسية لشعراء هواة أو نشاط لجمعية أهلية أو معرض لحزب لبناني أو فلسطيني.

### خان المير
تشرف عليه حالياً مؤسسة الحريري التي أعادت ترميمه وتجهيزه ليتحول إلى مركز ثقافي لإحياء الحفلات الفنية والمعارض والنشاطات الثقافية على مدار العام أمام الزوار اللبنانيين والعرب.

### المركز الثقافي للبحوث والتوثيق
المركز الثقافي للبحوث والتوثيق هو مؤسسة أهليَّة تُعنى بشؤون الثقافة والفكر والاجتماع والبحث العلمي والحوار الديمقراطي والتربوي، والتي قامت إثر انتهاء ما اصطلح على تسميته بـ«حرب السنتين» أثناء الحرب الأهلية اللبنانية.

### معرض الكتاب العربي والإسلامي
تُنظِّم معرض الكتاب العربي والإسلامي مؤسسة «روابي القدس»، وهو ينعقد سنوياً في صيدا منذ عام 2004.

## التعليم
يدرس آلاف الطلاب في مدارس وجامعات صيدا، ويأتي هؤلاء الطلاب من مختلف مناطق الجنوب وإقليم الخروب والشوف، ولذلك فإنَّ القطاع التربوي يُحَرِّكُ اقتصاد المدينة بشكل غير مباشر. ويبلغ عدد طلاب المدارس الرسمية والخاصة في مدينة صيدا نحو عشرين ألف طالب، فيما يبلغ عدد الطلاب اللذين يتلقون علومهم في جامعات صيدا نحو تسعة آلاف طالب، والقسم الأكبر منهم يعيشون خارج المدينة. ويبلغ عدد المدارس في صيدا: 17 مدرسة خاصة و15 مدرسة رسمية للمراحل التعليمية كافة، وفي المدينة جامعتان رسميَّتان وجامعتان خاصَّتان.
تضم صيدا العديد من الجامعات الخاصة والحكومية:
| الجامعة                                          | النوع  |
| ------------------------------------------------ | ------ |
| جامعة القديس يوسف - USJ                          | خاصة   |
| الجامعة الأمريكية للعلوم والتكنولوجيا - AUST     | خاصة   |
| الجامعة اللبنانية الدولية - LIU                  | خاصة   |
| جامعة الجنان                                     | خاصة   |
| معهد صيدون الجامعي                               | خاصة   |
| الجامعة اللبنانية - المعهد الجامعي للتكنولوجيا   | حكومية |
| الجامعة اللبنانية - كلية الادب والعلوم الإنسانية | حكومية |
| الجامعة اللبنانية - كلية الحقوق                  | حكومية |
| الجامعة اللبنانية - كلية الصحة                   | حكومية |

## المواصلات

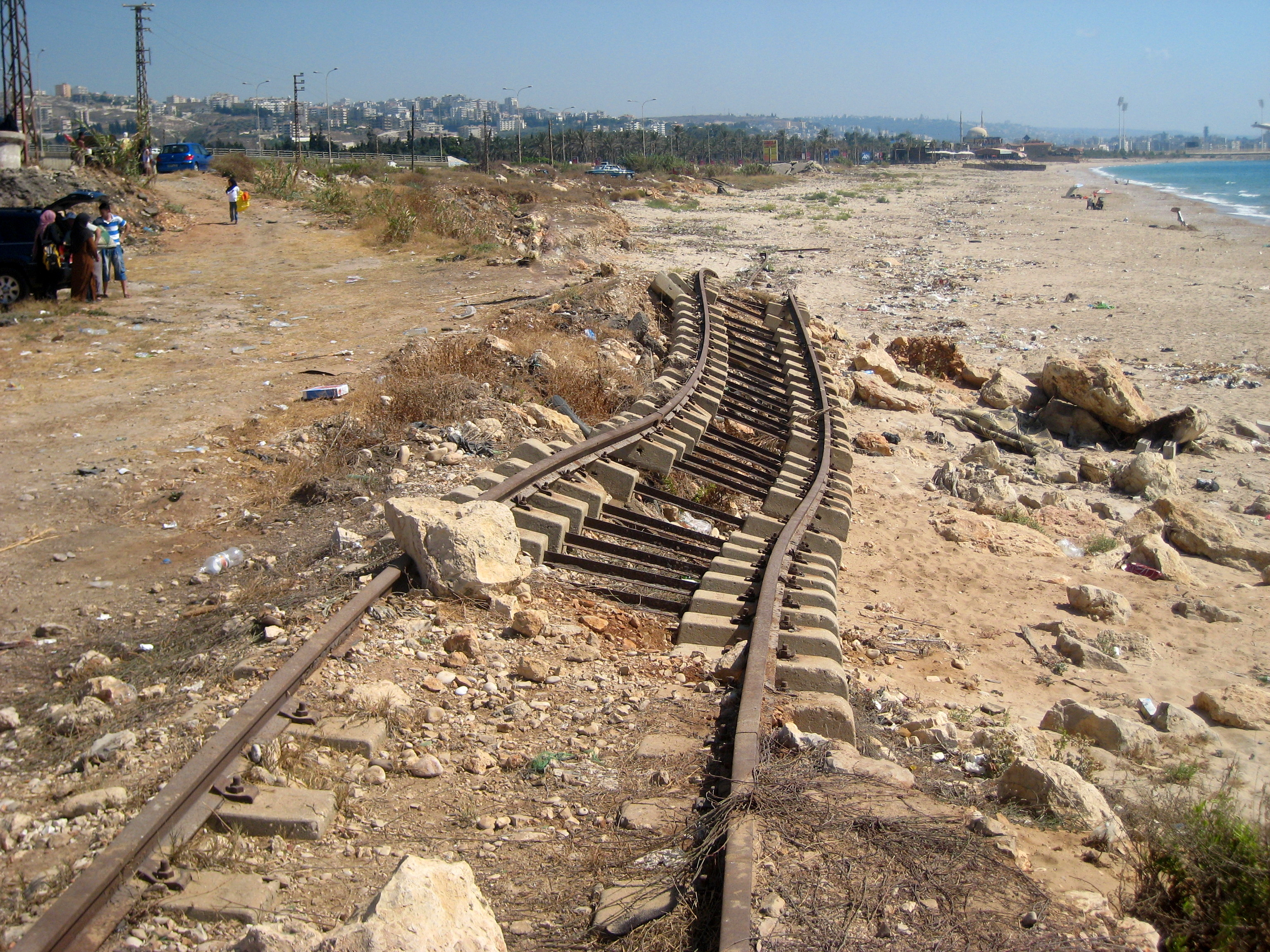
أطلال سكة حديدٍ دمَّرها مد البحر، على ساحل مدينة صيدا.

منذ العصور القديمة كانت المواصلات بين صيدا وبيروت والمدن الكبرى المجاورة معتمدةً على قوافل الإبل التي لها طرقٌ ومحطَّات (خانات) مُخصَّصة للسفر، وكانت الرحلات بين صيدا وبيروت خصوصاً شبه يومية في وتيرتها، إما للتجارة أو للزيارة أو غير ذلك، وكانت الرحلة بين المدينتين تستغرق ما بين ست إلى تسع ساعات، وكان توقف القافلة في محطّاتٍ مشهورةٍ للراحة والطعام منها «خان السعديات». وقد شرعت الدولة العثمانية في تأهيل الطريق بين صيدا وبيروت منذ عام 1863 بعدما صدر قانون لتنظيم الطرق، والذي تبعه قانون الطرق والمعابر في عام 1869، على أن السلطات العثمانية لم تُكْمِل إنشاء طريقٍ مُعبَّد بين المدينتين حتى عام 1902، حينما افتُتِحَ الطريق أخيراً لسير العربات، وعُهِدَ بصيانته إلى مهندس ولاية بيروت «بشارة أفندي». وقد امتدَّ هذا الطريق عبر بلدة برج البراجنة ليتّصل بطريق صيدا، وأسِّسَت في عام 1902 شركة «عبد الفتاح النعماني» للنقل المنتظم بين بيروت وصيدا، وكانت تُسيّر عرباتها كل صباح من بيروت وتبيت المساء في صيدا بمقرّها بجوار دار الحكومة. وتبعتها عدّة شركات للنقل منها شركة «جورج فَرْشَلي» (1903) و«الحاج زكريا فتوح» (1906)، وكانت العربة الواحدة تتسع لنحو خمسة ركاب، وأجرتها نصف مجيدي لكل راكب (أي عشرة قروش عثمانية).
وظلَّ الطريق العثماني هذا مستعملاً بكثافة لمدة ستين عاماً تقريباً رغم تعطّله في بعض الأحيان مثلما حدث عتد انهيار جسر الدامور في عام 1906 ثم 1911، وقد انضمَّت السيارات إلى عربات الخيول منذ سنة 1908، وأصبحت السيارات تقطع المسافة نفسها بما بين ساعتين إلى ساعتين ونصف ساعة. وبعدئذٍ شقّت الحكومة اللبنانية طريقاً سريعاً (أوتوستراد) يمتدّ بين مقام عبد الرحمن الأوزاعي وقرية خلدة والدامور، فأُهْمِلَ منذئذٍ الطريق العثماني القديم. وقد تشكَّلت فيما بعد شركة لنقل الركاب على طريق بيروت وصيدا الجديد، كما تضمَّنت المواصلات نقلاً بحرياً بباخرة صغيرة بين مرفأ صيدا ومرفأ بيروت سيَّرته شركة «نحاس إخوان» منذ عام 1897.
وتُوفِّر «مؤسسة أحمد الصاوي زنتوت» نقلاً منتظماً بالحافلات بين بيروت وصيدا منذ منتصف القرن العشرين، وتنطلق رحلاتها حالياً من «ساحة النجمة» في صيدا يومياً كل نصف ساعة تقريباً. وتحتكر شركة «الصاوي زنتوت» خطَّ النقل بين المدينتين حالياً رغم قِدَم أسطول حافلاتها ومشكلات الصيانة فيه.
كانت صيدا واحدةً من محطات خطوط السكك الحديدية في لبنان التي أنشئت أولاها في عام 1891، واستلمتها الدولة اللبنانية من الانتداب الفرنسي في سنة 1956 وأنشأت بعدها بخمس سنوات «مصلحة سكك حديد دولة لبنان»، إلا أن عمل القطارات في نقل الركاب توقف منذ سنة 1975 بسبب الحرب الأهلية اللبنانية، ولو أنها استمرَّت بنقل البضائع حتى عام 1983، حينما قصفت القوات الإسرائيلية جسر سكة الحديد الممتدّ فوق نهر الأولي على حدود قضاء صيدا وهدمته.

## الرياضة

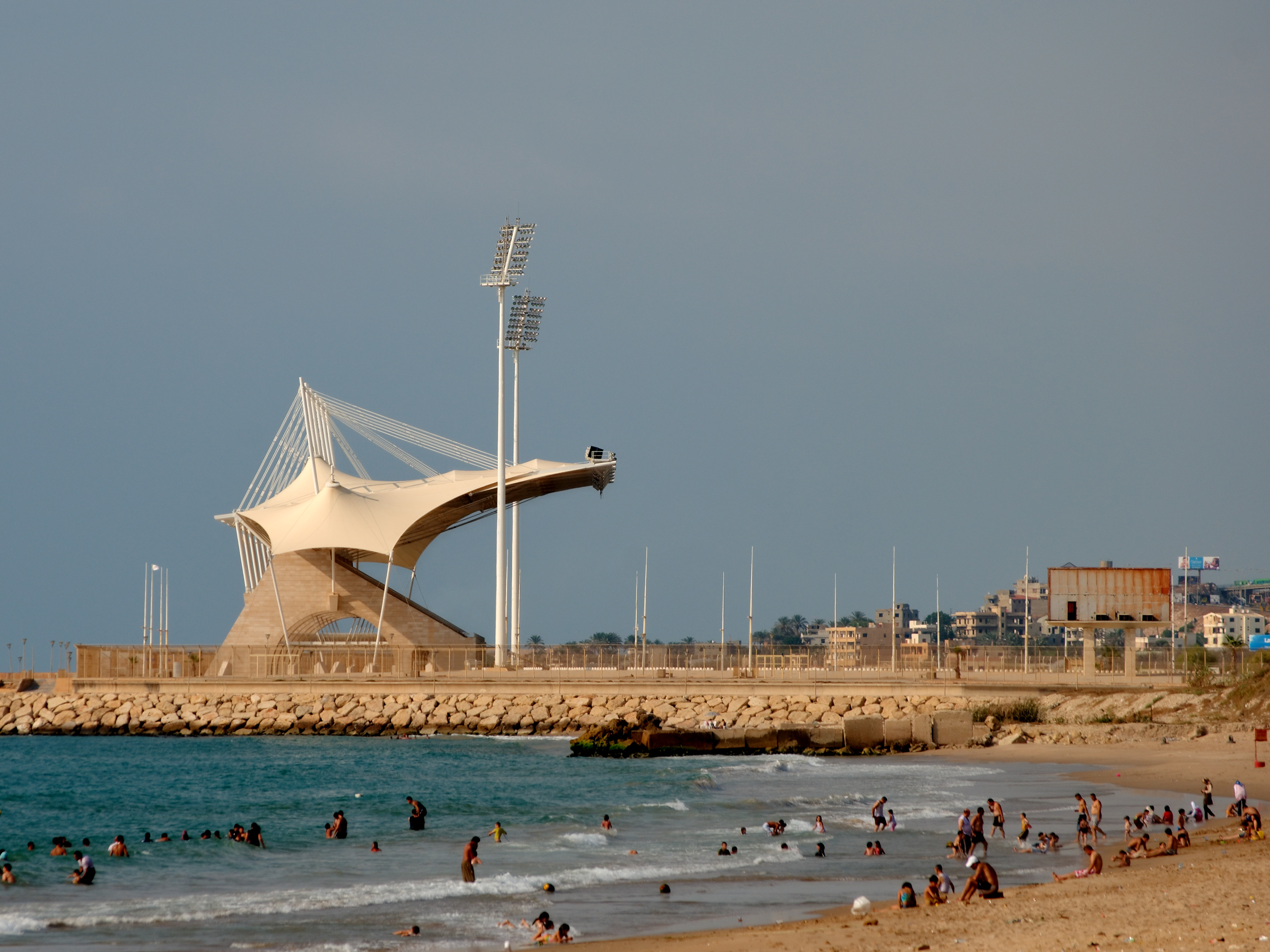
ملعب صيدا الدولي.

استضافت بيروت إلى جانب طرابلس وصيدا، كأس آسيا في كرة القدم لسنة 2000 وهناك معلب دولي في صيدا وهو ستاد صيدا الدولي وملاعب أخرى مثل ملعب الشباب الغازية وملعب البابلية، ويتخذ فريق النادي الأهلي صيدا من صيدا مركزاً له. ومن الرياضات القديمة في مدينة صيدا رياضة المصارعة اليونانية الرومانية الحديثة ومصارعة الكاتش. ووصل هذا النوع من الرياضات إلى المدينة عن طريق الزيارات التي كانت تقوم بها الفرق الرياضية الفرنسية إلى صيدا، ومن الرياضيين الصيداويين القدامى في رياضة المصارعة عبد الغني الصباغ.
وتقام في صيدا أيضاً أنواع أخرى من الأنشطة الرياضية، منها أنشطة خاصة برياضة الفنون القتالية، وأنشطة خاصة برياضة ركوب الخيل والفروسية. وتنظم صيدا دوراتٍ رياضيةً مثل الدورة الرياضية التي حملت عنوان «العودة حقي وقراري» والتي أقيمت في مخيم عين الحلوة/منطقة صيدا.
وقامت بلدية مدينة صيدا بإطلاق الشبكة الرياضية والتي تسعى لرفع كفاءة الأنشطة الداخلية وتعزيز الشراكات الاستراتيجية، ومحاولة استقطاب وتنمية نوادٍ رياضيةٍ ومواردَ بشريةٍ ذات كفاءةٍ عاليةٍ إلى المدينة.

## توأماتها
وصيدا مدينة توأم للمدن التالية:
- كونستانتسا، رومانيا
- صوفيا، بلغاريا
- أوديسا، اكرانيا
- سوتشي، روسيا

وتتعاون صيدا ثقافياً بشكل رسمي مع  ليون، فرنسا

## أعلام صيدا

### في العصور القديمة والوسيطة
- زينون الصيدوني (150؟- بعد 73ق.م.): فيلسوف كنعاني سوري من مواليد صيدا، يُّعد من أساطين المدرسة الأبيقورية في القرن الأول قبل الميلاد.
- أنتيباتر صيدا: كان شاعراً يونانياً في النصف الثاني من القرن الثاني الميلادي وهو من مواليد صيدا.
- تيبيريوس يوليوس عبديس بانتيرا: جندي روماني وُلد في صيدا بحسب ما هو مسجل على قبره الذي عثر عليه في ألمانيا في القرن التاسع عشر.
- زنوبيوس وشقيقته زنوبيا: من أوائل الشهداء المسيحيين، جرى إعدامهما حوالي العام 290 بعد الميلاد اثناء حكم الإمبراطور دقلديانوس.
- هشام الجرشي الصيداوي: (ت 156هـ) من رجال الحديث، له رواية عن مكحول ونافع وابن المبارك ووكيع.[51]
- ابن جُمَيع الغساني: أبو الحسين محمد بن أحمد الغساني، الحافظ الصيداوي (305-402هـ/917-1012)، عالم بالحديث ورجاله، أحد الأئمة الثقات، رحل في طلب الحديث إلى الشام ومصر والعراق والجزيرة وفارس، وله كتاب «معجم الشيوخ».[51][131][هامش 21]

### في العصر الحديث
- يوسف الأسير (17-1889): شيخ عالم في علوم العربية، من عائلةٍ صيداويةٍ معروفةٍ تنسب لأحد أجدادها وكان أسيراً لدى فرسان مالطة، درس في دمشق والأزهر، درّس العربية في مدرسة المعلمين في إسطنبول ومدارس ييروت، شغل منصب مفتي عكا وأول نائبٍ عام (مُدّعٍ عام) لمتصرفية جبل لبنان.
- د. اسكندر البارودي (1856-1921): خريج الطب في الكلية السورية (1882) (الجامعة الأمريكية لاحقاً)، رئيس تحرير مجلة «الطبيب» (1895-1915)، له مقالات في مجلتي الهلال والمقتطف المصريتين، ومؤلفات طبية وعلمية.[132]
- رضا الصلح (1856-1927): خريج المدرسة السلطانية للإدارة في الأستانة، تولى قائمقام النبطية، ثم صور، فصيدا (95-1898)، نائب عن ولاية بيروت في مجلس المبعوثان العثماني لدورتين (1909، 1913)، حكمه الديوان العرفي في عاليه بالنفي مع ابنه رياض إلى إزمير (16-1917)، نائب عن صيدا في المؤتمر السوري العام بدمشق (19-1920)، وزير داخلية في حكومة علي رضا الركابي بدمشق (9 آذار/مارس - 3 أيار/مايو 1920) في عهد فيصل الأول بعدما أعلن المؤتمر السوري العام المملكة السورية العربية لسوريا الكبرى، ثم -بعد استقالة الوزارة- رئيساً لمجلس الشورى حتى 25 تموز/يوليو 1920.[87][90]
- توفيق بدوي البساط (1891-1916): درس في المدرسة الخيرية الإسلامية التابعة لجمعية المقاصد الخيرية الإسلامية، تخرج من المدرسة السلطانية العسكرية في دمشق سنة 1914، اعتقل وحوكم في الديوان العرفي في عاليه لمجاهرته بعدائه للاتحاديين، وشنق في بيروت مع شهداء 6 أيار في (6-5-1916).[133]
- رياض الصلح (1893-1951): نائب عن صيدا في المؤتمر السوري العام بدمشق (19-1920)، نائب صيدا (43-1951)، رئيس الوزارة التي أعلنت الاستقلال، رأس ست وزارات ما بين (43-1951)، اغتيل في 16-7-1951 في عمان في ختام زيارةٍ إلى الأردن بدعوةٍ من الملك عبد الله.[87][134]
- أحمد عارف الزين (1881-1960): من رجال النهضة الأدبية، أسس مطبعة العرفان، وأصدر مجلة العرفان (09-1956) ونشر فيها لكبار الكتاب مثل شكيب أرسلان وعارف النكدي وفارس الخوري وأمين الريحاني ويوسف أسعد داغر ومحسن الأمين، وقصائد لكبار الشعراء، أسس جريدة «جبل عامل» الأسبوعية (1912)، له كتاب «تاريخ صيدا» (صدر 1913).[135]
- عادل عسيران (05-1998): من رجالات لبنان الحديث، رجلُ دولةٍ لبنانيٍّ بارز، ورئيس سابق لمجلس النواب اللبناني للفترة (53-1959).
- معروف سعد (10-1975): سياسي قومي عربي لبناني، يعد من أبرز شخصيات مدينة صيدا، حارب في فلسطين متطوعاً في جيش الإنقاذ (1948م)، نائب عن صيدا لأربع دوراتٍ متتالية (57-1972)، قام بمشاريعَ عديدةٍ خلال رئاسته بلدية صيدا (63-1973)، أسس التنظيم الشعبي الناصري (1973)، توفي إثر إطلاق النار عليه أثناء تظاهرةٍ مناهضةٍ للحكومة (6-3-1975)، يعد اغتياله شرارة اندلاع الحرب الأهلية قبل حادثة عين الرمانة.[100]
- مصطفى سعد (1951-2002): سياسي، الابن الأكبر لمعروف سعد وخَلَفُه في رئاسة التنظيم الشعبي الناصري، تعرض لتفجيرٍ (1985) بسبب مواقفه من الاحتلال الإسرائيلي (82-1985) توفيت فيه ابنته وفقد بصره. نائب صيدا لثلاث دورات: (1992، 1996) وفيهما كان الوحيد الذي فاز كمرشح منفرد، و2000 وفيها حاز أعلى مجموع أصوات انتخابية في تاريخ لبنان (211 ألفاً).[136]
- ريمون عودة (1932-...): اقتصادي وسياسي لبناني فلسطيني، وأحد مؤسسي بنك عودة، ووزير شؤون المهجرين في حكومة فؤاد السنيورة الثانية (11-7-2008 إلى 9-11-2009).
- رفيق الحريري (1944-2005): رجل أعمال، وزعيم لبناني، ورئيس وزراء عدة حكومات في الفترة (92-1998)، والفترة (02-2004)، أحدث اغتياله ضجةً كبرى وتداعياتٍ عديدةٍ على مستوى لبنان والمنطقة.
- علي عسيران (1947-...): نائب عن صيدا لدورات 1992، و1996، و2000، و2005، و2009، ووزير إعلام في حكومة رفيق الحريري (92-1995).
- بهية الحريري (1952-...): نائبة لدورات 1992، و1996، و2000، و2005، و2009، وزيرة التربية والتعليم في حكومة فؤاد السنيورة الثانية (11-7-2008 إلى 9-11-2009).
- سعد الحريري (1970-...): سياسي ورجل أعمال لبناني، رئيس الحكومة اللبنانية فترتين (9-11-2009 إلى 12-1-2011)، (21-12-2016 إلى 3-11-2017)، ورئيس الحكومة المكلّف منذ 22 أكتوبر 2020.
- محمد عسيران: مفتي الشيعة الجعفرية في صيدا ومنطقة الزهراني في جنوب لبنان، يعرف بمواقفه السياسية والدينية المعتدلة.
- د. فؤاد السنيورة (1943-...): أستاذ جامعي في الاقتصاد، اقتصادي وسياسي لبناني، شغل منصب وزير مالية في حكومات رفيق الحريري، ثم رئيس حكومة (19 يوليو 2005-9 نوفمبر 2009)، نائب عن المقعد السني في صيدا بانتخابات 2009 لأول مرة.

## معرض الصور

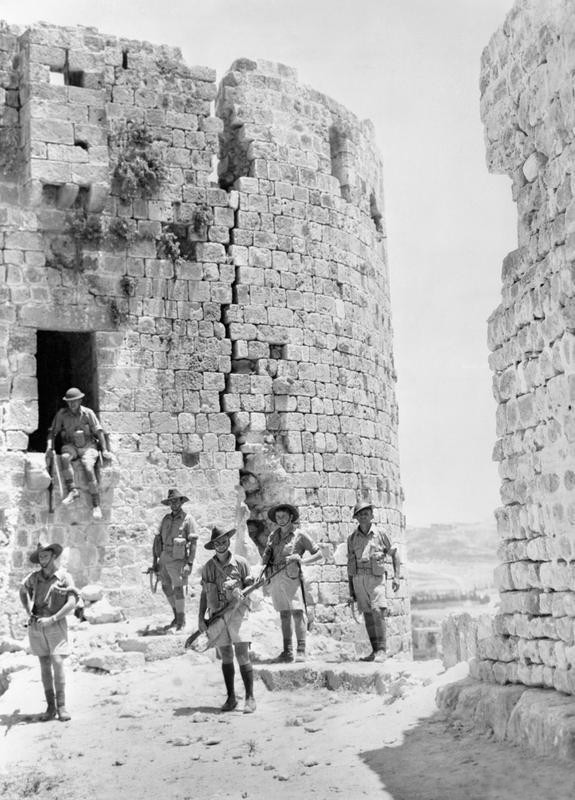
الجنود الأستراليون في أطلال قلعة صيدا البحرية، 1941
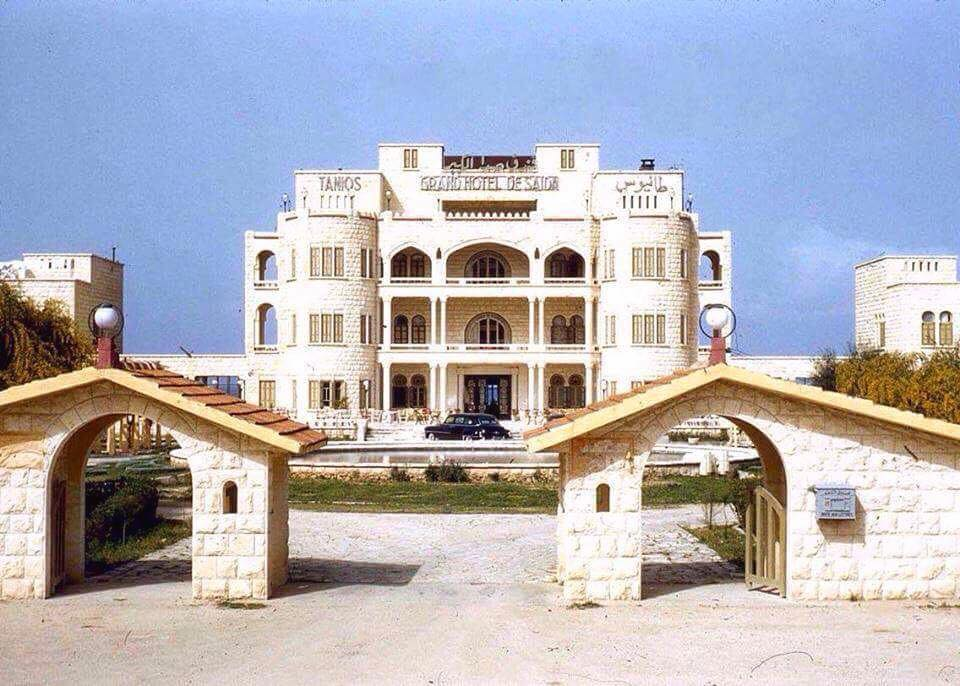
فندق صيدون الكبير
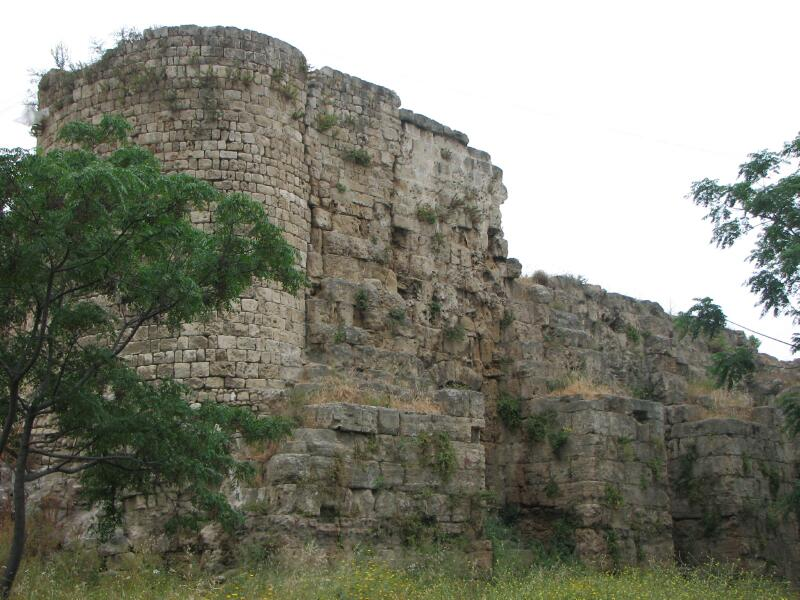
قلعة المعز - قلعة صيدا البرية
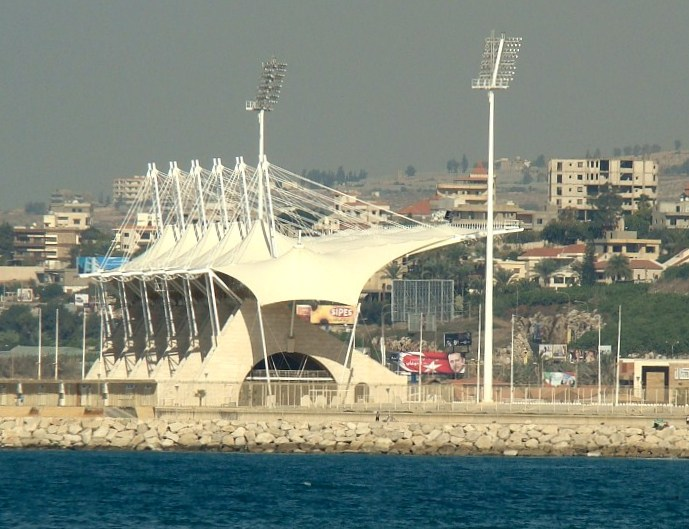
ملعب صيدا البلدي
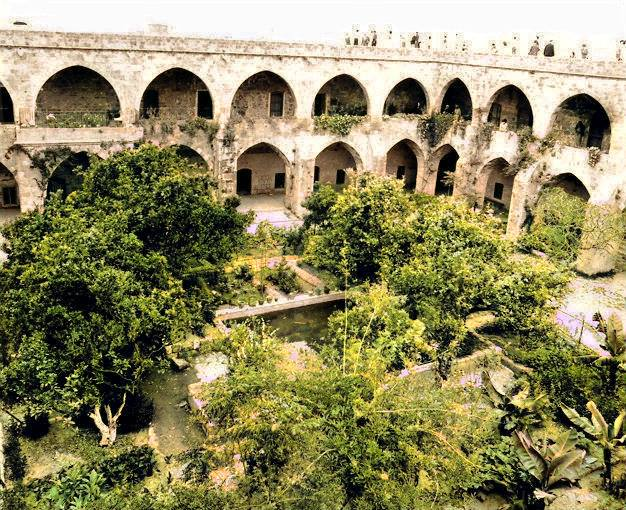
خان الإفرنج
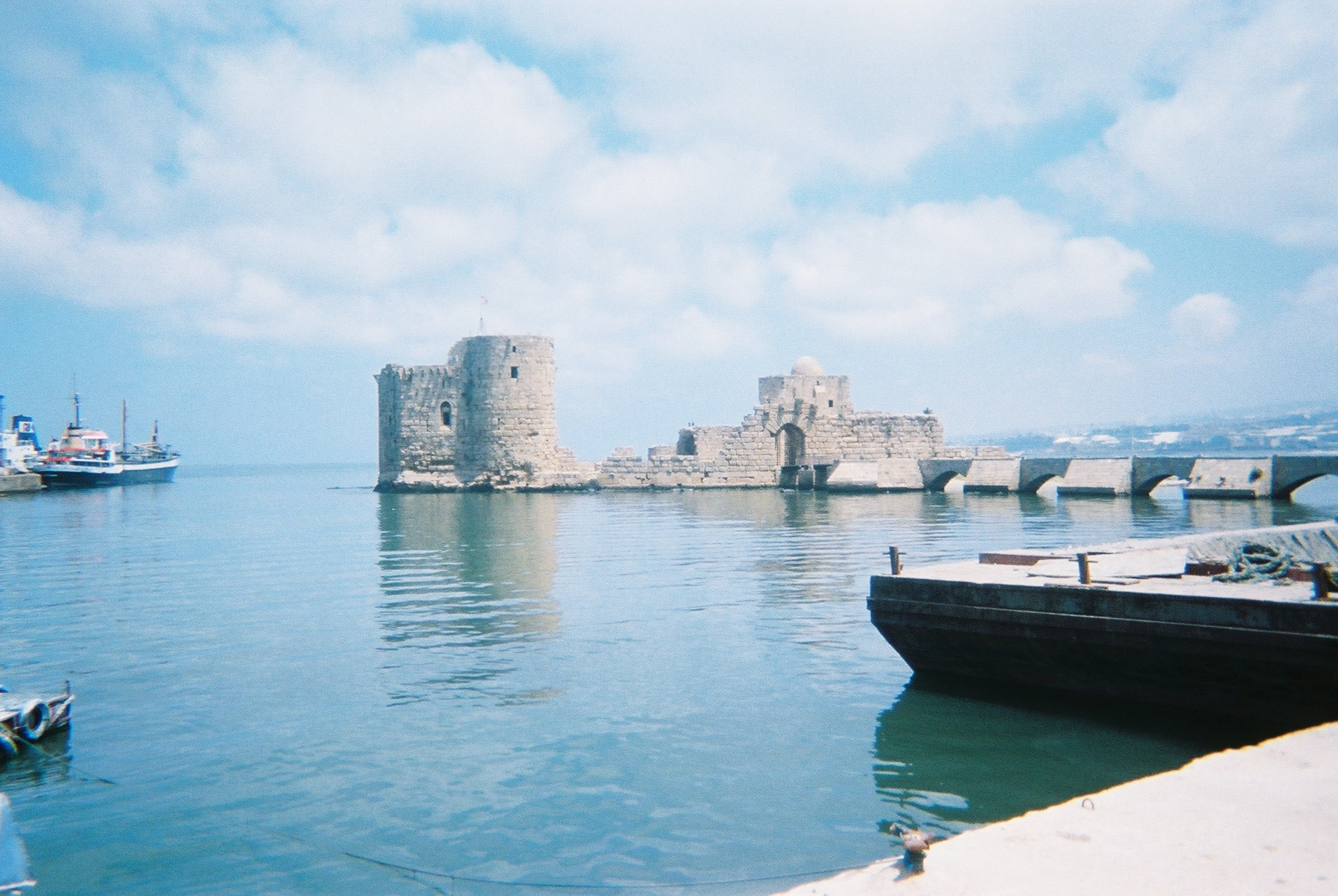
قلعة صيدا البحرية
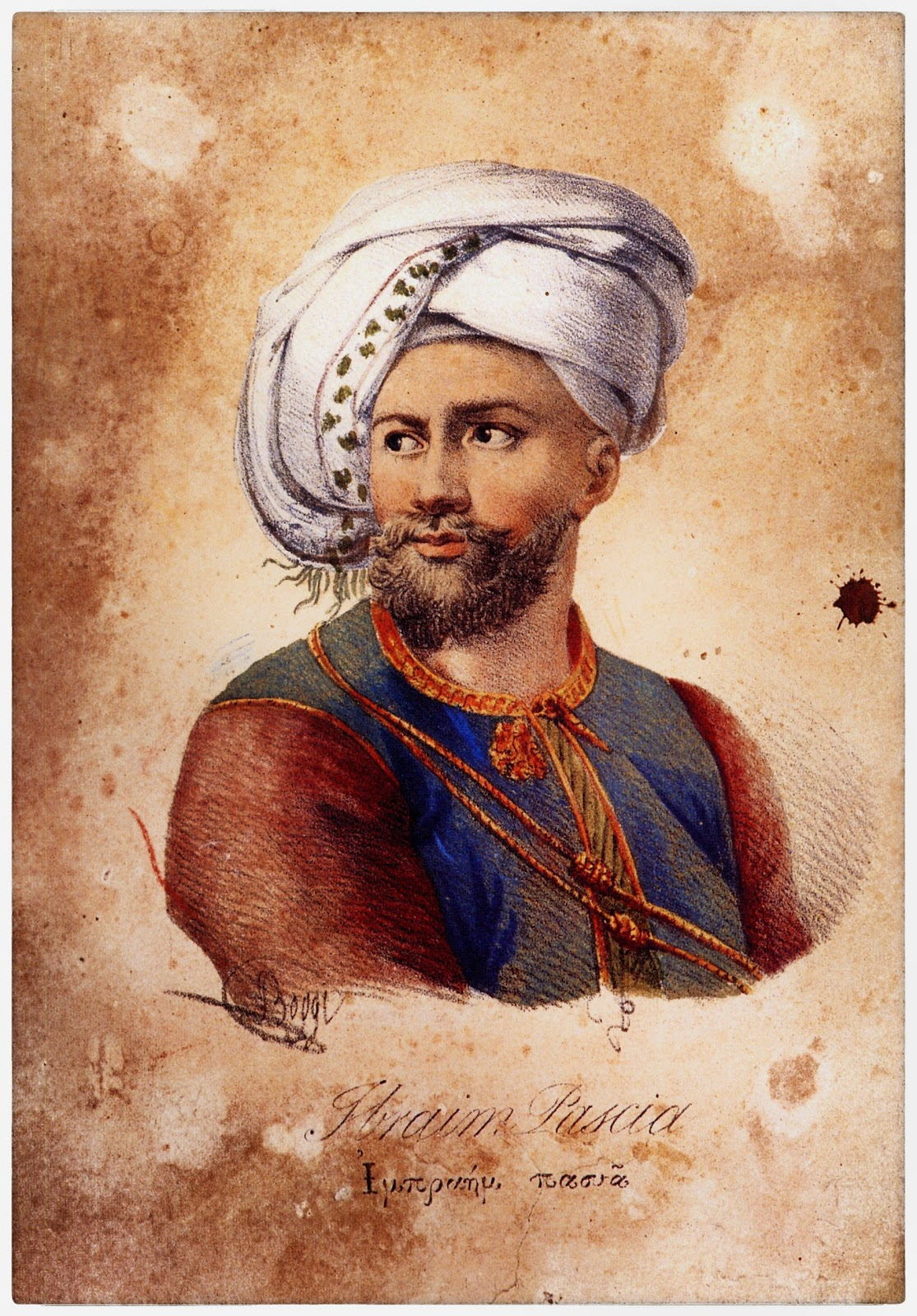
إبراهيم باشا قائد حملة بلاد الشام (31-1840)، فكر بجعل صيدا قاعدة له.
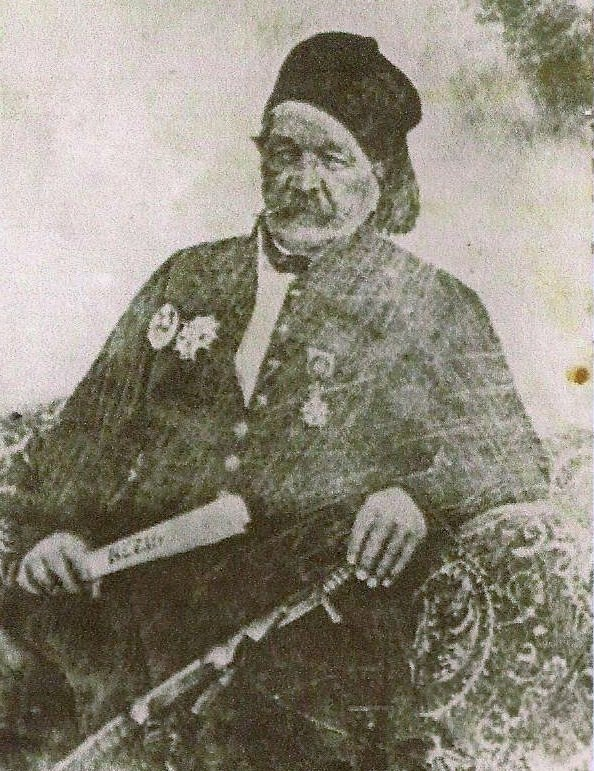
سليمان باشا الفرنساوي أو الكولونيل سيف مساعد محمد علي في تأسيس الجيش المصري الحديث. بنى سور صيدا البري.
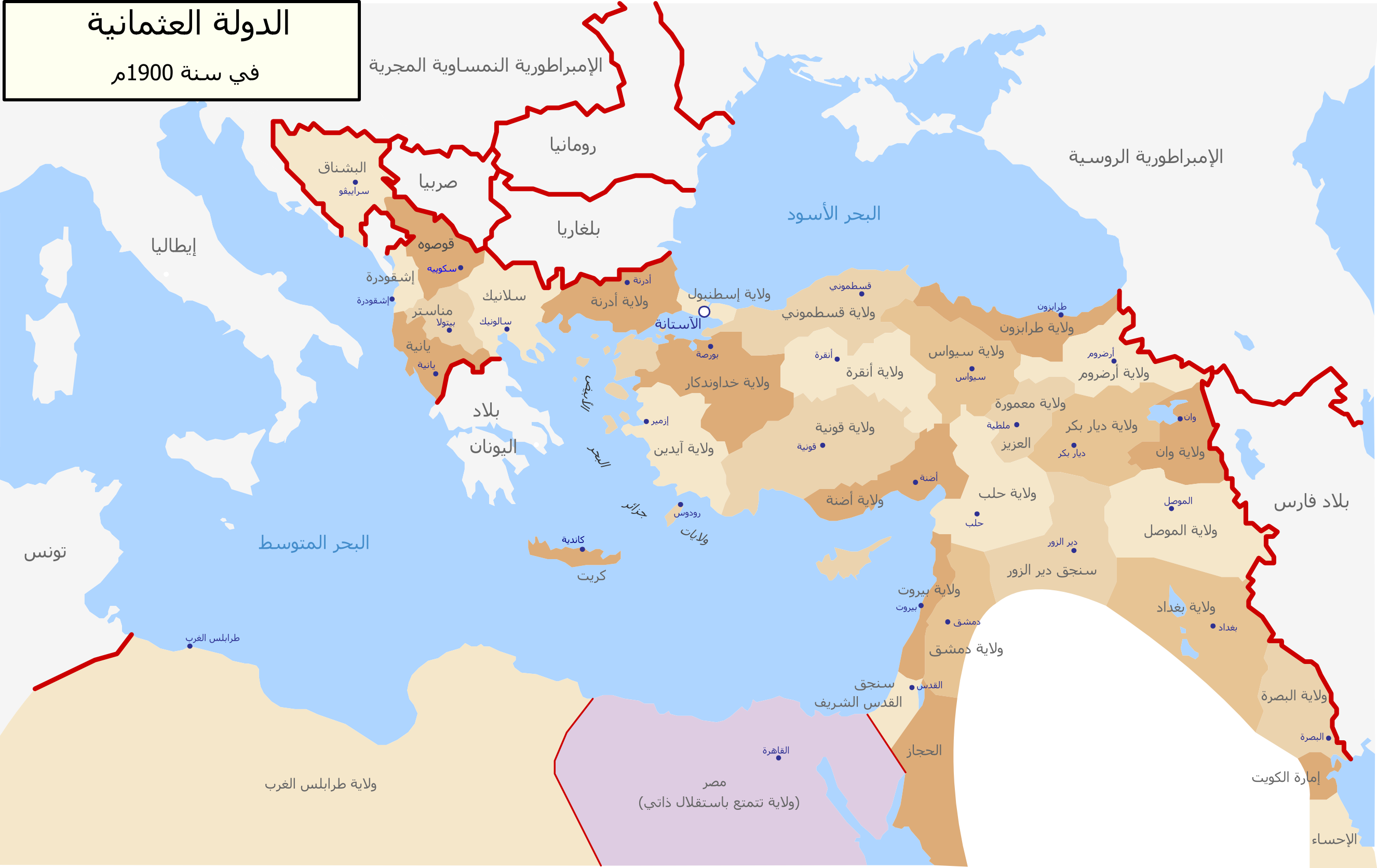
ولايات الدولة العثمانية عام 1900م.
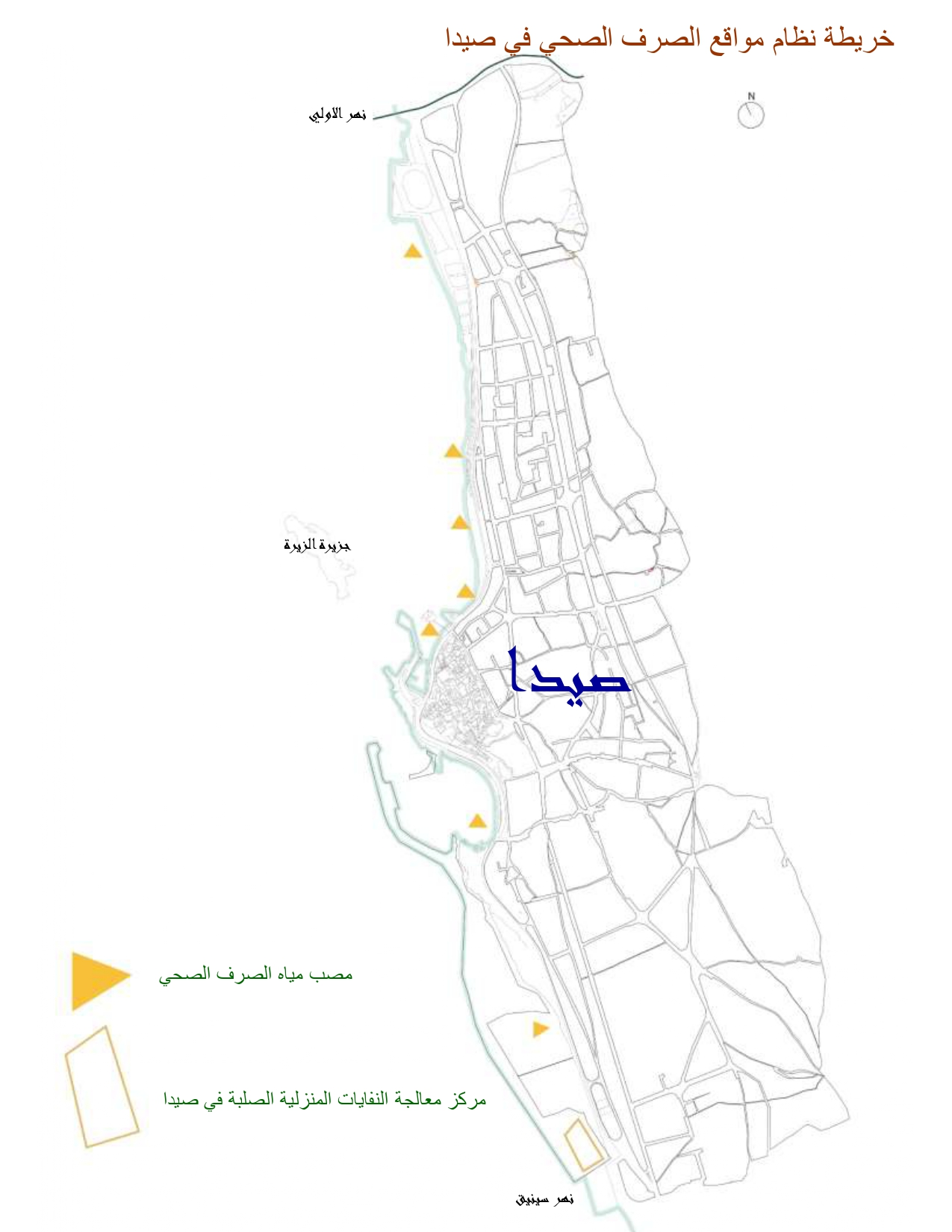
خريطة لمدينة صيدا توضح المسار الذي تتخذه مياه الصرف الصحي للمدينة

## اقرأ أيضًا
- قلعة صيدا
- سهل صيدا
- متحف صيدا التاريخي
- صيدا (توضيح)
- إيالة صيدا

## الهوامش
1. ↑  يقول أسد رستم: "الفينيقيون -كشعبٍ- افتراضٌ غير موجود"، إذ إن لفظ "الفينيقيين" هي كلمة ابتدعها الإغريق للحديث عن سكان المدن الكنعانيّة على سواحل بلاد الشام، وهي كلمة مشتقّة من اسم صبغة أرجوان صور التي اشتُهِرَت بها هذه المدن، بل إن الإغريق أطلقوا اسم الفينيقيين على سكان كريت وقتئذٍ لاشتغالهم باستخراج وتحضير الصباغ الأرجواني. وأما سكان صيدا وصور وغيرها من المدن المشهورة بأنها "فينيقية" فكانوا من الكنعانيين وعرفوا بلادهم باسم بلاد كنعان (منير الخوري، "صيدا عبر حقب التاريخ"، ص 21-22، نقلاً عن د. أسد رستم: مجلة الإذاعة اللبنانية، شباط 1965م). ويعتمد هذا المقال -بناءً على ما سبق- تسمية "الكنعانيّين"، مع ذكر اسم "الفينقيين" أو "فينيقيا" أو "اللغة الفينيقية" في الصياغات الموجبة لذلك حصراً، وعلى صعيد الالتزام بأمانة الاقتباس فقط.
2. ↑  والأرجح في تسميتها صيدون أنه من الجذر الكنعاني-العربي صَيَدَ (من صاد يصيد: الفعل المعروف)، والواو والنون لاحقة تفيد التصغير للتحبب الموجودة في الكنعانية والعربية (مثل قاسيون (بمعنى الجبل القاسي الصغير) وهو الجبل المطل على دمشق)، وقد شاعت هذه اللاحقة في أماكن استيطان الكنعانيين وانتشار الكنعانية مثل شبه الجزيرة الإيبيرية وشمال إفريقيا، فنجدها لاحقاً في الأسماء الإيبيرية العربية مثل خلدون وعبدون وزيدون، أما الألف في صيدا فهي "ال" التعريف في الآرامية (من ذلك مثلاً يسمى "القداس الإلهي" في الآرامية "قربانا قديشا" (ܩܘܪܒܢܐ ܩܕܝܫܐ) أي "القربان المقدس")، تضاف هذه الألف نهايةَ الكلمة (صيدا بمعنى بلد الصيد)، وقد شاعت -بدلاً من الاسم الكنعاني صيدون- مع انتشار الآرامية محل الكنعانية وغدتِ الاسم الرسمي مع الفتح الإسلامي.
3. ↑  المدن العشر الأقدم -حسب قائمة اليونسكو- بالترتيب مع تاريخ تأسيسها المقدر: أريحا-فلسطين (10,000 ق.م)، جبيل-لبنان (5,000 ق.م)، حلب-سوريا (4300 ق.م)، دمشق-سوريا (4300 ق.م)، شوشان-إيران (عربستان) (4200 ق.م)، الفيوم-مصر (قبل 4,000 ق.م)، صيدا-لبنان (4,000 ق.م)، بلوفديف-بلغاريا (قرابة 4,000 ق.م)، غازي عنتاب-تركيا (3,650 ق.م)، بيروت (قرابة 3,000 ق.م). (المرجع المذكور).
4. ↑  باللاتينية phoinikies وتعني البنفسجيون أو الأرجوانيون نسبةً للصباغ الأرجواني المُسمَّى أرجوان صور، وهو صباغ كان يستخرج من نوعٍ خاص من الصدف البحري يتوافر على الساحل الشرقي للمتوسط، وقد شُهرَت به صيدا وصور وأرواد وبعض المدن الكنعانية شرقي المتوسط في العصر القديم. ذاع لفظ "الفينيقيِّين" بين المستشرقين في الإشارة إلى قسمٍ من المدن الكنعانية على سواحل بلاد الشام وهي المنطقة الوسطى الممتدة ما بين أرواد وصور لشهرتها بإنتاج ذاك الصباغ، رغم أن الكنعانيِّين لم يطلقوا على أنفسهم هذا الاسم (انظر الهامش الأول لسبب اعتماد تسمية "الكنعانيين" في هذا المقال). والكنعانيون قبائلُ مهاجرةٌ من الجزيرة العربية توطنوا فلسطين (أريحا مثلاً)، وانساحوا إلى الشمال على ساحل بلاد الشام حتى أضنة جنوب تركيا، وفي معجم لسان العرب لابن منظور: "كنع كنوعاً وتكنّع: تقبّض وانضم.. وكنعَ النجم أي مال للغروب.. وكنعان بن سام بن نوح إليه يُنسب الكنعانيون وكانوا أمةً يتكلمون بلغةٍ تضارع العربية"، فكنعان تعني بلاد الغرب لسكان بلاد الرافدين، وثَمَّ ثلاثة أسماءٍ رافديةٍ (عراقية) قديمةٍ تشير لبلاد الشام؛ مارتو بالسومرية وأمورّو بالأكدية وكنعان بالبابلية، (انظر د. محمد مُحَفّل: "دمشق الأسطورة والتاريخ"، الأمانة العامة لاحتفالية دمشق عاصمة الثقافة العربية، دمشق، 2008، ص 86)، ومنه نجمٌ كنعانٌ (على وزن فعلان): نجمٌ غاربٌ، وأرض كنعان بلاد الشمس الغاربة.
5. ↑  أو ساويرُس، وقد ذكره د. سالم في المرجع آنف الذكر "سبتيموس سڤروس" -باللفظ اللاتيني- لكنا أثبتناه بلفظه الكنعاني "سَويروس" كما قرره أسد رستم (انظر د. أسد رستم: "الروم في سياستهم وحضارتهم ودينهم وثقافتهم وعلاقتهم بالعرب"، ص 37.) وذكره د. محمد بهجة القبيسي سيبتيموس سيفيروس أرابيكوس أو سبطيم سَفير العربي، لا سيما وأن الإمبراطور سَويروس -وقد حكم ما بين 193 و211م، وهو باني قوس النصر الروماني في مدينة اللاذقية السورية- ذو أصلٍ كنعاني متحدرٍ من مدينة لبدة في ليبيا.
6. ↑  ومما يدل على ذلك أن الأسقف المذكور ألف رسالةً لأحد المسلمين الصيداويين يشرح له فيها رأي النصارى في النبي محمد ﷺ وسنته (انظر أحمد عارف الزين: تاريخ صيدا، ص 54).
7. ↑  جيوم دو بوجيه Guillaume de Beaujeu الرئيس الحادي والعشرون للداوية ما بين (72-1291) لقي مصرعه خلال سقوط عكا.
8. ↑  انتقل الداوية إلى اللمسون (ليماسول) في قبرص ومنها إلى جنوبي أوروبا إلى عام 1304 عندما حلَّ فيليب الجميل ملك فرنسا منظمتهم وصادر أملاكهم، وكانت لهم أملاكٌ طائلةٌ لاشتغالهم بالإقراض مع إعفائهم من الضرائب لصفتهم الدينية.
9. ↑  من طرطوس لاذ الاسبتارية بأرواد (وهي جزيرة قبالة طرطوس تبعد عنها 3 كم) ولبثوا فيها يغيرون وبهددون السواحل والسفن إلى عام 1302 عندما أمر السلطان الناصر محمد بتحريرها فانتقلوا منها إلى ليماسول (اللمسون) في قبرص، قبل أن يستولوا على جزيرة رودس في بحر إيجه ويغدو لقبهم منذ ذلك الوقت فرسان رودس (1310-1522)، ولم يُعرفوا بنشاطٍ ما سوى الغارة والخطف والسلب حتى فتح الجزيرة السلطان سليمان القانوني، فمنحهم الإمبراطور شارلكان مالطا وعرفوا ثَم بفرسان مالطا (1530-1798) حتى أجلاهم نابليون.
10. ↑  العشران جمع العشير تسمية عامية دارجة بمعنى الحزب، واشتهر منها عشير البقاع وعشير صيدا وبيروت (انظر تاريخ مدينة صيدا في العصر الإسلامي: ص 174 الهامش).
11. ↑  تدل القلعة على وجود حاميةٍ للدفاع وأنها كانت مستهدَفةً بالغارات، ولكنها لاتؤشر على عِظمِ المدينة.
12. ↑  حتى إن نجم الدين الغزي دعاها قريةً في إحدى ترجماته في "الكواكب السائرة في أعيان المئة العاشرة". (انظر د. السيد عبد العزيز سالم: "تاريخ مدينة صيدا في العصر الإسلامي"، ص 185).
13. ↑  الزيرة: لفظ عامي محلي للجزيرة بإدغام الجيم والزاي ولفظهما زاي مكسورة مشددة مفخّمَة، وهي جزيرة متطاولة من الشمال الغربي إلى الجنوب الشرقي تقع شمال غربي صيدا وتقوم في جنوبها منارة (فنار) لإرشاد السفن. (انظر خريطة "بادكر" في قسم "الجغرافيا"). يُذكر أن أهالي الساحل السوري يطلقون باللهجة الدارجة على جزيرة أرواد "الزِّيرة" أيضاً. قل استخدام اللفظ اليوم مع شيوع التعليم.
14. ↑  يذكر د. السيد سالم في "تاريخ مدينة صيدا في العصر الإسلامي"، ص 191: أن ذلك كان سنة 1658، ووافقه عبد الباسط ترجمان محرر باب "صيدا في التاريخ" - موقع بوابة صيدا.
15. ↑  لحقه هذا اللقب لشهرته في التصويب وهو الجد الأعلى لعائلة القواص في صيدا ودمشق وحمص (انظر منير الخوري: "صيدا عبر حقب التاريخ"، ص 265.
16. ↑  وربما لبعد عكا نسبياً عن مركز إيالةٍ كبيرةٍ كدمشق ما يتيح له استقلاليةً أكبر.
17. ↑  وصارت الإيالة تتألف من السناجق السبعة التالية: سنجق بيروت، وسنجق صور، وسنجق صيدا، وسنجق طبريا، وسنجق عكا، وسنجق نابلس، وسنجق الناصرة.
18. ↑  بموجب التعديلات الإدارية بعد عام 1840 غُيّر اسم الإيالةِ إلى ولايةٍ، وبات السنجق ويديره قائمقام يدعى لواءً أو متصرفيةً ويديره متصرِّفٌ.
19. ↑  وبذا باتت بلادُ الشام ثلاثَ ولاياتٍ؛ سوريا وقاعدتها دمشق، وحلب، وبيروت، وثلاثَ متصرِفيّاتٍ ممتازة؛ القدس الشريف (حسب التسمية الرسمية)، وجبل لبنان، ومتصرفية الزور (تأسست متصرفية الزور سنة 1881 في إطار خطة السلطان عبد الحمبد لتنمية مناطق الجزيرة الوسطى، وحُولت إلى متصرغية ممتازة ضمن التنظيمات الإدارية سنة 1888).
20. ↑  كما ورد عن محمد عزة دروزة أمين سر المؤتمر في مذكراته، ومنير الخوري في كتابه "صيدا عبر حقب التاريخ"، إلا أن موقع YABEYROUTH.COM (صفحة آل الصلح) ذكر أن رضا الصلح انتخب عن بيروت.
21. ↑  طبعته مؤسسة الرسالة للطباعة والنشر والتوزيع بالاشتراك مع دار الفرقان للنشر والتوزيع بدمشق وبيروت عام 1987.

### مسرد المراجع
1. 1 2 3 4  Team، youssef, Part of OpenTech. "بلدية صيدا". بلدية صيدا. مؤرشف من الأصل في 2021-06-06. اطلع عليه بتاريخ 2021-07-03.{{استشهاد ويب}}:  صيانة الاستشهاد: أسماء متعددة: قائمة المؤلفين (link)
2. 1 2 3 4  "صيدا سيتي - Saida City Net". صيدا سيتي. مؤرشف من الأصل في 2021-06-24. اطلع عليه بتاريخ 2021-07-02.
3. ↑  "home - Medcities - Mediterranean Cities Network". www.medcities.org. مؤرشف من الأصل في 2021-06-05. اطلع عليه بتاريخ 2021-08-05.
4. ↑  GeoNames (بالإنجليزية), 2005, QID:Q830106
5. ↑  صيدا أون لاين :: :: Online Lebanese News Source :: نسخة محفوظة 24 يوليو 2017 على موقع واي باك مشين.
6. 1 2  2 نسخة محفوظة 17 أبريل 2018 على موقع واي باك مشين.
7. ↑  معجم قرى جبل عامل - الشيخ سليمان ضاهر - الجزء 2 - صفحة 38 إلى 46
8. 1 2  د. السيد عبد العزيز سالم 1986، صفحة 17.
9. ↑  منير الخوري 1966، صفحة 24.
10. ↑  منير الخوري 1966، صفحة 25.
11. 1 2  د. السيد عبد العزيز سالم 1986، صفحة 29.
12. ↑  "قائمة اليونسكو لأقدم 10 مدن في العالم". المرسال. مؤرشف من الأصل في 2021-04-11. اطلع عليه بتاريخ 2021-07-10.
13. ↑  أحمد عارف الزبن 1913، صفحة 41.
14. ↑  منير الخوري 1966، صفحة 27.
15. ↑  منير الخوري 1966، صفحة 47.
16. ↑  منير الخوري 1966، صفحة 29.
17. ↑  منير الخوري 1966، صفحة 30.
18. ↑  منير الخوري 1966، صفحة 31.
19. ↑  منير الخوري 1966، صفحة 32.
20. ↑  منير الخوري 1966، صفحة 49.
21. ↑  "تاريخ لبنان". دنياتكس. مؤرشف من الأصل في 2019-06-21. اطلع عليه بتاريخ 2021-07-10.
22. ↑  د. السيد عبد العزيز سالم 1986، صفحة 30.
23. ↑  عبد العزيز سالم 1986، صفحة 30.
24. 1 2  منير الخوري 1966، صفحة 59.
25. 1 2  د. السيد عبد العزيز سالم 1986، صفحة 31.
26. ↑  د. السيد عبد العزيز سالم 1986، صفحة 32-31.
27. ↑  د. السيد عبد العزيز سالم 1986، صفحة 32.
28. ↑  د. السيد عبد العزيز سالم 1986، صفحة 33-32.
29. ↑  د. السيد عبد العزيز سالم 1986، صفحة 37.
30. 1 2  د. السيد عبد العزيز سالم 1986، صفحة 33.
31. ↑  د. السيد عبد العزيز سالم 1986، صفحة 34.
32. ↑  د. السيد عبد العزيز سالم 1986، صفحة 72.
33. ↑  د. السيد عبد العزيز سالم 1986، صفحة 36.
34. ↑  د. السيد عبد العزيز سالم 1986، صفحة 37-38.
35. ↑  د. السيد عبد العزيز سالم 1986، صفحة 38-39.
36. 1 2  د. السيد عبد العزيز سالم 1986، صفحة 39.
37. 1 2  د. السيد عبد العزيز سالم 1986، صفحة 40.
38. ↑  منير الخوري 1966، صفحة 98.
39. 1 2  د. السيد عبد العزيز سالم 1986، صفحة 41.
40. ↑  منير الخوري 1966، صفحة 106.
41. ↑  د. أسد رستم 1955، صفحة 62.
42. ↑  منير الخوري 1966، صفحة 94.
43. ↑  منير الخوري 1966، صفحة 107.
44. ↑  منير الخوري 1966، صفحة 108.
45. ↑  منير الخوري 1966، صفحة 111.
46. ↑  منير الخوري 1966، صفحة 112.
47. 1 2 3 4 5 6 7 8 9 10 11 12 13 14 15 16  "معالم عربية ... خان المير يدخل خارطة صيدا الثقافية". صحيفة الخليج. مؤرشف من الأصل في 2021-06-07. اطلع عليه بتاريخ 2021-07-04.
48. ↑  أحمد عارف الزبن 1913، صفحة 52.
49. ↑  أحمد عارف الزبن 1913، صفحة 54.
50. 1 2  "مدينة التاريخ صيدا". إسلام ويب. مؤرشف من الأصل في 2021-06-30. اطلع عليه بتاريخ 2021-06-27.
51. 1 2 3  أحمد عارف الزبن 1913، صفحة 53-54.
52. ↑  د. السيد عبد العزيز سالم 1986، صفحة 86.
53. ↑  د. السيد عبد العزيز سالم 1986، صفحة 87.
54. 1 2 3 4 5 6  "صيدا في التاريخ - صيدا في العهد الصليبي". بوابة صيدا. مؤرشف من الأصل في 2021-06-29. اطلع عليه بتاريخ 2021-06-24.
55. ↑  د. السيد عبد العزيز سالم 1986، صفحة 85.
56. ↑  أحمد عارف الزبن 1913، صفحة 57.
57. 1 2  د. السيد عبد العزيز سالم 1986، صفحة 21.
58. ↑  "صيدا في التاريخ - صيدا في عهد المغول". بوابة صيدا. مؤرشف من الأصل في 2021-06-29. اطلع عليه بتاريخ 2021-06-24.
59. ↑  د. السيد عبد العزيز سالم 1986، صفحة 147-148.
60. ↑  د. السيد عبد العزيز سالم 1986، صفحة 153.
61. 1 2 3 4 5 6  "صيدا في التاريخ - صيدا في عصر المماليك". بوابة صيدا. مؤرشف من الأصل في 2021-06-29. اطلع عليه بتاريخ 2021-06-24.
62. ↑  تاريخ مدينة صيدا في العصر الإسلامي: ص 147 نقلاً عن الدويهي.
63. ↑  د. السيد عبد العزيز سالم 1986، صفحة 158.
64. ↑  د. السيد عبد العزيز سالم 1986، صفحة 173-174.
65. ↑  د. السيد عبد العزيز سالم 1986، صفحة 170.
66. ↑  د. السيد عبد العزيز سالم 1986، صفحة 171.
67. ↑  د. السيد عبد العزيز سالم 1986، صفحة 172.
68. ↑  د. السيد عبد العزيز سالم 1986، صفحة 164.
69. ↑  أحمد عارف الزبن 1913، صفحة 61.
70. ↑  د. السيد عبد العزيز سالم 1986، صفحة 175.
71. ↑  د. السيد عبد العزيز سالم 1986، صفحة 165.
72. 1 2  د. السيد عبد العزيز سالم 1986، صفحة 166.
73. ↑  د. السيد عبد العزيز سالم 1986، صفحة 185.
74. ↑  د. السيد عبد العزيز سالم 1986، صفحة 188-190.
75. ↑  منير الخوري 1966، صفحة 234-243.
76. 1 2 3 4  "صيدا في التاريخ - صيدا في العهد العثماني". بوابة صيدا. مؤرشف من الأصل في 2021-06-29. اطلع عليه بتاريخ 2021-06-24.
77. ↑  منير الخوري 1966، صفحة 256.
78. ↑  أحمد عارف الزبن 1913، صفحة 65.
79. ↑  زينة إبراهيم حبلي شتاء 2019، صفحة 132.
80. ↑  منير الخوري 1966، صفحة 264-265.
81. ↑  منير الخوري 1966، صفحة 266.
82. ↑  أحمد عارف الزبن 1913، صفحة 77.
83. ↑  منير الخوري 1966، صفحة 269-271.
84. ↑  زينة إبراهيم حبلي شتاء 2019، صفحة 133.
85. ↑  زينة إبراهيم حبلي شتاء 2019، صفحة 135.
86. ↑  رفيق التميمي ومحمد بهجة 1917، صفحة 8.
87. 1 2 3 4 5  "آل الصلح". yabeyrouth.com. مؤرشف من الأصل في 2021-02-25. اطلع عليه بتاريخ 2021-07-02.
88. ↑  "الشيخ يوسف الأسير". islamguiden.com. مؤرشف من الأصل في 2019-09-11. اطلع عليه بتاريخ 2021-07-02.
89. ↑  منير الخوري 1966، صفحة 323.
90. 1 2  منير الخوري 1966، صفحة 360.
91. ↑  زينة إبراهيم حبلي شتاء 2019، صفحة 141.
92. ↑  منير الخوري 1966، صفحة 328.
93. ↑  منير الخوري 1966، صفحة 325.
94. ↑  منير الخوري 1966، صفحة 333.
95. ↑  منير الخوري 1966، صفحة 342-343.
96. ↑  منير الخوري 1966، صفحة 344.
97. ↑  منير الخوري 1966، صفحة 345.
98. ↑  منير الخوري 1966، صفحة 347-348.
99. ↑  صيدا عبر حقب التاريخ: منير الخوري، الفصول الرابع والخامس والسادس.
100. 1 2  "الشهيد معروف سعد". صيدا أون لاين. مؤرشف من الأصل في 2020-12-05. اطلع عليه بتاريخ 2021-07-04.
101. ↑  "لمحة تاريخية - المراحل التاريخية للتنظيم الإداري في لبنان". محافظة لبنان الجنوبي. مؤرشف من الأصل في 2020-02-11. اطلع عليه بتاريخ 2021-07-09.{{استشهاد ويب}}:  صيانة الاستشهاد: BOT: original URL status unknown (link)
102. 1 2 3  د. السيد عبد العزيز سالم 1986، صفحة 10-12.
103. ↑  Nabil، كتابة Basma (24 أبريل 2019). "معلومات عن مدينة صيدا لبنان". موقع معلومات. مؤرشف من الأصل في 2021-07-07. اطلع عليه بتاريخ 2021-07-01.
104. ↑  سجلات المحاكم الشرعية والبلدية، أرشيفات دير المخلص ومطرانية الروم الكاثوليك وذلك بين 1840 و 1914
105. 1 2  "قضاء صيدا - لوكاليبان". www.localiban.org. مؤرشف من الأصل في 2021-01-25. اطلع عليه بتاريخ 2021-07-03.
106. ↑  "الدوائر الانتخابية". انتخابات 2018 في لبنان. مؤرشف من الأصل في 2019-11-29. اطلع عليه بتاريخ 2021-07-03.
107. ↑  "نتائج إنتخابات صيدا - جزين.. الأرقام دحضت أوهام البعض!". Elnashra News. مؤرشف من الأصل في 2021-07-11. اطلع عليه بتاريخ 2021-07-03.
108. ↑  "وفاء وهبة شعيب: للمرأة حضور بارز في البلدية و لها دور مهم في المشاريع السياحية". جريدة صيدا.نت. مؤرشف من الأصل في 2019-03-30. اطلع عليه بتاريخ 2021-07-03.
109. ↑  إيريك؛ فاعور، غالب؛ فيلو، سيباستيان (23 مايو 2014). أطلس لبنان : الأرض والمجتمع. Co-éditions. Beyrouth: Presses de l’Ifpo. ص. 7–32. ISBN:978-2-35159-522-0. مؤرشف من الأصل في 2020-12-05.
110. ↑  غالب فاعور وآخرون. أطلس لبنان. ص. 173.
111. ↑  لوكاليبان. "الإقتصاد الصيداوي - لوكاليبان". لوكاليبان: مركز المعلوماتية للتنمية المحلية في لبنان. مؤرشف من الأصل في 2021-06-24. اطلع عليه بتاريخ 2021-07-06.
112. ↑  مدينة صيدا في التاريخ الحديث، مظاهر من النشاط الإقتصادي والإجتماعي زينة إبراهيم حبلي ص150-153
113. ↑  مدينة صيدا في التاريخ الحديث، مظاهر من النشاط الإقتصادي والإجتماعي زينة إبراهيم حبلي ص148-149
114. 1 2  د. السيد عبد العزيز سالم 1986، صفحة 24.
115. ↑  "Saida History Museum" (بالإنجليزية). Archived from the original on 2021-06-19. Retrieved 2021-07-15.
116. ↑  اللواء, جريدة. "السوق الشعبي في صيدا القديمة ملاذ المواطن المخنوق عشية «الفطر»". جريدة اللواء (بar-lb). Archived from the original on 2021-05-11. Retrieved 2021-07-06.{{استشهاد ويب}}:  صيانة الاستشهاد: لغة غير مدعومة (link)
117. ↑  "صيدا تُقاوم الانغلاق... وتُحيي مهرجانات الفن والفرح". الجمهورية. مؤرشف من الأصل في 2021-07-07. اطلع عليه بتاريخ 2021-06-28.
118. ↑  لوكاليبان. "الإقتصاد الصيداوي - لوكاليبان". www.localiban.org. مؤرشف من الأصل في 2021-06-29. اطلع عليه بتاريخ 2021-06-21.
119. ↑  "مهرجانات صيدا الدولية تنطلق في 22 آب... مزيج من الشرق والغرب وتحيّة لوردة". annahar.com (بالإنجليزية). Archived from the original on 2021-06-12. Retrieved 2021-06-12.
120. ↑  "لماذا مركز معروف سعد الثقافي؟". جريدة الأخبار. 9 أكتوبر 2014. مؤرشف من الأصل في 2021-07-12.
121. ↑  "معالم عربية ... خان المير يدخل خارطة صيدا الثقافية". صحيفة الخليج. مؤرشف من الأصل في 2021-06-07. اطلع عليه بتاريخ 2021-06-12.
122. ↑  "المركز الثقافي للبحوث والتوثيق". markazthakafisaida.org. مؤرشف من الأصل في 2021-06-12. اطلع عليه بتاريخ 2021-06-12.
123. ↑  "معرض الكتاب العربي والإسلامي في بلدية صيدا". www.saidanet.com. مؤرشف من الأصل في 2021-06-27. اطلع عليه بتاريخ 2021-06-21.
124. ↑  حسان حلاق 2009، صفحة 127.
125. 1 2  حسان حلاق 2009، صفحة 128.
126. ↑  حسان حلاق 2009، صفحة 129.
127. ↑  "في صيدا: الصاوي زنتوت يا معيّشنا! :: موقع صيدا تي في - Saida Tv". www.saidatv.tv. مؤرشف من الأصل في 2021-07-03. اطلع عليه بتاريخ 2021-07-03.
128. ↑  "خط سكة الحديد في صيدا – بقلم فؤاد الصلح". جريدة صيدا.نت. مؤرشف من الأصل في 2021-07-03. اطلع عليه بتاريخ 2021-07-03.
129. ↑  https://www.maxell.co.jp/afc/en/lebanon_football.html نسخة محفوظة 2008-12-06 على موقع واي باك مشين.
130. ↑  المدن: صيدا - لبنان نسخة محفوظة 2021-07-09 على موقع واي باك مشين.
131. ↑  خير الدين الزركلي 2002، صفحة 313.
132. ↑  منير الخوري 1966، صفحة 361-360.
133. ↑  منير الخوري 1966، صفحة 362.
134. ↑  منير الخوري 1966، صفحة 368-365.
135. ↑  منير الخوري 1966، صفحة 369-368.
136. ↑  "وفاة مصطفى معروف سعد". البوابة. مؤرشف من الأصل في 2021-07-26. اطلع عليه بتاريخ 2021-07-25.

### بيانات المراجع
كتب
- أحمد عارف الزين (1-7-2021). تاريخ صيدا (ط. الأولى). صيدا (سوريا): مطبعة العرفان. {{استشهاد بكتاب}}: تحقق من التاريخ في: |سنة= لا يطابق |تاريخ= (مساعدة)
- د. السيد عبد العزيز سالم (1-7-2021). تاريخ مدينة صيدا في العصر الإسلامي [HISTOIRE DE SSAIDA A L'ÉPOQUE MUSULMANE] (ط. الأولى). الإسكندرية (مصر): مؤسسة شباب الجامعة للطباعة والنشر والتوزيع. {{استشهاد بكتاب}}: تحقق من التاريخ في: |سنة= لا يطابق |تاريخ= (مساعدة)
- منير الخوري (1-7-2021). صيدا عبر حقب التاريخ من 2800 ق.م إلى 1966م (ط. الأولى). بيروت (لبنان): المكتب التجاري للطباعة والنشر والتوزيع. {{استشهاد بكتاب}}: تحقق من التاريخ في: |سنة= لا يطابق |تاريخ= (مساعدة)
- رفيق التميمي؛ محمد بهجة (6-2-2023). ولاية بيروت (ط. الأولى). بيروت. {{استشهاد بكتاب}}: تحقق من التاريخ في: |سنة= و|سنة= لا يطابق |تاريخ= (مساعدة)صيانة الاستشهاد: مكان بدون ناشر (link)
- أسد رستم (2020). مصطلح التاريخ. مؤسسة هنداوي. ISBN:978-1-5273-1977-6. QID:Q111657067.
- خير الدين الزركلي (2002)، الأعلام: قاموس تراجم لأشهر الرجال والنساء من العرب والمستعربين والمستشرقين (ط. 15)، بيروت: دار العلم للملايين، OCLC:1127653771، QID:Q113504685

المقالات
- زينة إبراهيم حبلي (شتاء 2019). "مدينة صيدا في التاريخ الحديث، مظاهر من النشاط الاقتصادي والاجتماعي". الحداثة. ع. 197–198. ص. 131–158. {{استشهاد بمجلة}}: تحقق من التاريخ في: |تاريخ= (مساعدة)

مواقع ويب
- "آل الصلح". yabeyrouth.com. موقع yabeyrouth.com. مؤرشف من الأصل في 2021-02-25. اطلع عليه بتاريخ 2021-07-02.
- ثريا حسن زعيتر. "السوق الشعبي في صيدا القديمة ملاذ المواطن المخنوق عشية «الفطر»". جريدة اللواء. جريدة اللواء. مؤرشف من الأصل في 2021-05-11. اطلع عليه بتاريخ 2021-07-06.{{استشهاد ويب}}:  صيانة الاستشهاد: BOT: original URL status unknown (link)
- "الشهيد معروف سعد". صيدا أون لاين. موقع صيدا أون لاين. مؤرشف من الأصل في 2020-12-05. اطلع عليه بتاريخ 2021-07-04.
- "الشيخ يوسف الأسير (أعلام من بيروت المحروسة)". islamguiden.com. موقع islamguiden.com. مؤرشف من الأصل في 2019-09-11. اطلع عليه بتاريخ 2021-07-02.
- عبد الباسط ترجمان (5 سبتمبر 2018). "تاريخ صيدا". بوابة صيدا. موقع بوابة صيدا. مؤرشف من الأصل في 2021-06-29. اطلع عليه بتاريخ 2021-06-24.
- "تاريخ لبنان". موقع دنياتكس. مؤرشف من الأصل في 2019-06-21. اطلع عليه بتاريخ 2021-07-10.
- "قائمة اليونسكو لأقدم 10 مدن في العالم". المرسال. موقع المرسال. 22 أكتوبر 2017. مؤرشف من الأصل في 2021-04-11. اطلع عليه بتاريخ 2021-07-10.
- مجلة "العالم ":العدد ( 32) (2 مارس 2002). "مدينة التاريخ صيدا". إسلام ويب. موقع إسلام ويب. مؤرشف من الأصل في 2021-06-30. اطلع عليه بتاريخ 2021-06-27.{{استشهاد ويب}}:  صيانة الاستشهاد: أسماء عددية: قائمة المؤلفين (link)
- "معالم عربية ... خان المير يدخل خارطة صيدا الثقافية". معالم عربية. موقع الخليج. 30 أغسطس 2010. مؤرشف من الأصل في 2021-06-28. اطلع عليه بتاريخ 2021-06-17.
- "وفاة مصطفى سعد". موقع البوابة. مؤرشف من الأصل في 2021-07-26. اطلع عليه بتاريخ 2021-07-25.
- "Saida History Museum". Saida History Museum (بالإنجليزية). Debbané Foundation. Archived from the original on 2021-06-19. Retrieved 2021-07-15.

### باللغة الإنكليزية
1. ↑  "Tyre & Sidon (united between 10th and 9th centuries BC, divided around the beginning of the 7th century BC) | Silk Roads Programme". اليونسكو. مؤرشف من الأصل في 2021-05-12. اطلع عليه بتاريخ 2021-07-12.
2. ↑  "Tyre & Sidon (united between 10th and 9th centuries BC, divided around the beginning of the 7th century BC) | Silk Roads Programme". اليونسكو. مؤرشف من الأصل في 2021-05-12. اطلع عليه بتاريخ 2021-07-12.
3. ↑  "Sidon". World History Encyclopedia (بالإنجليزية). Archived from the original on 2021-04-28. Retrieved 2021-07-12.
4. ↑  "Sidon climate: Average Temperature, weather by month, Sidon water temperature - Climate-Data.org". en.climate-data.org. مؤرشف من الأصل في 2019-03-28. اطلع عليه بتاريخ 2021-07-07.
5. ↑  "home - Medcities - Mediterranean Cities Network". مؤرشف من الأصل في 2021-06-05. اطلع عليه بتاريخ 2021-07-18.